# Carnuntum (Zivilstadt)

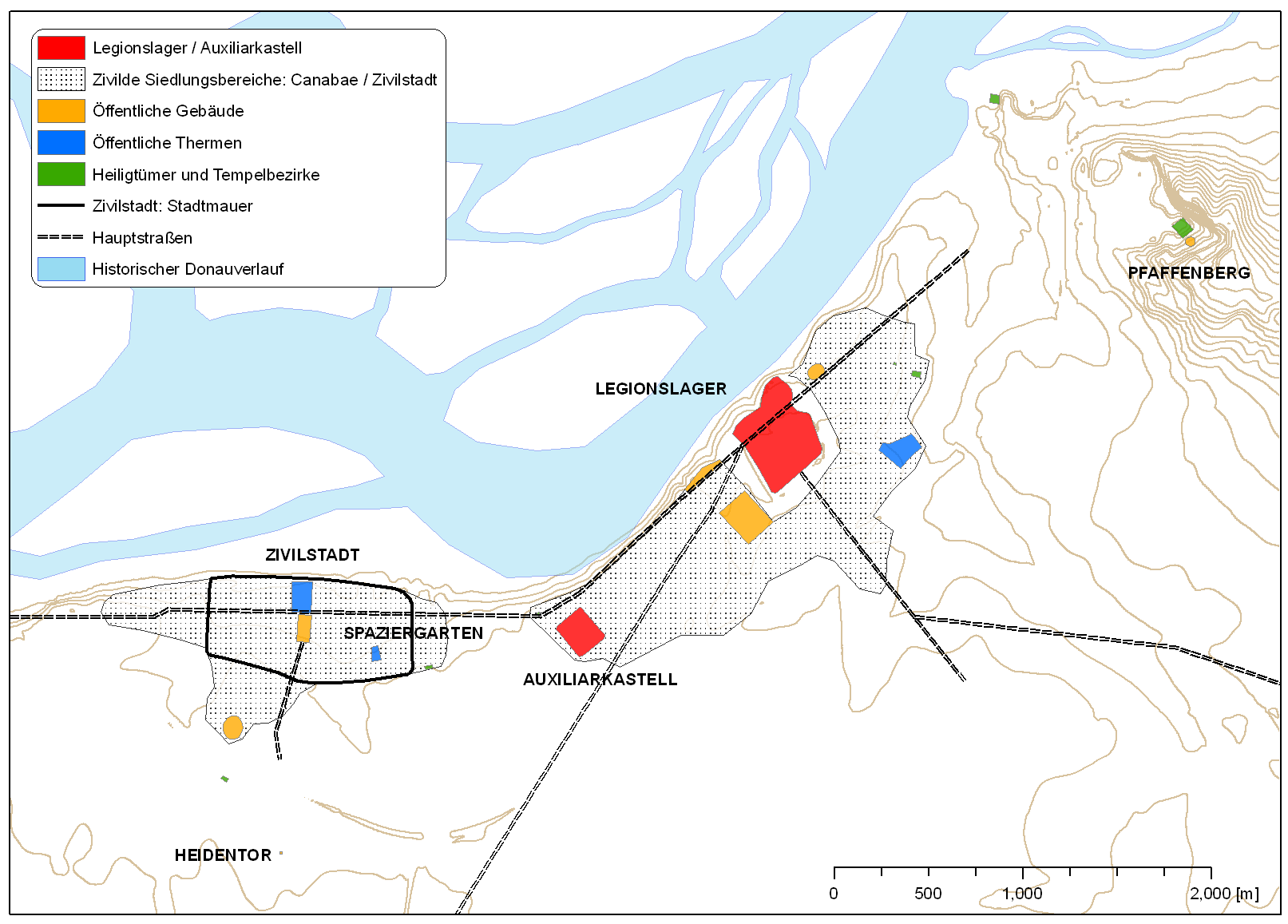
Übersichtsplan des antiken Siedlungsgeländes

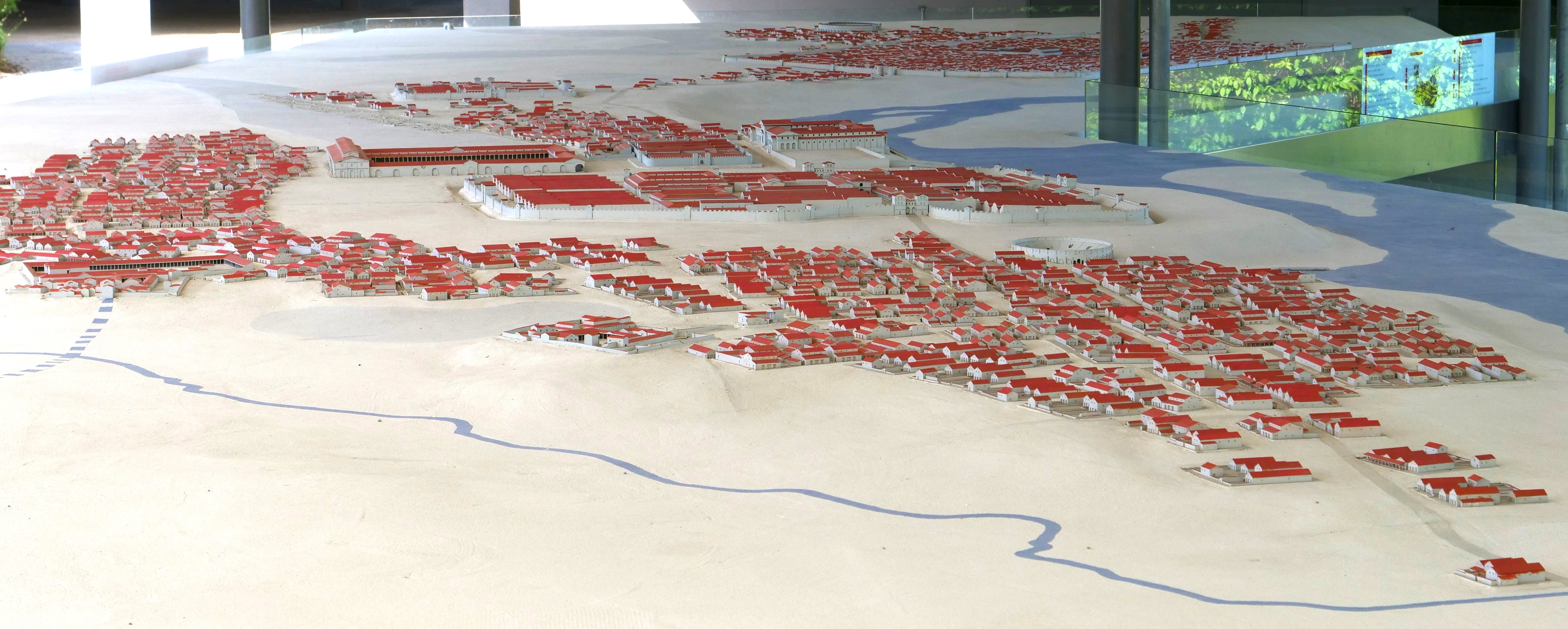
Modellabbildung von Legionslager im Vordergrund und Zivilstadt oben rechts

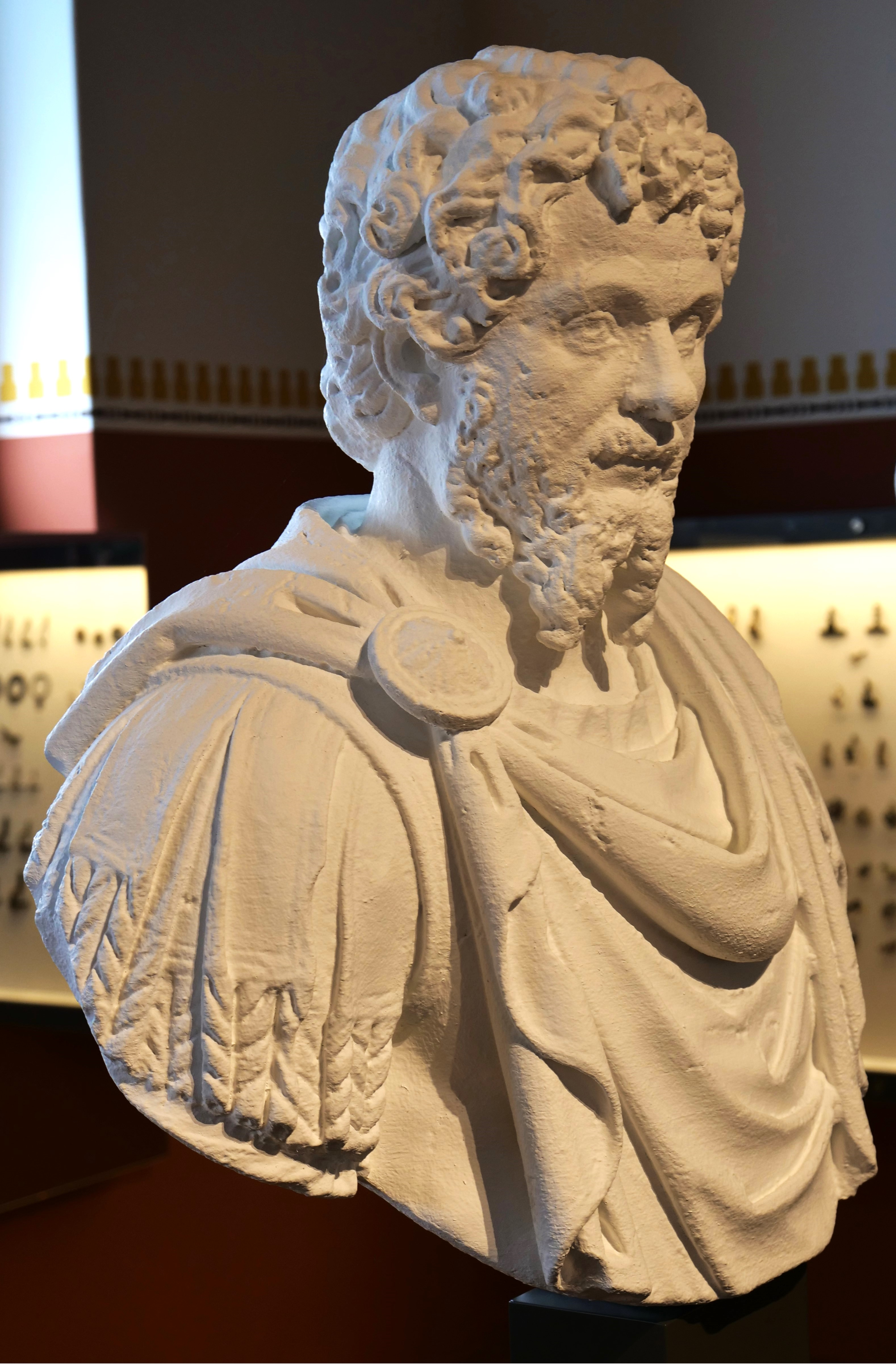
Büste des Mark Aurel im Museum Carnuntinum

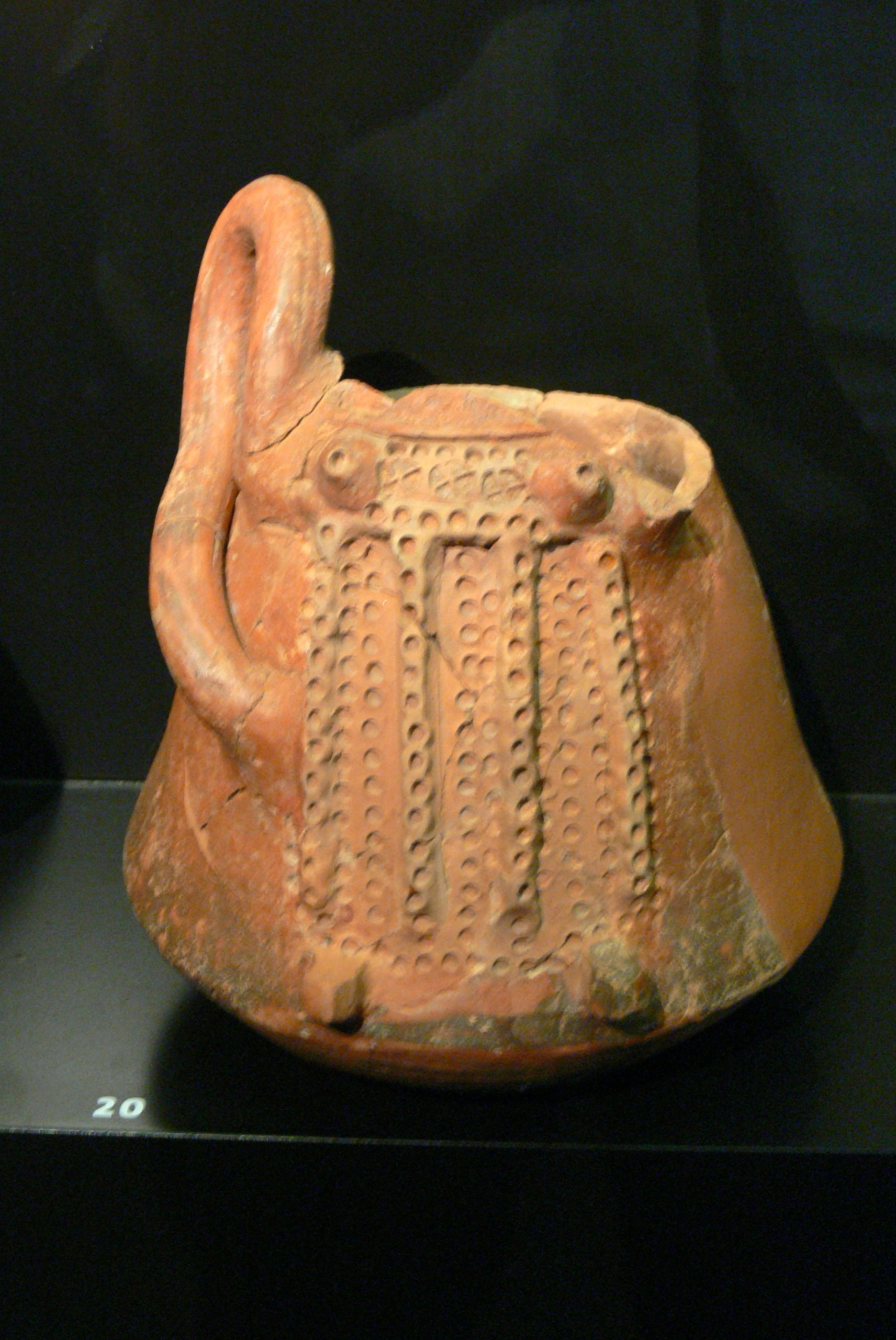
Anthropomorphes Gefäß, das eine Frau in norischer Tracht darstellt (2. Jahrhundert; gefunden in einem Töpferofen des Auxiliarkastells)

Die Zivilstadt Carnuntum oder Karnuntum lag direkt am pannonischen Limes, entwickelte sich parallel zum Legionslager und war seit Beginn des 2. Jahrhunderts n. Chr. Verwaltungszentrum der römischen Provinz (Ober-)Pannonien. Sie zählt zu den bedeutendsten und am umfangreichsten erforschten antiken Ausgrabungsstätten in Österreich und liegt auf den Gemeindegebieten von Petronell-Carnuntum und Bad Deutsch-Altenburg, Bundesland Niederösterreich.
Die Region um ein noch nicht lokalisiertes keltisches Siedlungs- und Machtzentrum, das der Historiker Velleius Paterculus als „Carnunto, qui locus regni Norici“ (Carnuntum im Königreich Norikum) bezeichnete, wurde ab dem 1. Jahrhundert n. Chr. zu einem der zentralen Sammelpunkte für die Expansion der Römer ins freie Germanien (Barbaricum). An den Ausläufern der Kleinen Karpaten entwickelte sich bald einer der wichtigsten Siedlungs- und Verteidigungsschwerpunkte in den nördlichen Provinzen des Reiches. Ihren rasanten Aufstieg verdankte die Stadt unter anderem ihrer günstigen Lage am Kreuzungspunkt zweier transkontinentaler Handelsrouten sowie an den beiden Militärlagern, in denen zeitweise bis zu 6500 Mann stationiert waren. Die Stadt stand während der römischen Herrschaft über Pannonien wiederholt im Mittelpunkt bedeutender historischer Ereignisse.
Carnuntum bestand aus mehreren Siedlungsbereichen, dem Legionslager, einer Militärsiedlung (canabae legionis) und der sogenannten Zivilstadt, die sich außerhalb einer Sicherheitszone von 2,2 km (entspricht einer keltischen Leuge) vom Legionslager aus gegen Westen ausbreitete. Die ältesten archäologischen Zeugnisse aus römischer Zeit datieren in die Mitte des 1. Jahrhunderts. In der Regierungszeit des Claudius entstand parallel zu einem festen Holz-Erde-Lager mit angeschlossenem Lagerdorf die Zivilsiedlung. Zu Beginn des 2. Jahrhunderts lebten dort bereits rund 50.000 Menschen. Unter Trajan stieg sie zur Provinzhauptstadt von Oberpannonien auf. Sein Nachfolger Hadrian gewährte ihr in weiterer Folge das Recht zur Selbstverwaltung. Während der Markomannenkriege führte Kaiser Mark Aurel von dort aus seine Feldzüge in die Stammesgebiete nördlich der Donau. Ende des 2. Jahrhunderts wurde dort der oberpannonische Statthalter Septimius Severus von den Donaulegionen zum Kaiser ausgerufen und die Zivilstadt danach in den Rang einer Kolonie erhoben. Dies hatte einen erneuten, langanhaltenden wirtschaftlichen Aufschwung der Stadt zur Folge. 308 n. Chr. hielten die Tetrarchen dort die Kaiserkonferenz von Carnuntum ab. In der Mitte des 4. Jahrhunderts verwüstete ein schweres Erdbeben die Region. Diese Naturkatastrophe im Verbund mit der stetigen Reduzierung der Grenztruppen und den Auswirkungen der Völkerwanderung leiteten schließlich den wirtschaftlichen und demografischen Niedergang der Stadt ein. Im späten 4. Jahrhundert diente der schon weitgehend verlassene Ort Kaiser Valentinian I. als Heerlager für einen Feldzug gegen transdanubische Stammesverbände. Im Laufe des 5. Jahrhunderts wurde Carnuntum von seinen romanischen Bewohnern endgültig aufgegeben. Zwischen Limes- und Bernsteinstraße liegt das sogenannte Heidentor, ein Triumphalmonument aus dem 4. Jahrhundert und heute das Wahrzeichen der Region Carnuntum.

## Name
Der Name Carnuntum wurde von der keltischen Vorgängersiedlung übernommen und würde damit auf die keltische Gottheit Cernunnos in einer seiner Namensformen hinweisen, da die gemeinsame Wurzel der Namen carn ‚Horn‘ bedeutet. Seit der Zeit Kaiser Hadrians (117–138) ist auf den diesbezüglichen Inschriften die Abkürzung „M.A.K.“ für Municipium Aelium Karnuntinum zu lesen. Seit der Herrschaft des Elagabal (204–222) wird das Kürzel „C.S.A.A.K.“, für Colonia Septima Aurelia Antoniniana Karnuntum verwendet.

## Lage

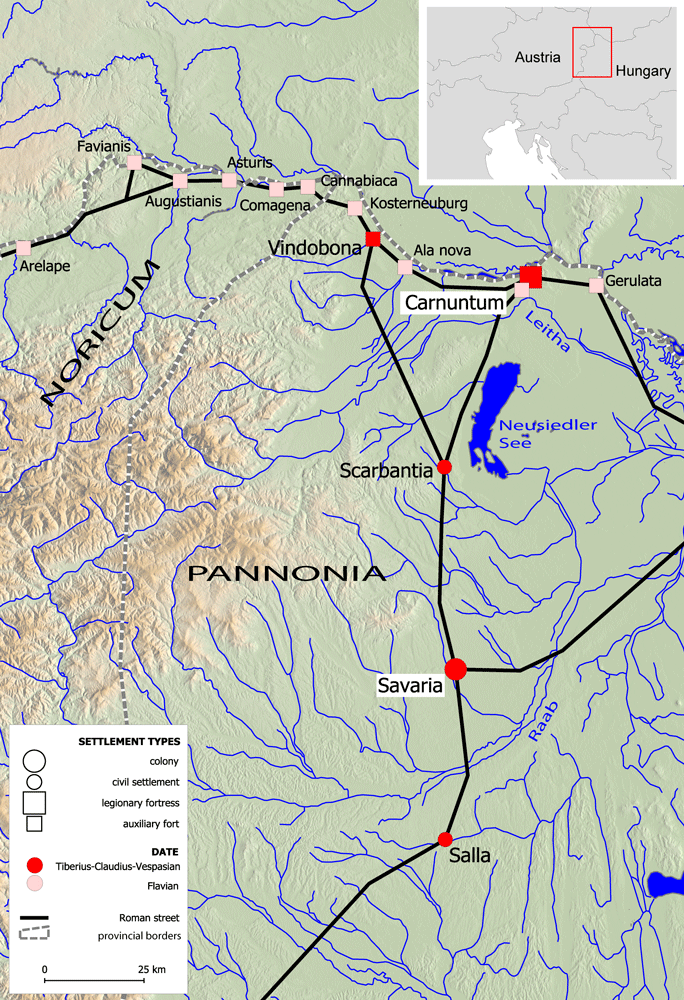
Nordwest-Pannonien im 1. Jahrhundert n. Chr.

Die antike, zehn Quadratkilometer große, besiedelte Gesamtfläche Carnuntums reichte im Westen von Petronell-Carnuntum bis zum Pfaffenberg bei Bad Deutsch-Altenburg im Osten. Dieser Siedlungsbereich setzte sich aus den beiden Kastellen sowie der Lager- und der Zivilstadt zusammen. Die Zivilstadt erstreckte sich ursprünglich über die heutigen Gemeindegebiete von Petronell-Carnuntum und Bad Deutsch Altenburg. Ein besonderer Glücksfall im Gegensatz zu den meisten anderen römischen Fundstellen in Österreich ist, dass sie, abgesehen von einer kurzen Zeitspanne im frühen Mittelalter, in den nachfolgenden Jahrhunderten nicht mehr überbaut wurde.
Keimzelle der städtischen Entwicklung war das Areal um das Legionslager. Westlich davon, 1,5 römische Meilen (2,2 Kilometer) entfernt, entstand nach italischem Vorbild im Laufe der zweiten Hälfte des 1. Jahrhunderts n. Chr. eine Straßensiedlung für Händler und Handwerker. Sie galt anfangs rechtlich noch als vicus, da sie etwa eine gallische Leuge (2200 Meter) außerhalb des geschützten Lagerareals stand. Bei der eigentlichen Stadtgründung im 2. Jahrhundert lag mit ziemlicher Sicherheit bereits ein Bebauungsplan vor. Er wies, zumindest für den später von der Stadtmauer umgebenen Bereich, eine ovoide Mischform aus Rechteck und Ellipse (1150 zu 525 Meter; Seitenverhältnis ungefähr 2 : 1) mit teilweise genau ostwestlich gerichteten geraden und abschnittsweise gewunden verlaufenden Hauptstraßen sowie leicht schräg und teilweise gebogen verlaufenden Nebenstraßen (cardines). Die Ost-West-Ausdehnung betrug etwa zwei, die von Norden nach Süden etwa 1,5 Kilometer. Im Westen reichte ihr Areal bis etwa 1,5 Kilometer westlich des heutigen Petronell-Carnuntum in Richtung Wildungsmauer, Flur Gstettenbreite. Im Norden war sie durch den Steilhang der Donau mit ihren nur schwer zugänglichen Auwäldern und ihrer Flussarme begrenzt. Im Süden reichte die Bebauung in etwa bis zur heutigen Ortsumgehung an der Bundesstraße 9 (Amphitheater II).
Carnuntum wurde unter Tiberius Pannonien angegliedert. Nach Zweiteilung der Provinz in Pannonia superior (Oberpannonien) und Pannonia inferior (Unterpannonien) unter Trajan kam der Ort zunächst zu Pannonia Superior und gehörte ab der Reichsreform des Diokletian zum neu gegründeten Pannonia Prima (Diözese Illyrien). Ihr Territorium umfasste in etwa das heutige Ostösterreich. Das Stadtterritorium Carnuntums reichte ursprünglich von den nördlichen Höhen des Wienerwaldes, später vom Fluss Schwechat bis ins Steinfeld. Es schloss auch das Leithagebirge und das nördliche Ufer des Neusiedler Sees fast bis an die heutige ungarische Staatsgrenze mit ein.

### Fernverkehrsverbindungen

Strecke zwischen Vindobona und Carnuntum auf der Tabula Peutingeriana

Das Carnuntiner Lager, das Lager in Vindobona und das Hilfstruppenkastell von Arrabona sicherten die Bernsteinstraße und die Donausüdstraße sowie die Endpunkte stark frequentierter Fernstraßen, von denen zwei bei der Savaria aufeinandertrafen und von dort weiter nach Italien führten. Keramikfunde auf dem Staatsgebiet der Slowakei lassen annehmen, dass Carnuntum auch direkt mit dem Waagtalgebiet verbunden war. Ihre Trasse führte wahrscheinlich über die östlichen Hänge der Kleinen Karpaten vom Donauübergang bei Bratislava bis nach Trnava.

## Forschungsgeschichte

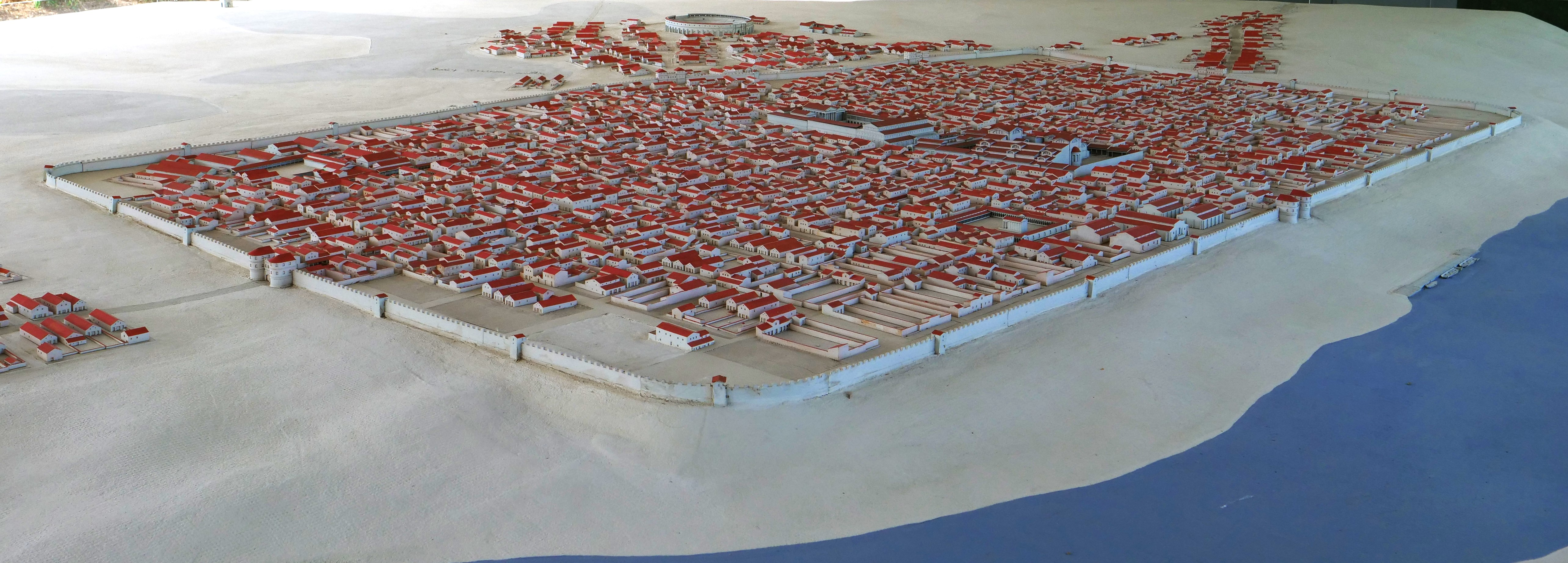
Zivilstadt Carnuntum im Modell

Die Bereiche des antiken Stadtareals direkt am Steilufer der Donau sind im Laufe der Jahrhunderte durch Erosion in den Fluss gestürzt. Durch die Flussregulierung am Ende des 19. Jahrhunderts sind diese Hangrutschungen jedoch weitgehend zum Stillstand gekommen. Weite Teile des antiken Stadtareals werden heute ausschließlich landwirtschaftlich genutzt und bieten die idealen Bedingungen für großflächige archäologische Prospektionsvorhaben, wie geophysikalische Messungen und insbesondere luftbildarchäologische Untersuchungen. Seit den 1960er-Jahren besitzt das Luftbildarchiv des Instituts für Ur- und Frühgeschichte der Universität Wien mehr als 1500 Senkrecht- und Schrägaufnahmen aus der Region Carnuntum. Deren Auswertung erbrachte eine große Menge an Informationen zur antiken Bebauung und Infrastruktur der Zivilstadt.

### 13. bis 18. Jahrhundert

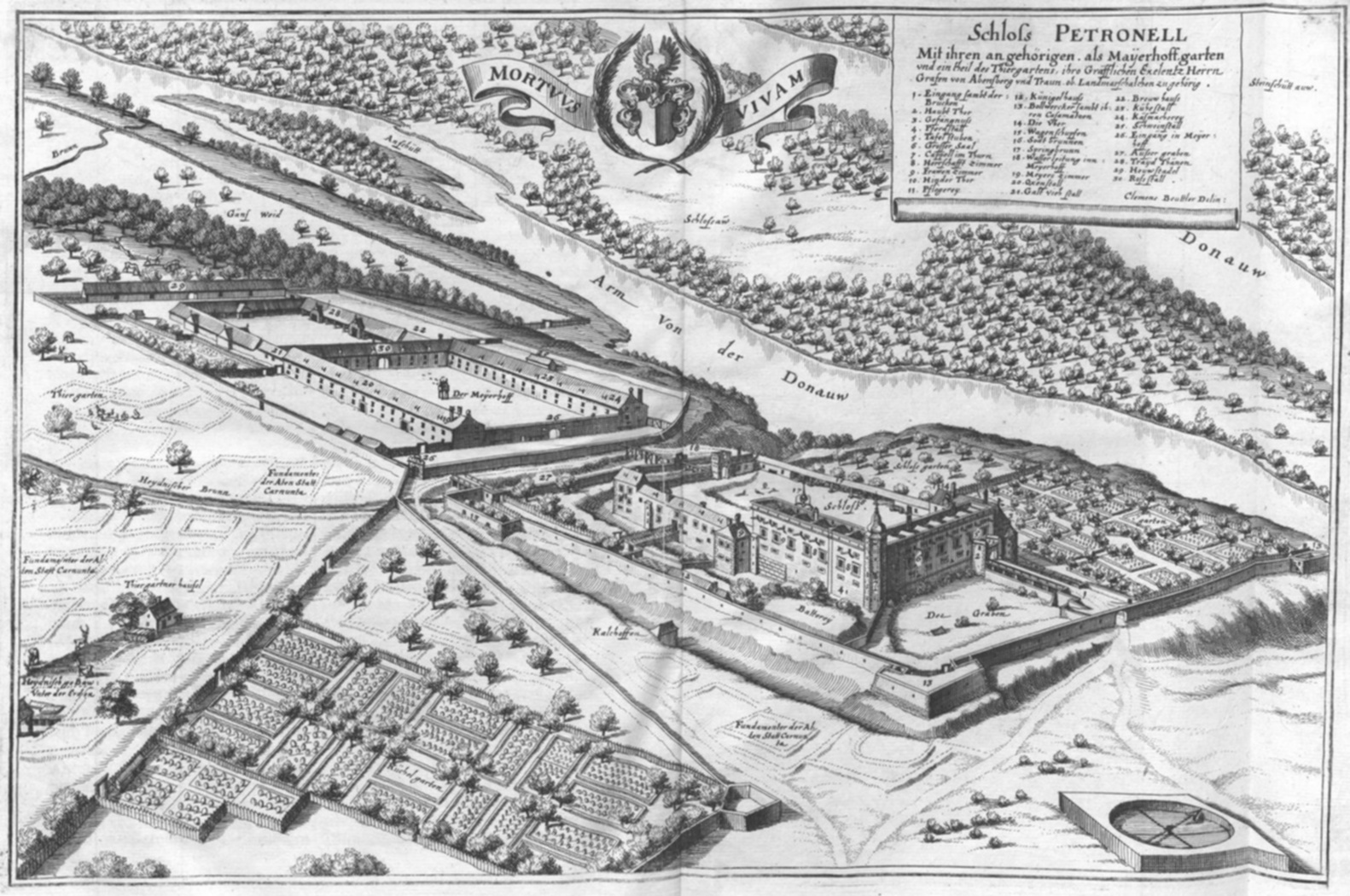
Abbildung des Schlosses Petronell von Matthäus Merian (1656), auf ihm sind im sogenannten Küchelgarten und im Tiergarten auch die Überreste der römischen Zivilstadt deutlich erkennbar

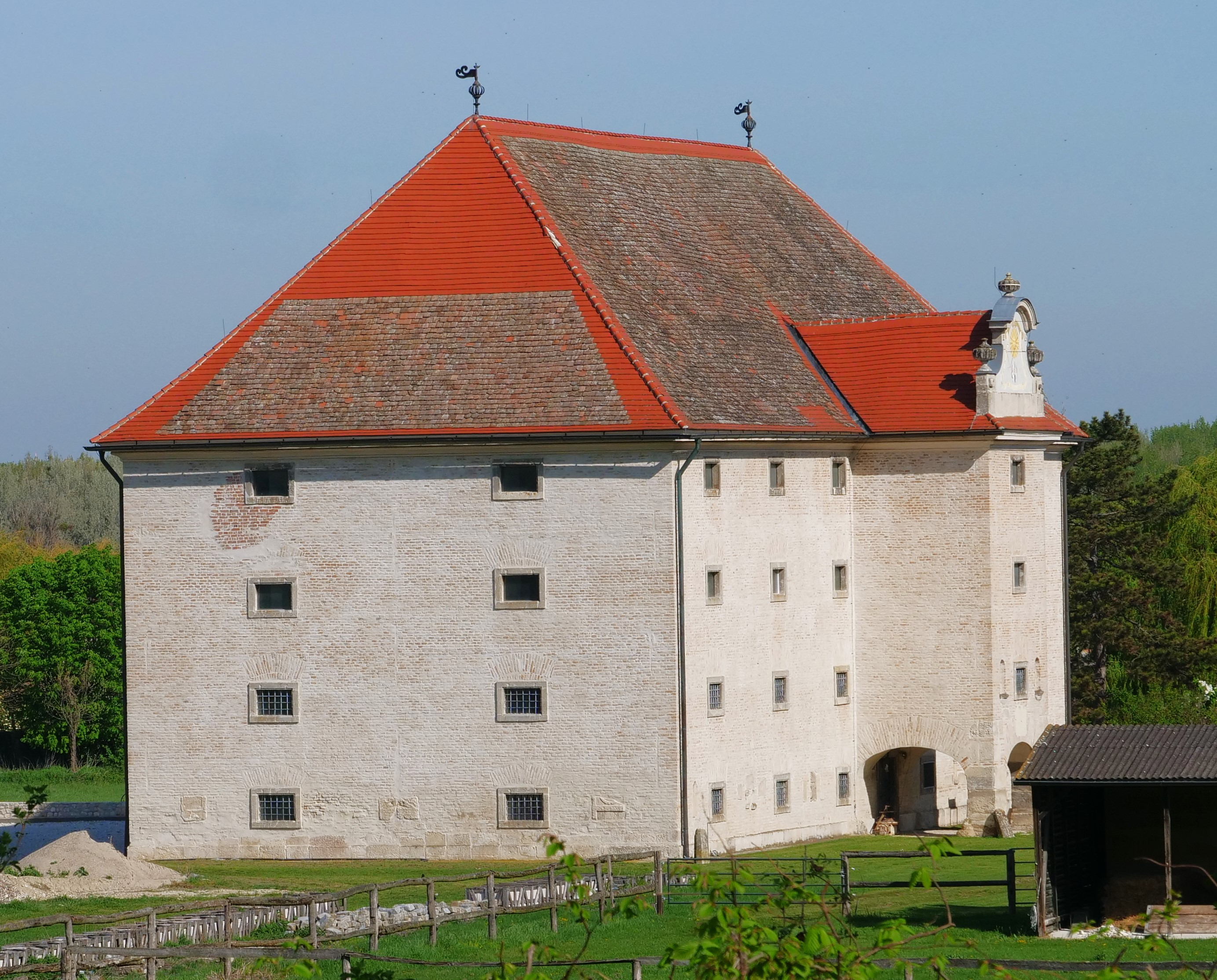
Der 1774 mit römischem Steinmaterial erbaute Schüttkasten, in seiner Fassade sind zahlreiche antike Grabsteine und Reliefs eingemauert

Der früheste Hinweis auf die Ruinen der Römerstadt ist in der Descriptio Theutoniae enthalten, die ein Colmarer Dominikanerchronist im 13. Jahrhundert niederschrieb und in der das Heidentor als Grabmal des Riesen Theuto bezeichnet wird. Zwischen 1265 und 1291 verfasste ein Passauer Domherr die Vita S. Maximiliani und war der Meinung, dass man in der Ruinenstätte Celegia oder  Celeia wiedergefunden habe. Bis ins 15. Jahrhundert dürften unter anderem noch große Teile der Amphitheater und alle vier Pfeiler des Heidentores aufrecht gestanden haben. Der bayerische Theologe und Chronist Veit Arnpeck absolvierte sein Studium an der Wiener Universität und besuchte in dieser Zeit auch Petronell, wo er „…eine große Menge von Marmor und anderen Steinen“ vorfand. Johannes Cuspinian identifizierte erstmals die Ruinen korrekt als das römische Carnuntum. 1534 nahmen die Gelehrten Peter Apian und B. Amantius erstmals eine Inschrift aus Carnuntum in ihr Verzeichnis Inscriptiones sacrosanctae vetustatis auf. Johannes Fuchsmagen ließ antike Münzen aus Carnuntum nach Wien schaffen. Wolfgang Lazius beschrieb in seinem Werk Commentatorium rei publicae Romanae Viennensium commentarii in quattuor libros distincti die Überreste von Carnuntum und fertigte Zeichnungen von dort gefundenen Inschriften an. Wolf von Unverzagt ließ im Winter 1599 im Auftrag von Erzherzog Maximilian III. das Ruinengelände nach Schätzen durchwühlen und die Ausbeute in die Burg von Wiener Neustadt bringen. Wie in vielen Bereichen des antiken Stadtareals blieben auch im Spaziergarten des Petroneller Schlosses die römerzeitlichen Ruinen über eine lange Zeit sichtbar. Sie sind unter anderem auf Radierungen des 17. Jahrhunderts – die die Besitzungen des Grafen Abensberg-Traun in Petronell darstellen (geschaffen 1656 von Matthäus Merian) – deutlich erkennbar.
Der erste namentlich bekannt gewordene Sammler von Artefakten aus Carnuntum war der Hofbibliothekar Kaiser Leopolds I. (1658 bis 1705), Lambeck. Er erwarb von den Petroneller Bauern unter anderem antike Münzen, Schmuckstücke und Inschriften. Über jede seiner Reisen nach Petronell berichtete er dem Kaiser persönlich. Er plante, seine Erkenntnisse über „Carnuntum Revidium“ (das wiedererstandene Carnuntum) auch in Buchform zu publizieren, was aber nie realisiert wurde. Bedauerlicherweise gingen später auch seine umfangreichen Aufzeichnungen über den damaligen Zustand der Ruinen von Carnuntum verloren, denn die großflächigen Zerstörungen durch Steinraub setzten erst im 16. Jahrhundert ein. Bis in das späte 18. Jahrhundert wurden die Ruinen der „heydnische[n] Statt“ von den Bauern fast vollständig abgetragen, da sie die Feldarbeit erheblich behinderten. Die Steine wurden als Baumaterial wiederverwendet, der Marmor wurde zu Kalk gebrannt. Steine aus Carnuntum fanden sich sogar im Mauerwerk des Stephansdoms in Wien. Noch desaströser wirkten sich die jahrhundertelangen Raubgrabungen aus. Das Hauptinteresse erweckten dabei die Sarkophage, da bei ihnen die Chance am größten war, auf wertvolle Grabbeigaben zu stoßen. Vermögende Wiener Antikensammler gaben solche Raubgrabungen sogar in Auftrag und fügten die dabei geborgenen Artefakte in ihre Privatsammlungen ein. Anlässlich ihrer Donaufahrt 1736 bis 1737 statteten auch die englischen Bildungsreisenden Jeremiah Milles und Richard Pococke Carnuntum einen Besuch ab und erwähnten es in ihrem Reisebericht. Milles vermutete schon damals in der Mulde der Grüblremise den Standort eines Amphitheaters. 1774 wurden zahlreiche römische Inschriftensteine in den Schüttkasten des Schlosses Traun in Petronell eingemauert. Einige von ihnen wurden jedoch im 19. Jahrhundert bei Schießübungen der Petroneller Bevölkerung als Zielscheiben verwendet und dabei schwer beschädigt.

### 19. Jahrhundert
Noch um 1821 berichtete die Prager Zeitschrift Hespererus von Bauern aus Deutsch Altenburg, die das Ausgraben und Herausbrechen von alten Mauersteinen als Nebenerwerb betrieben und diese „klafterweise“ verkauften. Im selben Jahr initiierte der Numismatiker und Archäologe Anton von Steinbüchel die ersten zielgerichteten Grabungen, doch blieb dies nur eine Einzelunternehmung. Das Interesse an der ernsthaften Erforschung Carnuntums begann mit einem Bericht von Eduard von Sacken, mit dem er die k.u.k Centralkommission über die Entdeckung des Mithräums Am Stein (Mithräum I) bei Sprengarbeiten am Pfaffenberg informierte. 1884 wurde unter der Schirmherrschaft des Kronprinzen Rudolf von Österreich-Ungarn der Verein Carnuntum, der die Förderung der wissenschaftlichen Untersuchung von Carnuntum zum Ziel hatte, gegründet. 1892 legte Josef Dell das Stadtviertel im Tiergarten frei. 1894 wurde das K.K. Archäologische Institut ins Leben gerufen. Dieses und die der Österreichischen Akademie der Wissenschaften angeschlossene Limeskommission waren von da an bei der Erforschung von Carnuntum federführend.

### 20. Jahrhundert
1900 wurden die Überreste der Großen Therme entdeckt. 1904 wurde zur Präsentation der immer zahlreicher werdenden Funde in Bad Deutsch-Altenburg das Museum Carnuntinum eröffnet. Die systematische Bodenforschung auf dem Areal der Zivilstadt begann in den frühen 1920er Jahren mit der Freilegung des Amphitheaters II. durch Rudolf Egger und Franz Miltner. Einige seiner Mauerreste wurden konserviert bzw. ergänzt. 1938 kaufte das Deutsche Archäologische Institut 70 ha des Areals der antiken Zivilstadt auf, da dort die Grabungen, auf Anweisung von Adolf Hitler, als Vorzeigeprojekt der Archäologieforschung im Dritten Reich weitergeführt werden sollten. Bis 1939 konnten Teile der Wohnhäuser im heutigen Archäologischen Park und der Forumstherme (Palastruine) freigelegt werden. Sie erbrachten völlig neue Erkenntnisse zur Baugeschichte der Zivilstadt. Kurz danach mussten die Arbeiten wegen Ausbruches des Zweiten Weltkrieges eingestellt werden. Zwischen 1948 und 1957 wurde das noch heute sichtbare Ruinenareal auf einer Größe von 1,47 Hektar ausgegraben. Ab den 1950er-Jahren führten Flurbereinigungen, der Ausbau der Infrastruktur, Materialabbau im großen Stil, die Industrialisierung der Landwirtschaft etc. zur Vernichtung großflächiger Fundlandschaften. All diese Umstände machten Rettungsgrabungen unter Zeitdruck notwendig. Zwischen 1956 und 1978 gelang es Erich Svoboda, die Forumstherme vollständig freizulegen, wodurch erstmals ihre vollständigen Ausmaße bestimmt werden konnten. Mit dem Fund des Kaltwasserbeckens konnte auch ihre wirkliche Funktion ermittelt werden.

### 21. Jahrhundert
Jüngste Grabungen, die einen Querschnitt durch die gesamte Geschichte der Siedlung bilden, konzentrieren sich auf ein Wohnviertel und eine weitere Thermenanlage im Südostbereich der Zivilstadt. Diese im sogenannten Spaziergarten des Petroneller Schlosses gelegenen römischen Gebäude sind Bestandteil des Archäologischen Parks Carnuntum. Haus I war das erste im Rahmen der Grabung Spaziergarten in Angriff genommene Teilprojekt und wurde zwischen 2001 und 2002 untersucht. Bei Haus III wurde die möglichst vollständige Freilegung und Dokumentation jener Siedlungshorizonte forciert, die von den Altgrabungen der Jahre 1949–1951 unberührt geblieben waren. Den Schwerpunkt der Untersuchungen bildete der nördliche Bereich von Haus III, dem bereits in den 1950er-Jahren die größte Aufmerksamkeit geschenkt worden war. Im Jahre 2003 wurde die Neugestaltung des Areals abgeschlossen. Neben den baulichen Maßnahmen (Sanierung der Hypokausten, Böden, Wandmalerei) wurde auch der Garten neu bepflanzt. Aus den Beständen des Luftbildarchivs wurden über 100 Bilder für die detaillierte Kartierung der archäologischen Information ausgewählt. Diese Arbeiten hatten bereits im Herbst 1995 begonnen, konnten jedoch wegen Geldmangel nur sporadisch weitergeführt werden. Erst in den Jahren 2007 und 2008 wurden diese Auswertungen wieder aufgenommen und vorläufig zum Abschluss gebracht. In den Jahren 2005, 2006 und 2007 fanden Grabungen in der kleinen Therme im Westteil der sogenannten Insula VI im Spaziergarten von Schloss Petronell zur Vorbereitung für deren Rekonstruktion statt. 2008 fanden Nachgrabungen am Kammerbau zwischen kleiner Therme und Villa Urbana statt. Die dabei gewonnenen Erkenntnisse ermöglichen den Nachvollzug seiner Baugeschichte. In den vergangenen Jahren wurden im Rahmen des Projektes 2011 in Carnuntum auf kaum oder noch gar nicht untersuchtem Terrain Nachgrabungen durchgeführt. Die meisten Grabungsprojekte sind bereits beendet (Haus I–III, Therme, villa urbana, Weststraßengrabung, Tiergarten, Parkplatz), einzelne Untersuchungen werden fortgesetzt. Mit Hilfe der Ergebnisse der Altgrabungen und einer Neubewertung des bisherigen Forschungsstandes wurde ein maßstabgetreues Modell des römischen Carnuntum hergestellt.

## Geschichte
Die historische Entwicklung der Zivilstadt stand im engen Zusammenhang mit den stetigen Abwehrkämpfen gegen Germanenstämme jenseits der Donau, die die dauerhafte Stationierung einer großen Anzahl von Soldaten erforderlich machte. Durch diesen Umstand rückte der Grenzabschnitt bei Carnuntum wiederholt in den Brennpunkt der Reichspolitik, was sich besonders an der Häufigkeit der Anwesenheit bedeutender römischer Kaiser und Feldherren in der Stadt ablesen lässt.

### Vorrömische Zeit
In den Jahrhunderten vor Christi Geburt war das Gebiet um Carnuntum von Kelten bewohnt. Letztere wanderten im 3. und 4. Jahrhundert v. Chr. ein. Zu dieser Zeit lag der keltische Siedlungsschwerpunkt noch im Oppidum auf dem Braunsberg. 100 v. Chr. beherrschten die Keltenstämme der Boier (Boi), Skordisker und Taurisker das Land. Die Boier siedelten zusammen mit den Karnern im westlichen Pannonien. Das Zentrum ihres Siedlungsgebietes lag in der Region zwischen Wien und Bratislava. Ihr größtes Oppidum stand auf dem Burgberg in Bratislava. Das keltische Karnuntum, dessen Lage noch nicht exakt lokalisiert werden konnte – vielleicht war es mit der Siedlung auf dem Burgberg von Bratislava identisch – dürfte schon damals eine größere regionale Bedeutung gehabt haben. Aufgrund der Nähe zur Bernsteinstraße gelangte wohl vor allem die boische Oberschicht zu großem Reichtum, wie aus den Bodenfunden dieser Zeitperiode zu erkennen war. Auch die engen wirtschaftlichen und politischen Beziehungen zum expandierenden Römischen Reich trugen erheblich zum Wohlstand der Region bei. Aus einer oberitalienischen Grabinschrift ist ein Präfekt der Grenztruppen bekannt, der auch für die Aufsicht über die civitas Boiorum et Azaliorum, verantwortlich war. Die Carni dürften das Gebiet um die Bernsteinstraße beherrscht haben. Der boische Einfluss reichte bis nach Westungarn, das Burgenland, das Steinfeld (Szombathely), in den Wienerwald und das nördliche Niederösterreich. Sie siedelten mehrheitlich in kleinen Dorfgemeinschaften. Um die Zeitenwende dürften um die 10.000 von ihnen im östlichen Donaugebiet des heutigen Österreichs gelebt haben. In den 40er-Jahren des 1. Jahrhunderts v. Chr. wurden die Boier von ihren östlichen Nachbarn, den Dakern unter Burebista unterworfen, die anschließend auch das Oppidum in Bratislava niederbrannten. Nach dieser Niederlage wurde das nun größtenteils verlassene boische Territorium (deserta Boiorum, in etwa das heutige Wiener Becken und das Burgenland), von den Norikern besetzt. Ihre Siedlungsgebiete zählten am Ende des ersten vorchristlichen Jahrhunderts ebenfalls zum Königreich Norikum (regnum Noricum). 15 v. Chr. wurde das Königreich Norikum als eines der wenigen neuen Gebiete des Imperiums einvernehmlich, also ohne einen gewaltsamen Eroberungszug, in das Römische Reich integriert.

### 1. Jahrhundert
Die ältesten römischen Siedlungsspuren wurden für die Zeit zwischen 40 und 50 n. Chr. nachgewiesen (Funde von oberitalischen Terra Sigillata), als die Legio XV im Zusammenhang mit der Vertreibung des Vannius dauerhaft an der Donau stationiert wurde und nach Vindobona (Wien) in Carnuntum ihr zweites Lager am pannonischen Limes bezog (Flur am Burgfeld). In dieser Zeitperiode wurden auch die alten keltischen Oppida aufgelassen. Westlich des Lagers, entlang der Limesstraße in Richtung Vindobona, entstand seit 80 n. Chr. die spätere Zivilstadt. Möglicherweise war sie nach Absiedlung der keltischen Höhensiedlungen auch neuer Hauptort des dort ansässigen keltischen Stammesverbands (civitas oder civitates peregrinae). Dort siedelten sich aber auch Einwanderer an, die unter anderem vom Handel an der Bernsteinstraße profitieren, dabei aber nicht unter der Kuratel des Militärs stehen wollten.

### 2. Jahrhundert

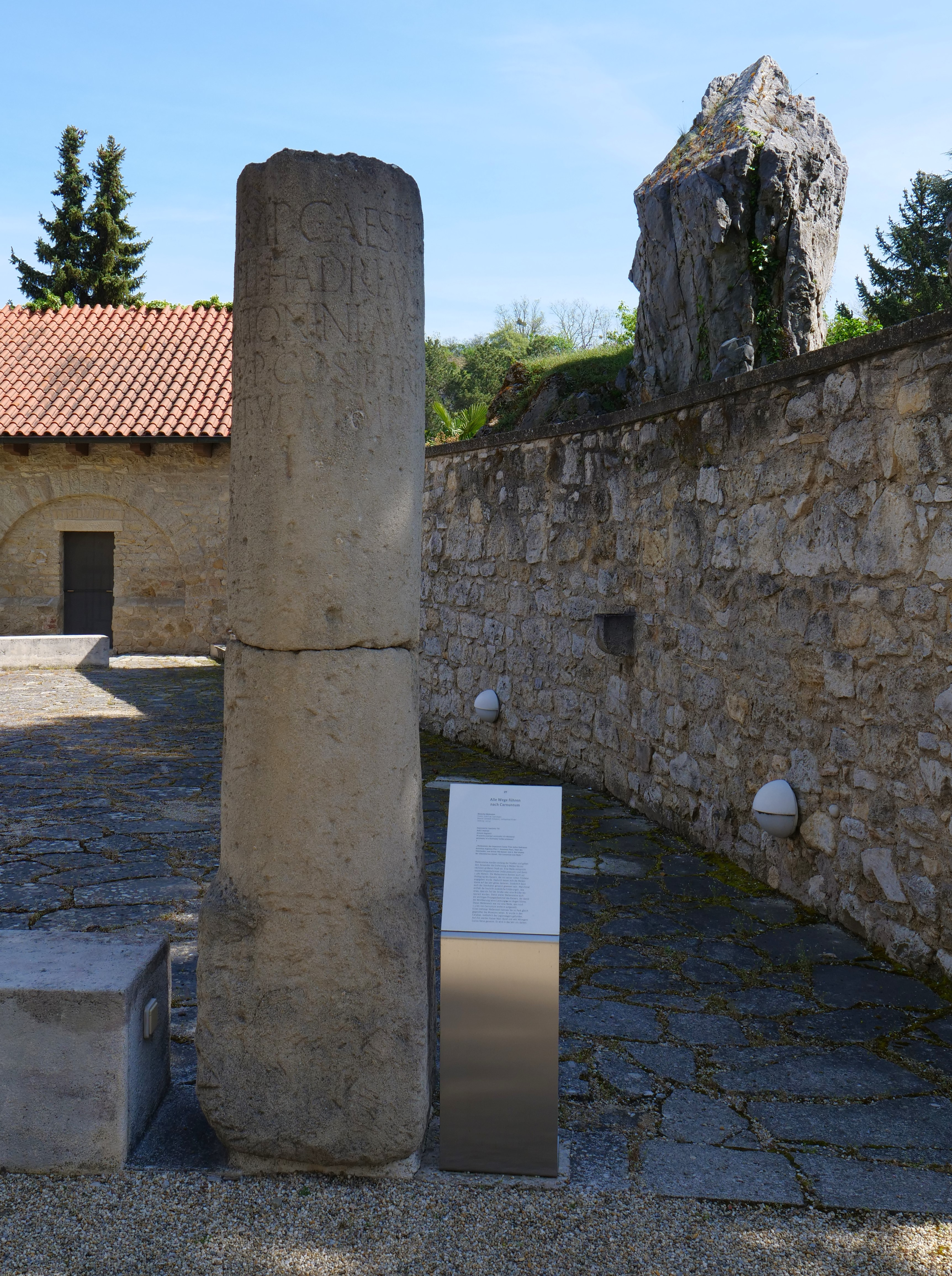
Meilenstein aus der Zeit des Kaisers Antoninus Pius (142 bis 143) im Lapidarium des Museum Carnuntinum. Der Stein war eine römische Meile von Carnuntum entfernt aufgestellt (a Karnunto mille passus)

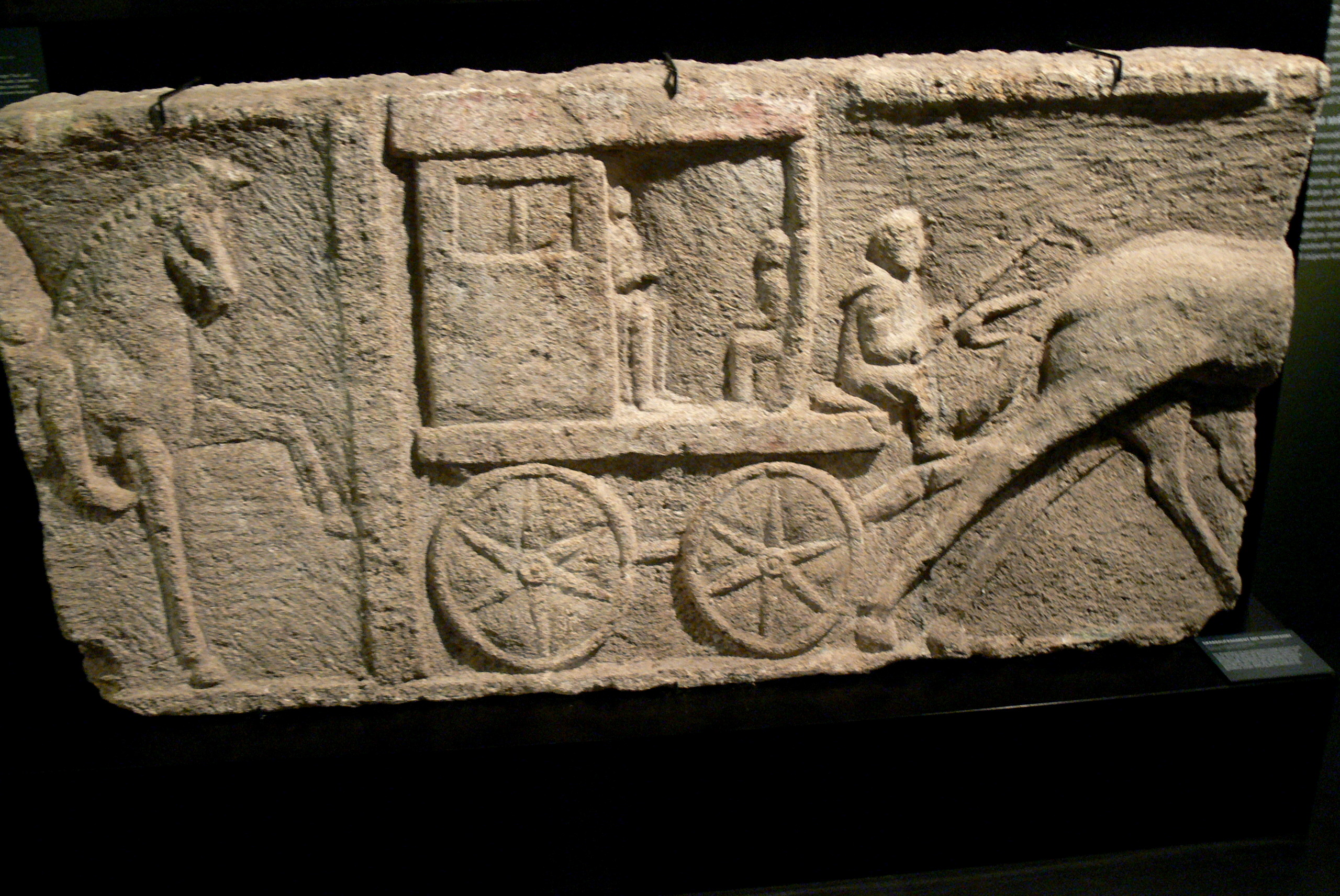
Grabrelief eines Reisewagens aus der römischen Villa bei Bruckneudorf, 2. Jahrhundert

Durch die verstärkte Zuwanderung, erhöhte Bautätigkeit, gefördert durch die Anwesenheit der Legion, die ein Höchstmaß an Sicherheit und ein stabiles Wirtschaftswachstum und expandierende Märkte garantierte, vergrößerte sich Carnuntum im Laufe des 2. Jahrhunderts stetig weiter. Nach der Zweiteilung der Provinz in Oberpannonien und Unterpannonien unter Trajan avancierte die Stadt zwischen 103 und 107 zur Residenz des konsularischen oberpannonischen Statthalters (legatus Augusti pro praetore provinciae Pannoniae). Damals entstanden große öffentliche Gebäude, die Kanalisation wurde großzügig ausgebaut und Wohnhäuser erstmals mit Fußbodenheizungen und Mosaiken versehen. Eine zusätzliche Triebfeder für diese kontinuierliche Aufwärtsentwicklung war der Fernhandel mit den nördlichen Barbarenstämmen. Neben Gebrauchsgegenständen für den alltäglichen Bedarf gewann auch der Handel mit Luxusartikeln immer mehr an Bedeutung. Die Zivilsiedlung wurde daher 124 von Hadrian (117–138), wahrscheinlich anlässlich eines Besuches des Kaisers, in den Rang eines Munizipiums erhoben (municipium Aelium Karnuntum). Vermutlich war zu diesem Zeitpunkt der Romanisierungsprozess der Provinz schon weit fortgeschritten. In den folgenden Jahrzehnten wurden weitere imposante öffentliche Bauten (Forumsanlage mit Rathaus (curia) und Amtsgebäuden, Tempel, Thermen etc.) und eine aufwendige Infrastruktur fertiggestellt. Auf dem Bergrücken des Pfaffenberges und auf der Pfaffenwiese wurden Tempel und Kultanlagen für den obersten Reichsgott Iuppiter Optimus Maximus und den Kaiserkult errichtet.
Die für das Römische Reich verheerenden Markomannenkriege zwischen den 160er- und 180er-Jahren beendeten jedoch den Aufschwung. Im Zuge der römischen Gegenoffensive zur Verwüstung der germanischen Stammesgebiete nördlich der Donau schlug Kaiser Mark Aurel (161–180) für drei Jahre (171–173) in Carnuntum sein Hauptquartier auf. Dort verfasste er vor seinem Tod im Jahre 180 unter anderem einige Kapitel seiner Selbstbetrachtungen. Archäologisch konnte überraschenderweise bei den Grabungen für diese Zeitperiode kein größerer Zerstörungshorizont nachgewiesen werden. Sein Sohn und Nachfolger Commodus (180–192) schloss mit den Germanenstämmen schließlich einen Waffenstillstandsvertrag und hielt sich zu diesem Zweck vermutlich ebenfalls in Carnuntum auf. Dem Friedensschluss folgte in den pannonischen Provinzen eine Periode des raschen Wiederaufbaus. Am 9. April 193 fand das für die Stadt bedeutendste historische Ereignis statt. Der amtierende oberpannonische Statthalter Septimius Severus (193–211) wurde von den Donaulegionen als Gegenkaiser zu Didius Julianus ausgerufen und später auch vom Senat in Rom bestätigt. Er gründete das Herrscherhaus der Severer, das dem Reich noch einmal einen massiven politischen und wirtschaftlichen Aufschwung brachte.

### 3. Jahrhundert

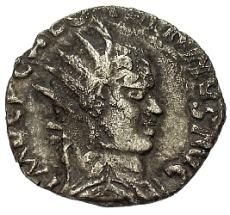
Münzporträt des Regalianus (Silbermünze von 260 n. Chr.)

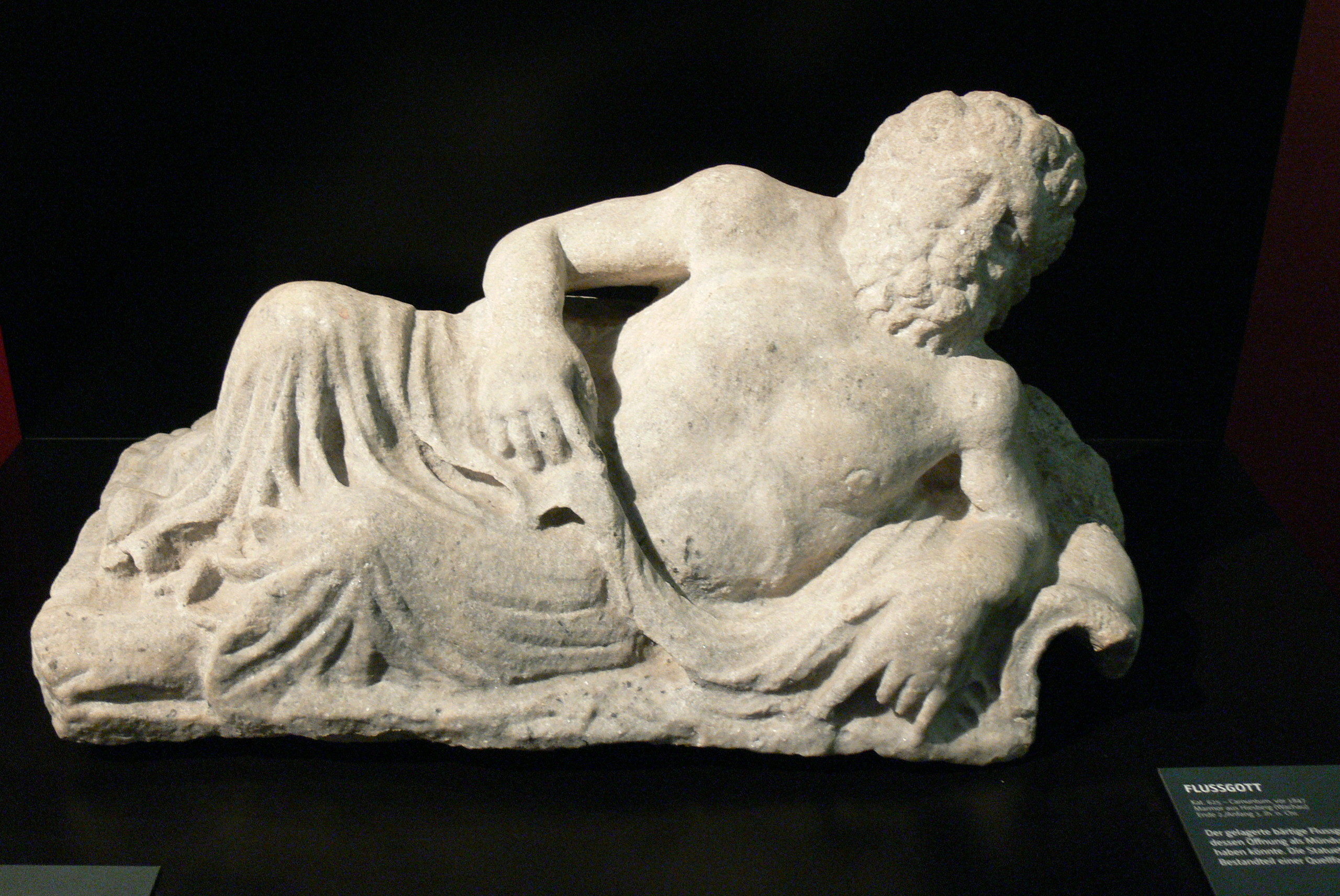
Skulptur eines Flussgottes (3. Jahrhundert) aus Carnuntum, vielleicht Danuvius

Septimius Severus erhob die Zivilstadt in den Rang einer Colonia (colonia Septimia Aurelia Antoniniana Karnuntum). Sie war damit die bedeutendste Stadt der Pannonia superior. Die Folge war eine weitere intensive, über mehrere Jahrzehnte andauernde Bautätigkeit. Die Aufwertung zur Colonia hing vielleicht auch mit einer Ehrung (deductio) einer größeren Anzahl von Legionsveteranen zusammen. Ihr Status als römische Bürger wurde dadurch noch etwas mehr herausgehoben, und dem Kaiser entstanden deswegen keine weiteren Kosten. Diese Maßnahme war vermutlich nach den Verheerungen der Markomannenkriege dringend notwendig, um Zuwanderer zu ermutigen, sich dort dauerhaft niederzulassen. Unter den Severern (193–235) erreichte Carnuntum seine wirtschaftliche und kulturelle Hochblüte und maximale Ausdehnung. Während der Herrschaft des Severus Alexander bekleidete zwischen den Jahren 226 und 228 der Historiker Cassius Dio das Amt des Statthalters.
Die letzten Jahrzehnte des 3. Jahrhunderts waren von inneren Unruhen, ständigen Abwehrkämpfen gegen Invasoren und rasch wechselnder Herrscher auf dem Kaiserthron geprägt (sogenannte Reichskrise des 3. Jahrhunderts). Carnuntum blieb aber weiterhin ein bedeutender Stützpunkt am mittleren Donaulimes. 260, während der Regentschaft von Gallienus (253–268), riefen die Carnuntiner Truppen den Statthalter der Pannonia superior, Regalianus, zum Gegenkaiser aus, er wurde aber nicht vom Senat in Rom anerkannt. Sein Einfluss wuchs auch nie über den Limesstreifen zwischen Carnuntum und Brigetio hinaus. Während seiner kurzen Herrschaft ließ er Münzen mit seinem Abbild und dem seiner Frau Sulpicia Dryantilla prägen, von denen einige in Carnuntum gefunden wurden. Schon sechs Monate später wurden sie von ihren eigenen Soldaten ermordet. Da diese Münzen nur in Carnuntum gefunden wurden, wird angenommen, dass der Usurpator dort auch sein Hauptquartier aufgeschlagen hatte. Mit Diokletians Herrschaftsantritt endete 284 die lange Periode der Instabilität unter den Soldatenkaisern. Ober- und Unterpannonien wurden nun in vier Verwaltungseinheiten aufgespalten. Im Zuge seiner umfassenden Reichsreform setzte für Carnuntum eine letzte Nachblütezeit mit neuerlicher intensiver Bautätigkeit ein.

### 4. bis 5. Jahrhundert

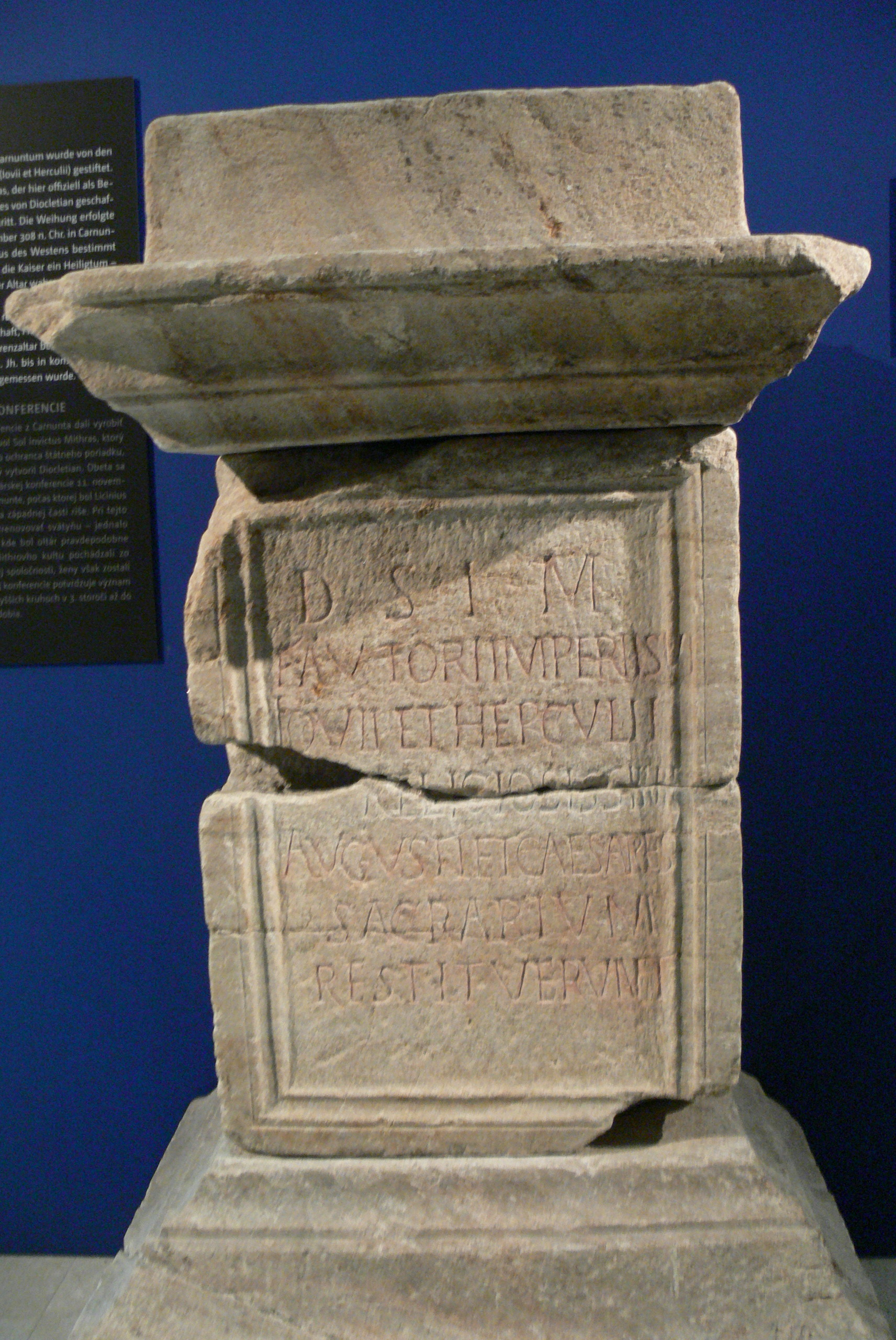
Von den Tetrarchen gestifteter Mithrasaltar (308 n. Chr.; Museum Carnuntinum)

Die politischen Konflikte zwischen seinen Nachfolgern nach seiner Abdankung veranlassten Diokletian, der den Zusammenbruch seines Herrschaftssystems verhindern wollte, 308 in Carnuntum eine Zusammenkunft aller Hauptbeteiligten einzuberufen, um die Streitigkeiten friedlich beizulegen und die Tetrarchie wiederzubeleben. Mit Abhaltung dieser Konferenz in seinen Mauern rückte Carnuntum wieder einmal in den Mittelpunkt der Reichspolitik. Die Stadt wurde wohl auf Grund ihrer Lage nahe der Grenze zwischen dem West- und dem Ostteil des Reiches und auch wegen ihrer repräsentativen Gebäude für die standesgemäße Unterbringung der Delegierten als Veranstaltungsort ausgewählt. In diesem historisch bedeutsamen Treffen gelang es den Augusti Diokletian, Galerius, Licinius und Maximinus Daia die Machtverteilung im Römischen Reich auf eine neue stabile Grundlage zu stellen (sogenannte vierte Tetrarchie). Die Teilnehmer stifteten anlässlich der Wiederherstellung eines Mithrasheiligtums (Mithräum III) einen Altar, der heute im Museum Carnuntinum aufbewahrt wird. Auf dem Stadtterritorium Carnuntums und seiner ländlichen Umgebung entstanden in dieser Zeit auch zahlreiche villae rusticae die die Versorgung des Limes mit Lebensmitteln und anderen Gütern des täglichen Bedarfs sicherstellen sollten. Zu den letzten größeren Bauvorhaben gehörte auch ein Triumphbogen des Kaisers Constantius II. südwestlich des Siedlungsgebiets, dessen Überreste heute als Heidentor bekannt sind.
In der Mitte des 4. Jahrhunderts (350) wurde Carnuntum von einem schweren Erdbeben erschüttert. Vermutlich wanderte ein großer Teil der Stadtbevölkerung aufgrund dieser Katastrophe und wegen einer Klimaverschlechterung schon während des ausgehenden 4. Jahrhunderts ab. Durch die allgemeine Verarmung der Provinzbevölkerung war auch der Handel stark beeinträchtigt. Am Limes kam es immer öfter zu Überfällen und Plünderungen durch aus dem Osten herandrängende Barbarenstämme. Kaiser Valentinian I. (364–375 n. Chr.) wählte Carnuntum im Jahre 374 zum Ausgangspunkt für eine Strafexpedition gegen die Quaden und Jazygen und hielt sich für drei Monate dort auf. Laut einer Passage in den Schriften des Ammianus Marcellinus fand der Kaiser bei seiner Ankunft die Stadt als „verwahrlostes, schmutziges Nest“ und schon weitgehend verlassen vor. Bis in die letzten Jahrzehnte des 4. Jahrhunderts lassen sich in der Zivilstadt aber noch umfangreiche Bautätigkeiten nachweisen. Die Grabungen bestätigten, dass zu dieser Zeit große Teile des einstigen Siedlungsareals zerstört waren und nur noch als Friedhöfe benutzt wurden. Um 376 überschritten die Hunnen die Wolga, vertrieben mehrere Völker nach Westen und lösten damit die sogenannte Völkerwanderung aus. 395 fielen die Markomannen, Quaden, Westgoten, Alanen und Vandalen in Pannonien ein, ohne auf nennenswerten Widerstand zu stoßen. Der pannonische Limes brach auf breiter Front zusammen, die unbefestigten Zivilsiedlungen wurden größtenteils zerstört und danach aufgegeben. Die Bevölkerung Carnuntums zog sich entweder ins Legionslager, in die Forumstherme oder in noch bewohnbare Viertel der Zivilstadt zurück.

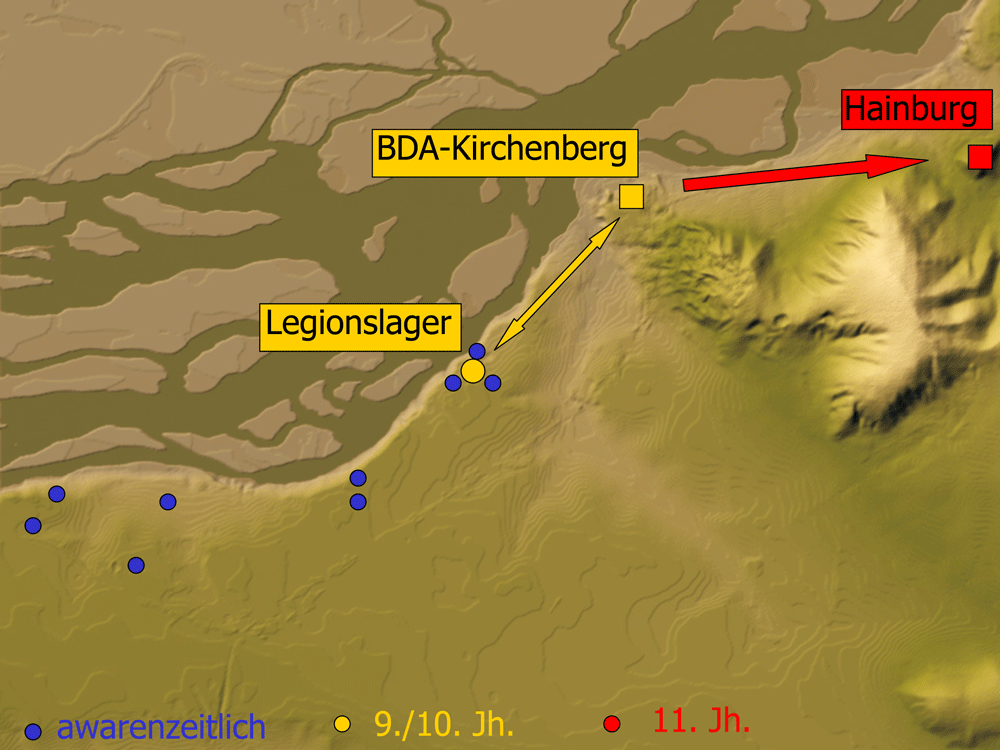
Verlagerung des Siedlungsschwerpunkts von Carnuntum (Petronell/Bad Deutsch-Altenburg) nach Hainburg an der Donau im Frühmittelalter

Nach 400 sind dort keine größeren Bautätigkeiten mehr nachzuweisen. Von 400 bis 402 zogen Vandalen und Westgoten plündernd durch das Gebiet um Carnuntum, verschonten aber möglicherweise die Stadt. In einigen Wohnvierteln war eine Nutzung der Gebäude noch bis zur ersten Hälfte des 5. Jahrhunderts n. Chr. festzustellen. Vermutlich siedelten auf dem Stadtterritorium nun vermehrt Hunnen, Goten und Awaren. Um 433 n. Chr. war die Zivilstadt wohl schon zur Gänze verödet. 455 verwüstete ein Erdbeben das benachbarte Savaria, was auch auf Carnuntum Auswirkungen gehabt haben könnte.

### Nachrömische Zeit
Der Siedlungsschwerpunkt verlagerte sich um die Mitte des 11. Jahrhunderts ostwärts nach Hainburg an der Donau. Die Gebäude Carnuntums wurden von den nachfolgenden Generationen demoliert und ihr Baumaterial zweitverwendet. Durch die jahrhundertelange Verwitterung von angewehtem Pflanzenmaterial wurden die meisten Fundament- und Mauerreste Carnuntums allmählich überdeckt (das heutige Bodenniveau liegt ca. eineinhalb Meter über dem antiken). Nur das Heidentor blieb über die Jahrhunderte weithin sichtbar.

## Verwaltung

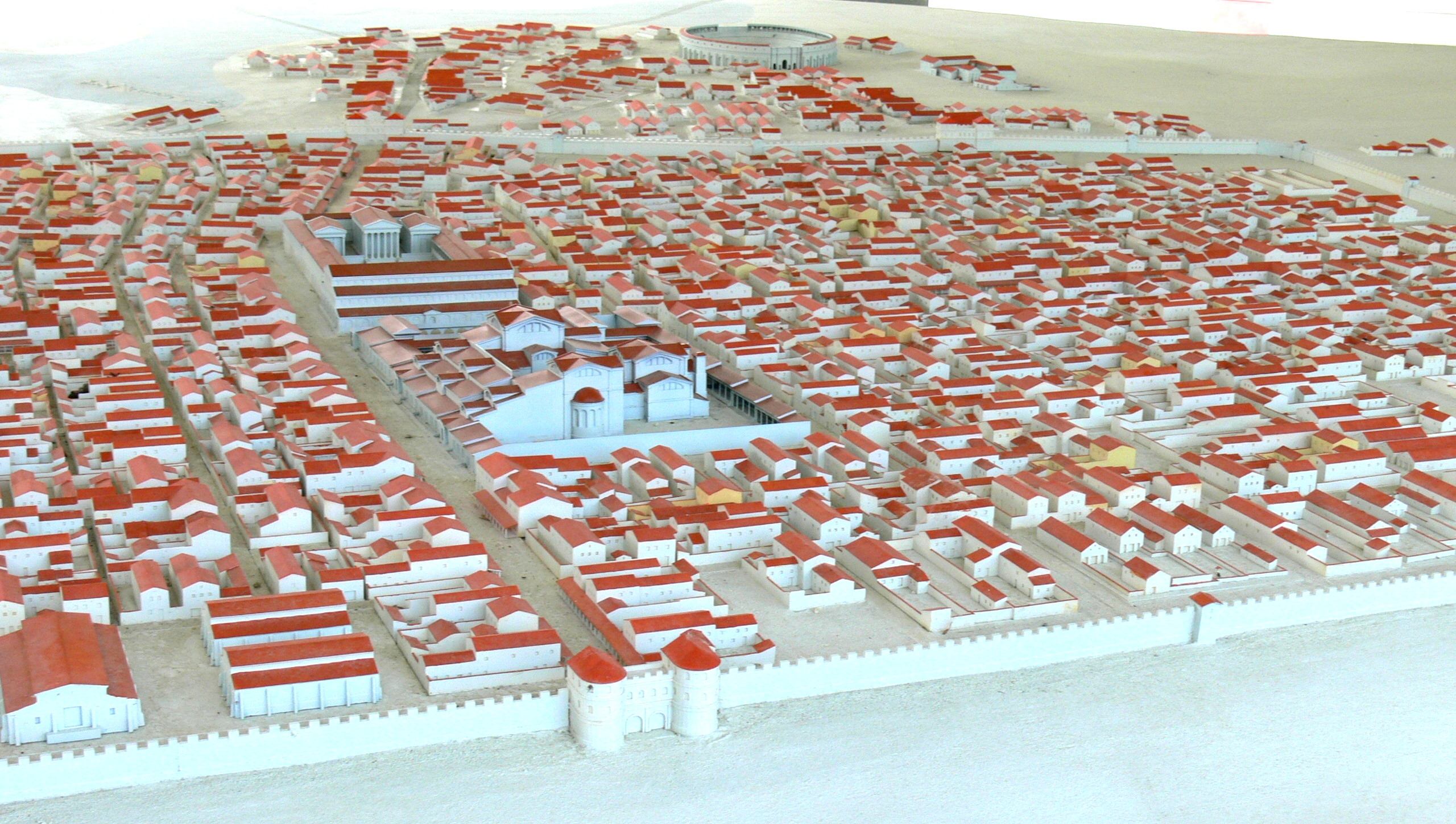
Idealrekonstruktion der Zivilstadt um 210 n. Chr., im Zentrum die Forumstherme („Palastruine“) und das Forum, im Hintergrund oben das Amphitheater II

Unter Hadrian wurde die Stadt in den Rang eines Municipiums (Municipium Aelium Karnuntum) und unter Septimius Severus zur Colonia (Colonia Septimia Aurelia Antoniniana Karnuntum) erhoben. Mit der Gewährung des Rechts zur Selbstverwaltung stiegen ihre Bewohner automatisch zu römischen Bürgern auf (civitas Romana). Nun konnte auch ein eigener Stadtsenat gewählt werden. Auch Angehörige der indigenen Bevölkerung, insbesondere die der alten Stammesaristokratien, wurden in den Stadtrat aufgenommen. So war zum Beispiel der Boier Titus Flavius Probus Mitglied im Rat der Hundert. Sein Sohn wurde später ebenfalls zum decurio ernannt und stieg später sogar zum Ritter (eques) auf. Vermutlich besaßen Municipium und Colonia aber nicht den vollen römischen, sondern nur den minderen latinischen Rechtsstatus. Regiert wurde die Stadt von einer aus hundert Mitgliedern (decuriones) bestehenden Ratsversammlung (ordo decurionum), die regelmäßig im Rathaus am Forum (curia) tagte. An deren Spitze stand ein aus zwei Männern (duumviri) bestehendes Kollegium, das duumviri iure dicundo. Sie sprachen Recht, kontrollierten die Finanzen der Stadt, die Erhebung der Steuern und hoben bei Bedarf Truppen aus. Die Aufrechterhaltung der öffentlichen Ordnung, Verwaltung der öffentlichen Gebäude, Instandhaltung der Straßen, Marktaufsicht, Veranstaltung öffentlicher Spiele und Versorgung der Bevölkerung mit Getreide oblagen den aediles, die direkt dem Zweierkollegium verantwortlich waren. Der städtischen Finanzverwaltung standen zwei quaestoren vor. Für die Verwaltung der öffentlichen Bäder waren curatores thermarum, für die Organisation der Wasserversorgung der curator aquarum zuständig. Der Verwaltungssprengel Carnuntums war in Dorfgemeinschaften und Bezirke (vici und pagi) unterteilt. Zwei davon sind auch namentlich bekannt; der vicus Gallorum und der pagi Aelenus.

## Straßensystem

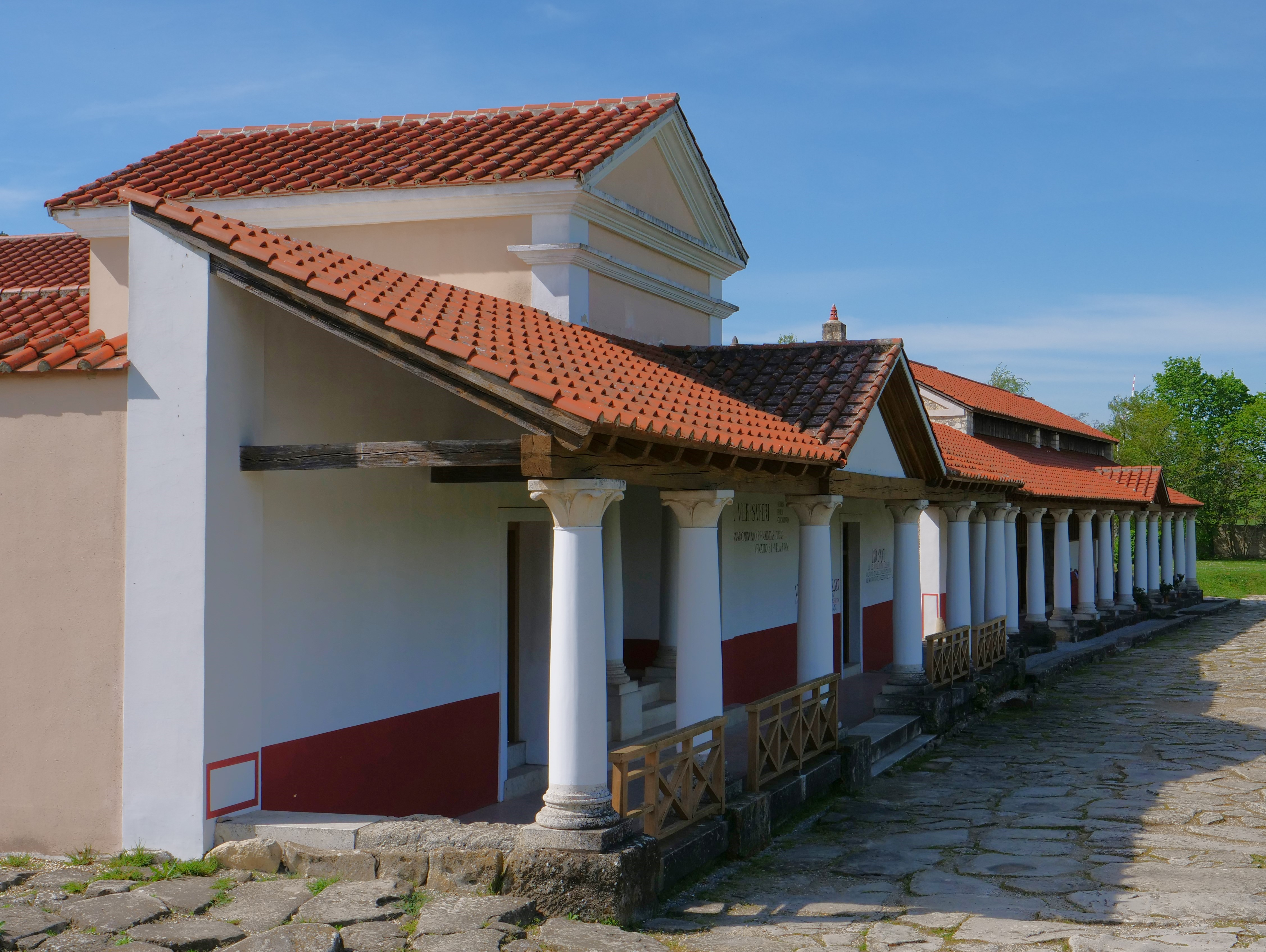
Kreuzung der Oststraße mit der Nordstraße an der Villa urbana (Archäologischer Park Carnuntum)

Die Zivilstadt orientierte sich offensichtlich, ähnlich wie die benachbarte Canabae, nach den Fernverkehrsrouten und den aus den Lagertoren herausführenden Straßen. Das interne, axiale Straßensystem war so angelegt, dass die Hauptstraßen direkt zu den wichtigsten Gebäuden (zum Beispiel Forum, Thermen, Amphitheater II) führten. Die Ausgangspunkte bildeten die beiden Lagerhauptstraßen, die Limesstraße und die Bernsteinstraße. Dem Straßenraster dürfte zwar ein Plan zugrunde gelegen haben, trotzdem wurde es nicht exakt rechtwinkelig angelegt, sodass die Abmessungen der einzelnen Insulae stark schwankten. Eine Regelmäßigkeit ist im Stadtplan jedenfalls nicht zu erkennen. Vor allem im Siedlungskern beiderseits der Limesstraße waren radial abgehende Straßenzüge mit erheblichen Richtungsänderungen zu beobachten. Sie entstanden vermutlich durch das langsame Zusammenwachsen früherer Streusiedlungen.
Die von Westen aus Vindobona (Wien) heranführende Limesstraße bog an der Gstettenbreite etwas nach Norden ab und setzte sich dann im decumanus maximus der Stadt fort, der sich innerstädtisch von Westen nach Osten neben Großer Therme und Forum erstreckte. Südlich von Schloss Petronell konnte er archäologisch im Spaziergarten nachgewiesen werden. Von dort führte er direkt zum Legionslager. Abzweigungen im Süden des decumanus bildeten im weiteren Verlauf die Nord- und die Südstraße, von denen Abschnitte im Spaziergarten freigelegt wurden. Der von Nord nach Süd verlaufende cardo maximus führte östlich des Forums und der Großen Therme in Richtung Süden zur Bernsteinstraße (Anschluss beim heutigen Bruck an der Leitha). Die Straßen der Zivilstadt waren 4,5 bis 12 Meter breit, großteils mit polygonalen Steinplatten gepflastert sowie mit Kanälen und teilweise auch mit erhöhten Gehsteigen oder begleitenden Portiken versehen. Ihr Belag war meist geschottert oder gemörtelt, gepflasterte Abschnitte wie im Bereich des Archäologischen Parks waren nur sehr selten zu beobachten.

## Gebäudestruktur

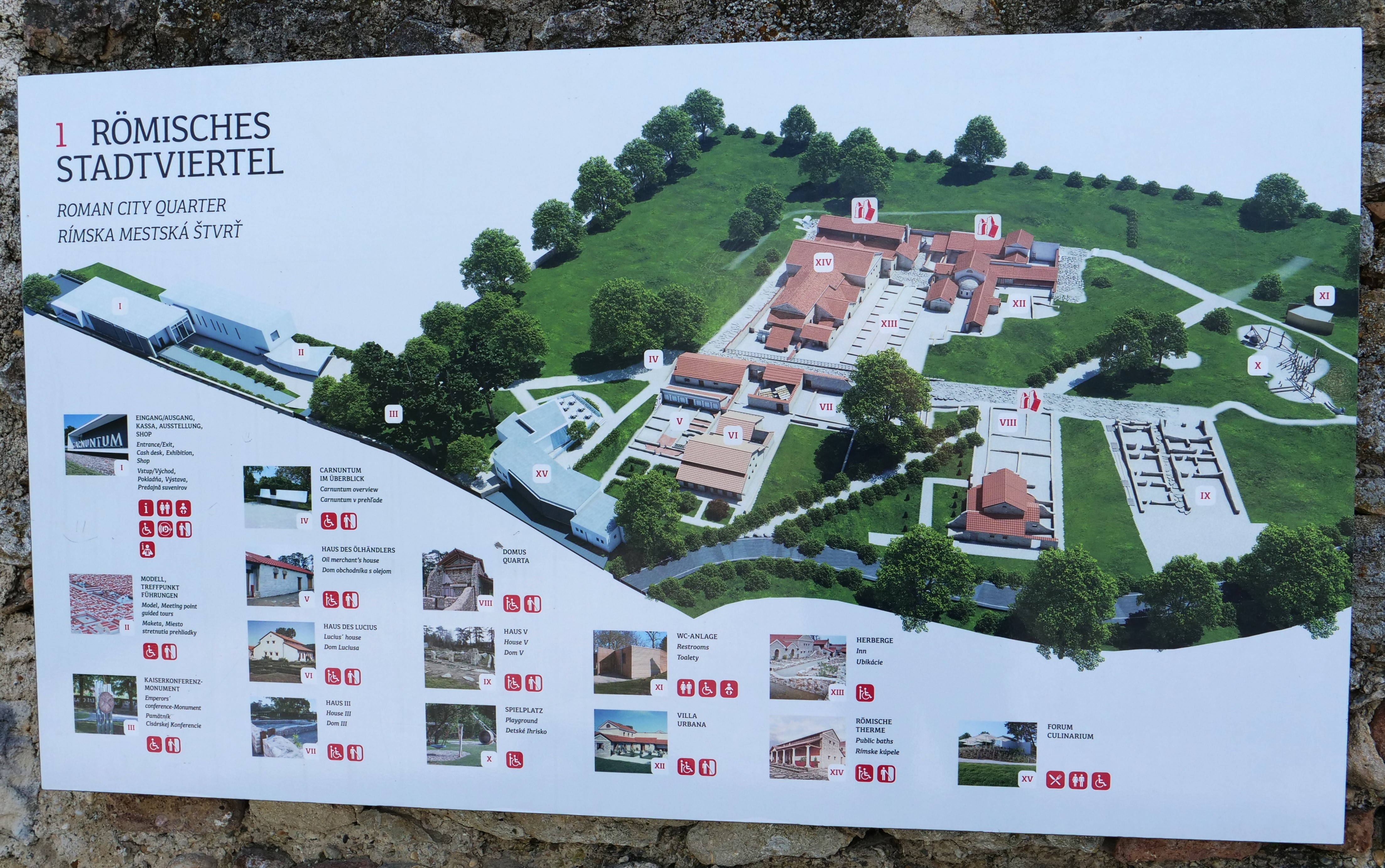
Zivilstadt Carnuntum Schautafel zu Ausgrabungsgelände und Spaziergarten

Die bisherigen Ausgrabungen im Spaziergarten ließen erkennen, dass dort alle bekannten römischen Haustypen, vom lang gestreckten Streifenhaus über Hofhäuser mit mehreren Trakten bis zu Peristylhäusern vorhanden waren; in den meisten Fällen sind aber ihre Grundrisse und Bauperioden nicht ausreichend bekannt oder nicht exakt bestimmbar. Die ersten Gebäude bestanden noch aus einfachen Holz-Lehm-Konstruktionen. Bei Grabungen im Innenhof der Forumstherme kamen Reste der frühen Zivilsiedlung ans Tageslicht. Sie stammten hauptsächlich von Fachwerkbauten, die in der zweiten Hälfte des 2. Jahrhunderts n. Chr. durch ein Feuer zerstört wurden. Bis zum frühen 3. Jahrhundert wurden die meisten Holzhäuser durch komfortablere und gut ausgestattete Steinbauten ersetzt. Die luxuriöse Ausstattung privater Wohnbauten und öffentlicher Gebäude dieser Zeit war an vielen Grabungspunkten feststellbar. Seit Erhebung zum Municipium besaß das zivile Carnuntum auch ein Forum als städtischer und merkantiler Mittelpunkt der Stadt, mehrere Tempel, ein Ratsgebäude, ein Stadtarchiv mit Schreibbüros sowie mehrere Thermen, darunter die lange irrtümlich als Palastruine bezeichnete Forumstherme oder die kleinere Therme im Spaziergarten, die im heutigen Archäologischen Park Carnuntum auf ihren Originalfundamenten wiedererrichtet wurde. Die Wohnhäuser waren dicht aneinander gebaut und verfügten über teilweise reich ausgestattete Gärten. Die größeren Straßen waren von Portiken flankiert. Die Gebäudeblöcke (insulae) wiesen unterschiedliche Größen von 37,5 × 75 (Stadtzentrum) bis zu 100 × 100 Metern auf. Seit frühseverischer Zeit waren sie zusätzlich von einer Stadtmauer umgeben. Vor der Mauer gab es aber ebenfalls noch dicht bebaute Flächen, die sich im Süden bis zum Amphitheater II und nach Westen und Osten entlang der Limesstraße ausbreiteten. Mit Aufwertung zur römischen Kolonie verliehen die dabei aufwendig errichteten privaten und öffentlichen Bauten der Zivilstadt einen hauptstädtischen Charakter. Ihre maximale Ausdehnung erreichte die Zivilstadt zwischen dem 3. und 4. Jahrhundert mit einer bebauten Fläche in der Größe von 67 Hektar.

## Forum
Das wirtschaftliche und administrative Zentrum der Zivilstadt konnte 1996 mittels Georadar- und Magnetikuntersuchungen südlich der Großen Therme lokalisiert werden. Der 142 × 65 Meter große Gebäudekomplex stand südlich des decumanus maximus, dessen Verlauf mit dem der Limesstraße gleichzusetzen ist. Der Grundriss konnte mit Hilfe von geophysikalischen Messungen (Geomagnetik, Bodenradar) ziemlich exakt rekonstruiert werden. Der Monumentalbau war von Norden nach Süden orientiert und bedeckte eine Fläche von 9900 Quadratmeter. Die umliegenden Funktionsbauten umspannten einen 47 × 55,5 Meter großen Platz. Im Westen und Osten befanden sich Säulengänge (portikus) mit dahinterliegenden Geschäftslokalen (tabernae). Im Norden stand eine von Osten nach Westen ausgerichtete Basilika mit vorgebauten tabernae, die sich zum decumanus maximus hin öffneten. Die Südseite des Forums wurde von einem 65 × 45 Meter großen, dreiteiligen Gebäudekomplex eingenommen, der vermutlich als Sitz der Stadtverwaltung diente. Die Front des mittleren Saales (11,7 × 12,9 Meter) war über die Vorhalle vorgezogen; er diente wohl als eine Art Kultraum. Der östliche Raum (9,9 × 13,2 Meter) war mit einer Fußbodenheizung ausgestattet, was eine Funktion als tabularium (Archivraum und Schreibbüros) oder curia (Sitzungssaal) wahrscheinlich macht. Hinter diesen Sälen lagen kleinere Räume und ein offener Portikus mit den Zugängen zu den Amtsgebäuden.

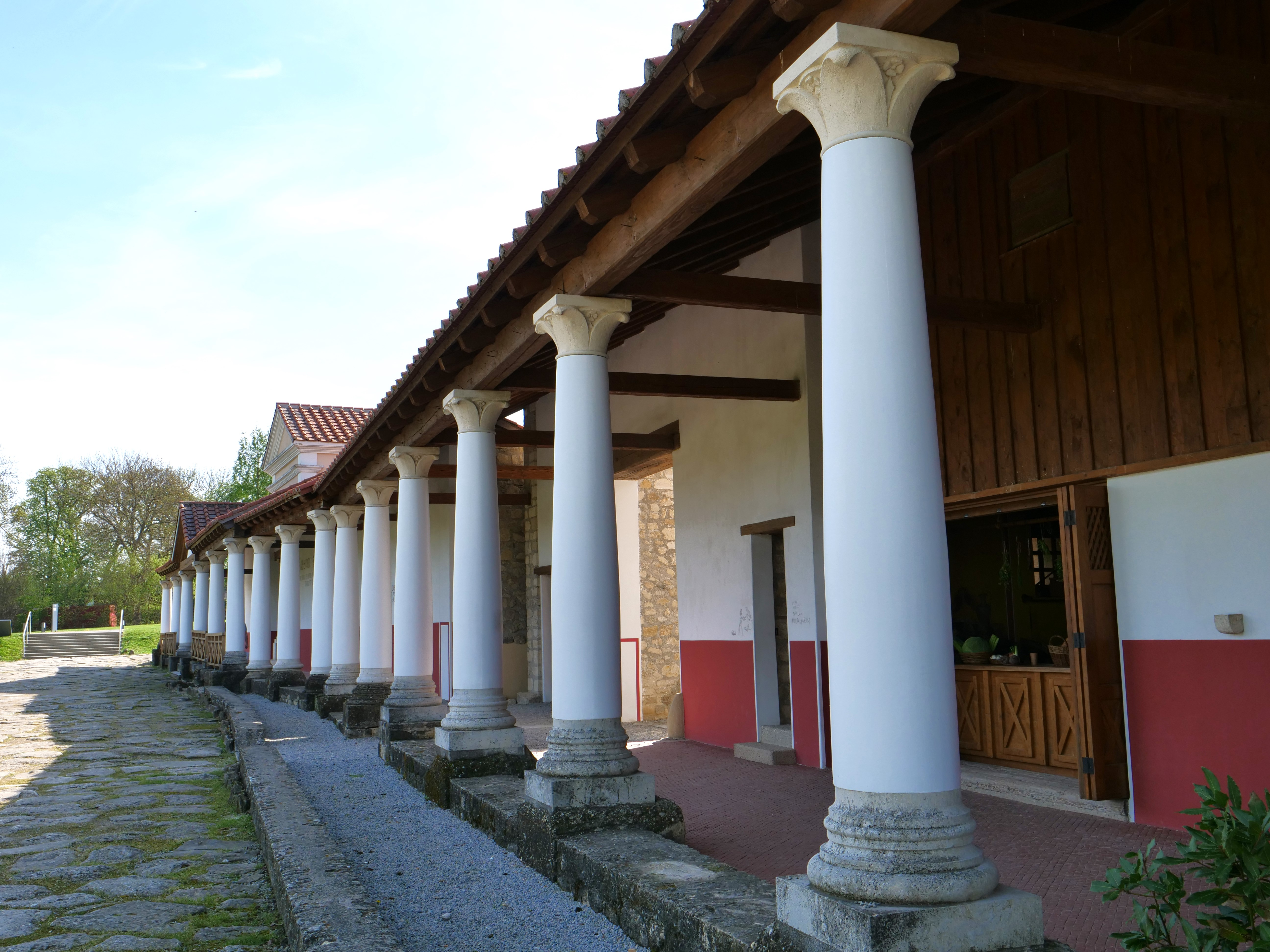
Porticus und Tabernae, Blickrichtung Osten
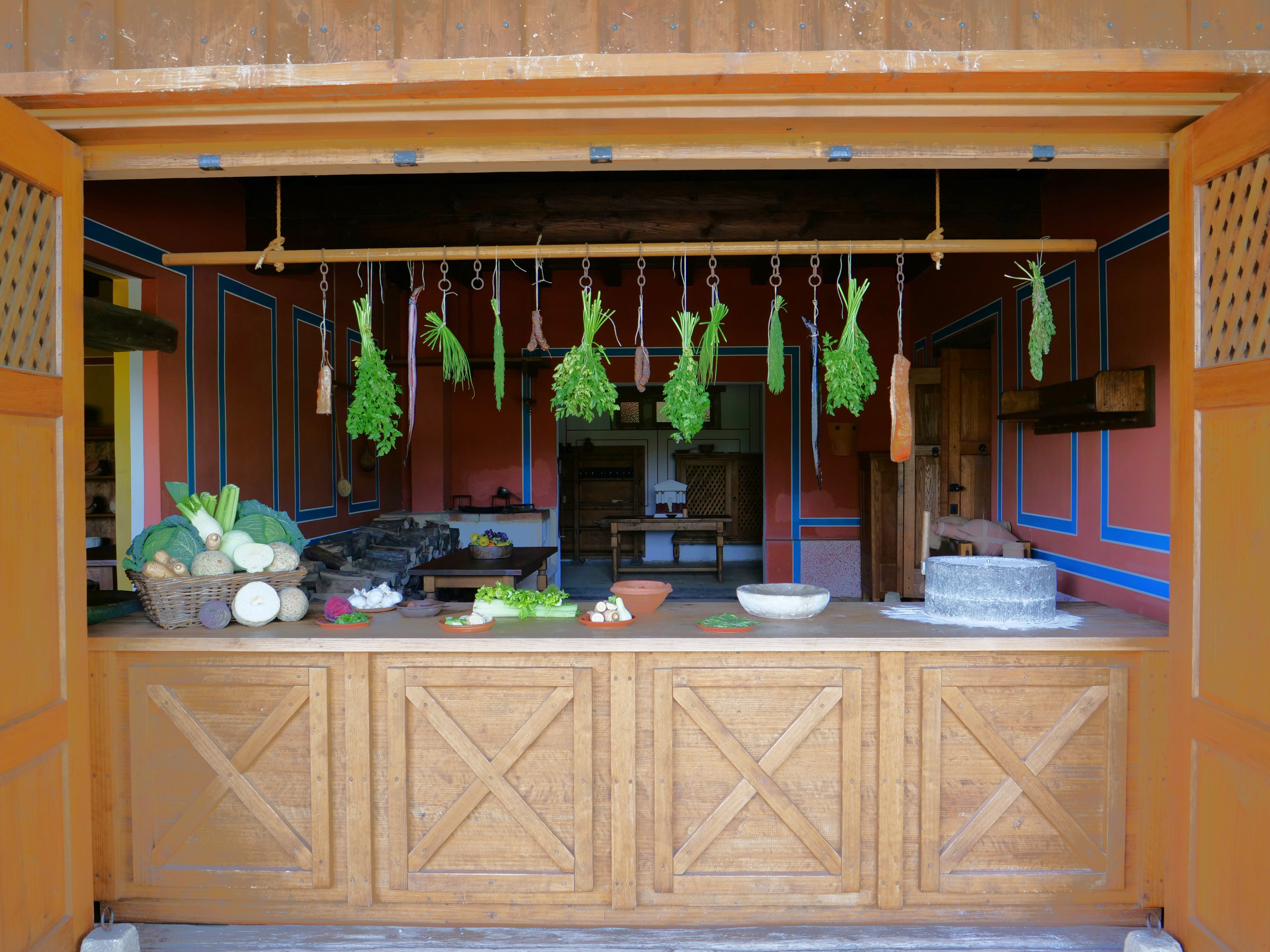
Tabernae mit Gemüseaushang
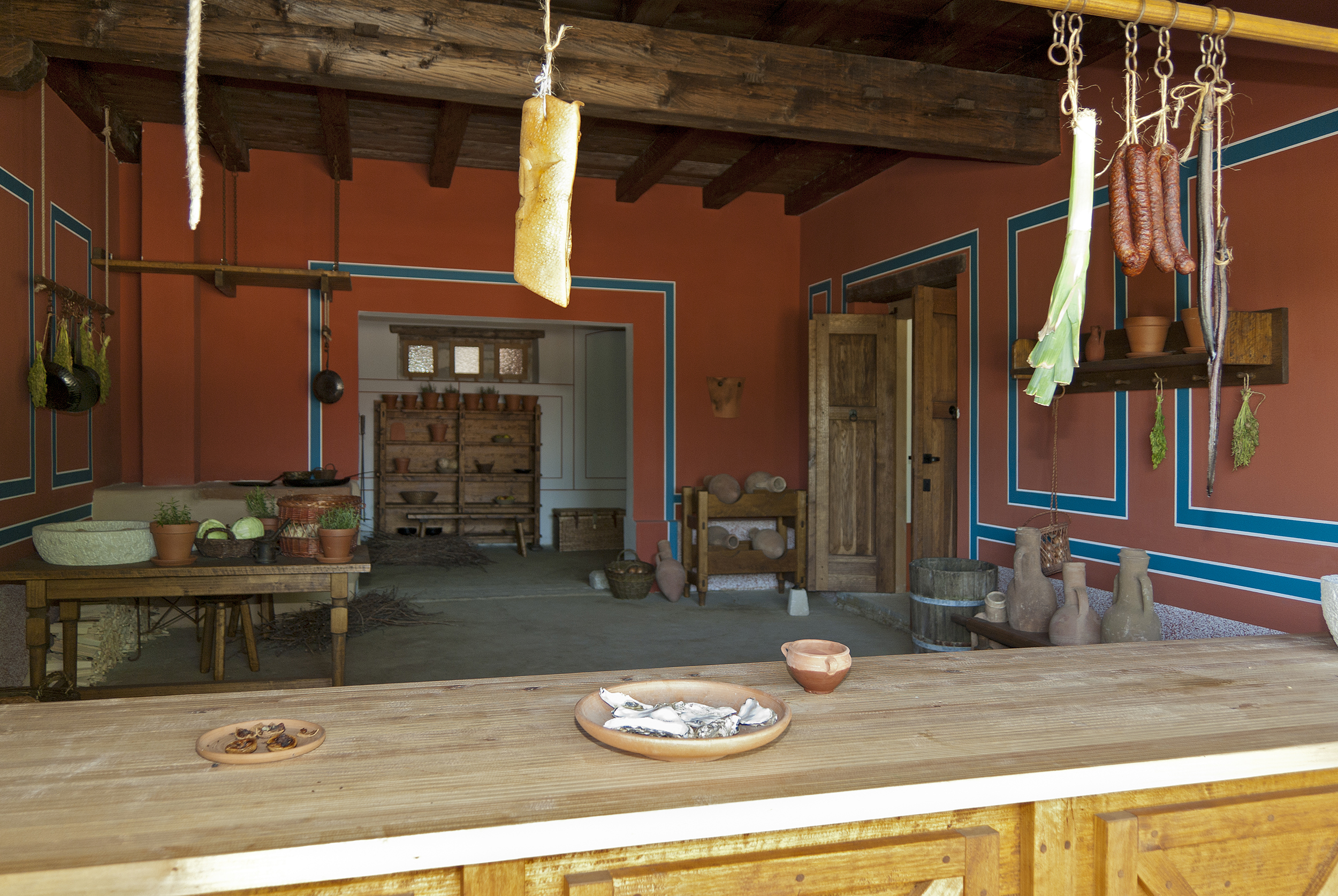
Innenansicht Tabernae
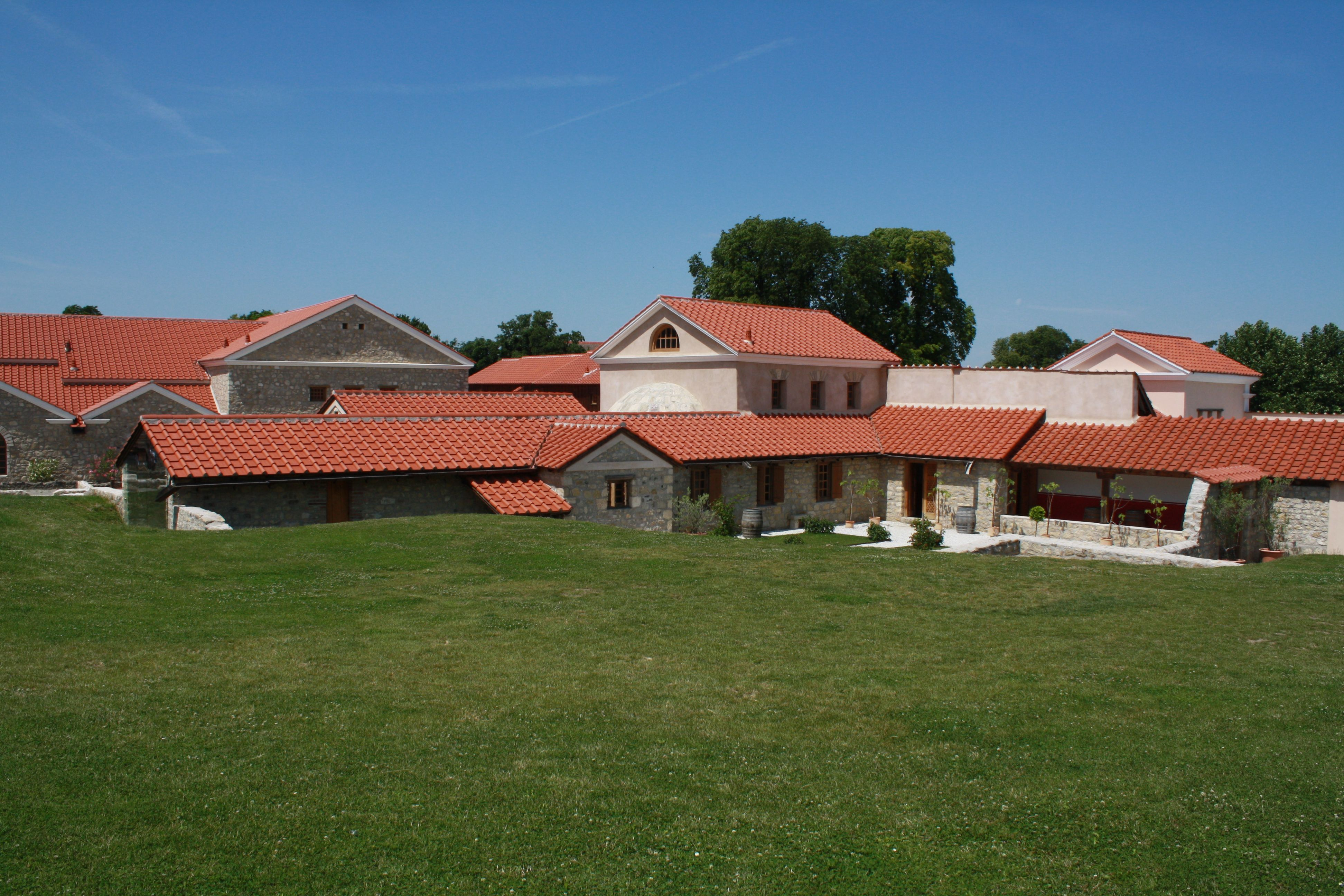
Rekonstruierte Stadtvilla, Blickrichtung Norden

### Forumstherme (Palastruine)

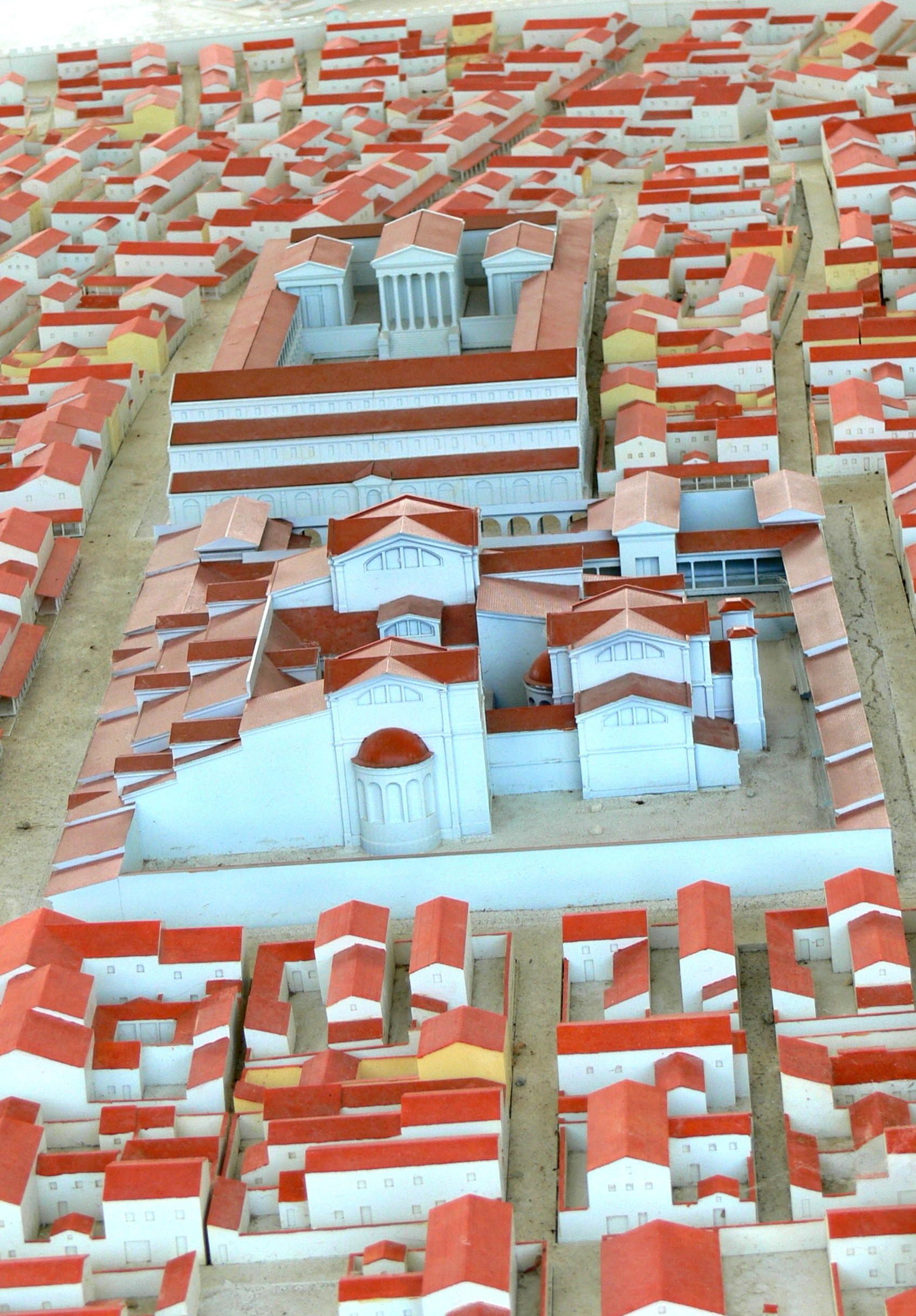
Idealrekonstruktionen des Forums und der davorliegenden Forumstherme

Westlich des Meierhofes von Schloss Petronell befinden sich die Überreste einer ausgedehnten, mehrphasigen Thermenanlage, die lange fälschlicherweise als reiner Repräsentationsbau angesehen wurden. Erst als Herma Stiglitz in den späten 1960er Jahren den Raum 30 im NO-Teil des Gebäudes untersuchte, konnte seine wahre Funktion geklärt werden. Es ist eines der bedeutendsten römischen Bauwerke dieser Art, die nördlich der Alpen gefunden werden konnten. Vermutlich in severischer Zeit wurde unmittelbar nördlich des Forums die 104 × 144 m große Thermenanlage errichtet. Die Architekten mussten dazu vorher das Gelände aufwendig planieren lassen. Die tragenden Mauern der Therme waren 0,95 bis 1,45 m stark und bestanden aus verschalten Bruchsteinen mit Fugenverstrich. Vermutlich waren sie einst 12 bis 15 m hoch. Die letzten Umbauten erfolgten gegen Ende des 4. oder noch zu Beginn des 5. Jahrhunderts.
Der Haupttrakt im Norden bestand aus 40 Räumen unterschiedlicher Größe. Sie waren einst aufwendig mit Marmorplatten an Böden und Wänden, Stuckverzierungen und Wandmalereien dekoriert. Dort lagen auch die eigentlichen Baderäume des Badekomplexes. Im Raum 30 befand sich die zentrale Halle mit dem 21 × 9 m großen und 1,60 m tiefen Wasserbecken mit halbrundem Abschluss. Der Abfluss war mit Marmor ausgelegt. Raum 33 beherbergte das Kaltbad mit zwei apsidialen Wasserbecken. In Raum 31 befand sich der Auskleideraum, von dem aus die Schwimmhalle betreten werden konnte. Raum 36 war mit einem Marmorfußboden ausgestattet. Das Heiß- und Laubad befand sich in den Räumen 9, 20 und umliegenden Räumen. Unter den Thermenräumen verlief ein Netz von Kanälen, das für den Zu- und Abfluss des Wassers sorgte. Das Brauchwasser wurde in einen Sammelkanal im Westen des Nordtraktes geleitet.
Ein großer, offener, rechteckiger Hof trennte den Südteil des Thermenkomplexes vom Nordteil. Dieser Hof ist baugeschichtlich ein Teil des Südtraktes, was die Vermutung zulässt, dass die Baderäume erst später entstanden. Der Südtrakt besteht hauptsächlich aus einem kleinen Hof, der an drei Seiten von 16 Kammern umgeben ist. Zwei Octogone und ein Rundbau in seiner Mitte dienten entweder als Wasserspeicher oder waren Kultbauten. Nach Süden war der Thermenanlage auf ihrer ganzen Länge als Abschluss eine große Markthalle (macellum) mit 104 × 4 m messendem Portikus vorgelagert, der sich zum decumanus maximus hin öffnete. Funde, wie eine Geniusstatue und ein Altar für das collegium fabrum (Verband der städtischen Feuerwehr) in Raum 7, weisen darauf hin, dass sie wohl auch für offizielle Anlässe verwendet wurde. Die Weihinschrift des Altars besagt, dass er von Faustinianus, einem Angehörigen der Stadtaristokratie, gestiftet wurde.

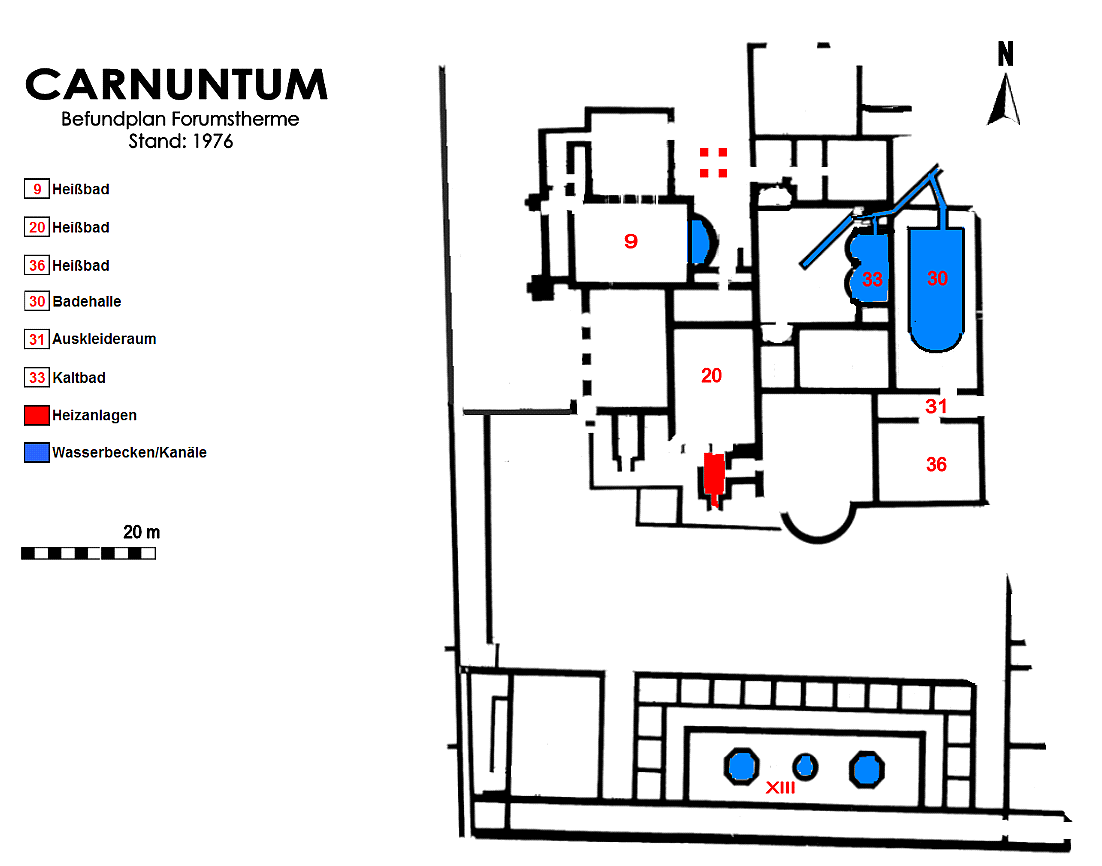
Befundplan der Forumstherme (Stand 1976)
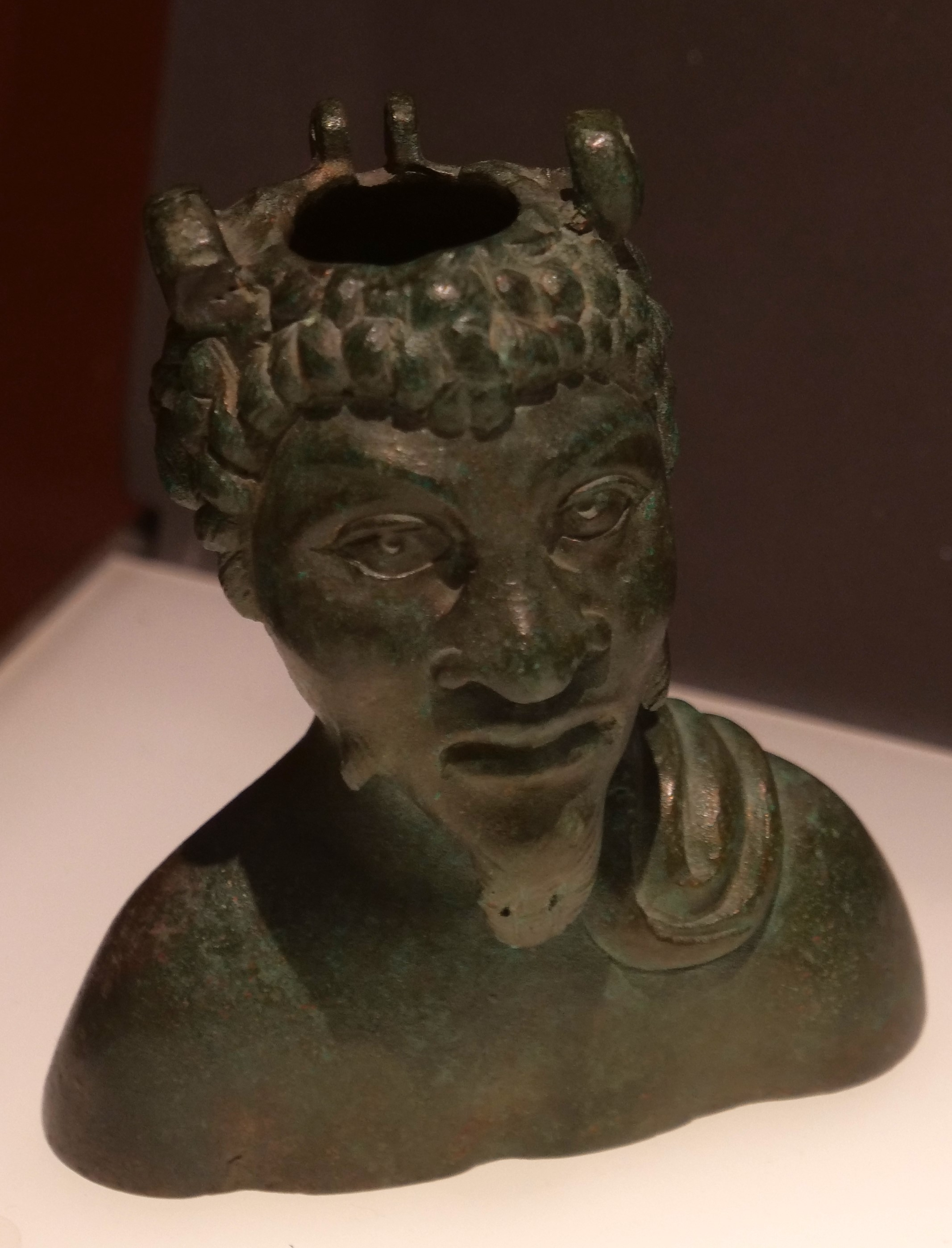
Bronze-Büste eines Schwarzafrikaners, Badekultur 2. Jh.
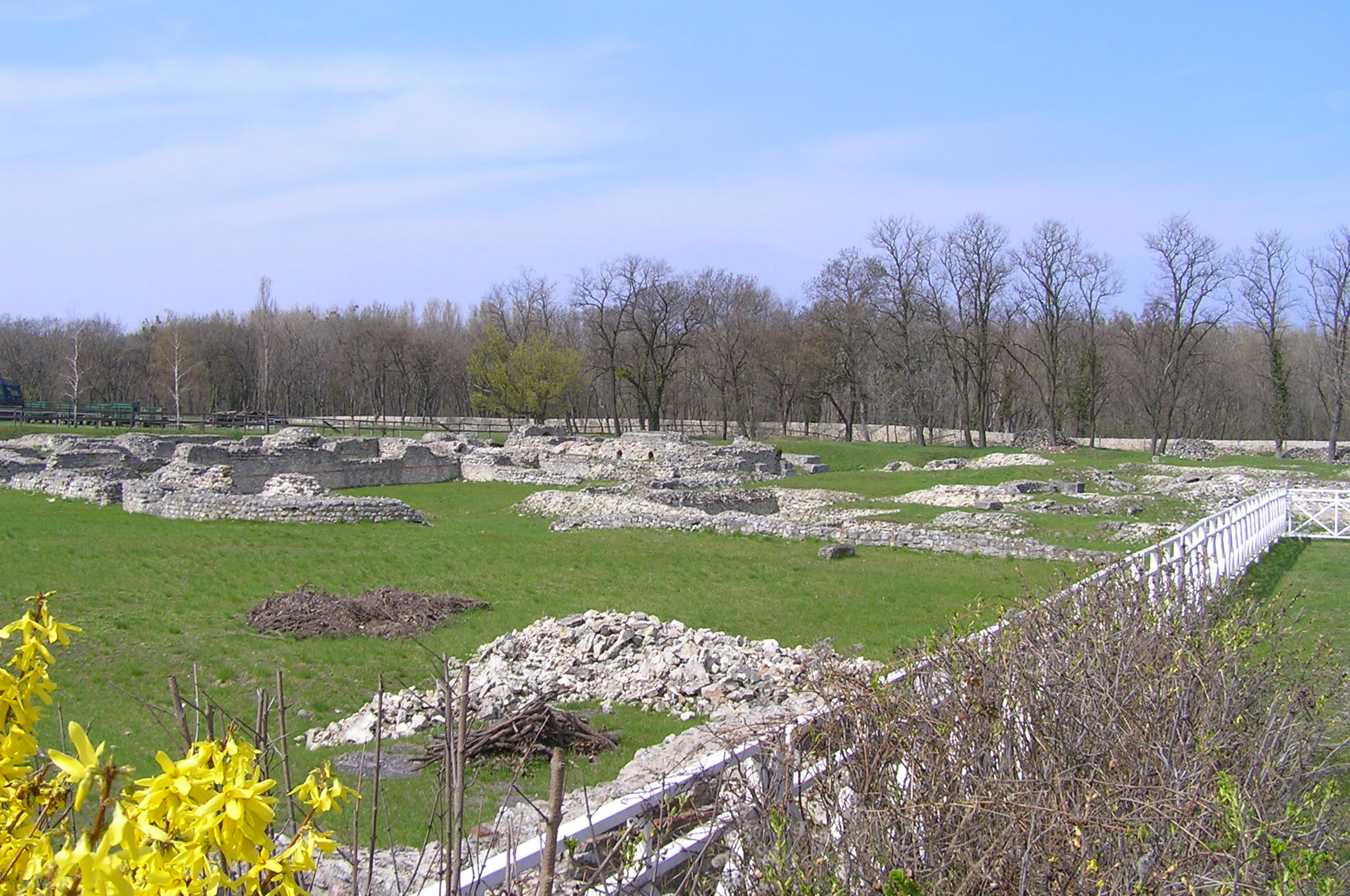
Überreste der Forumstherme („Palastruine“)
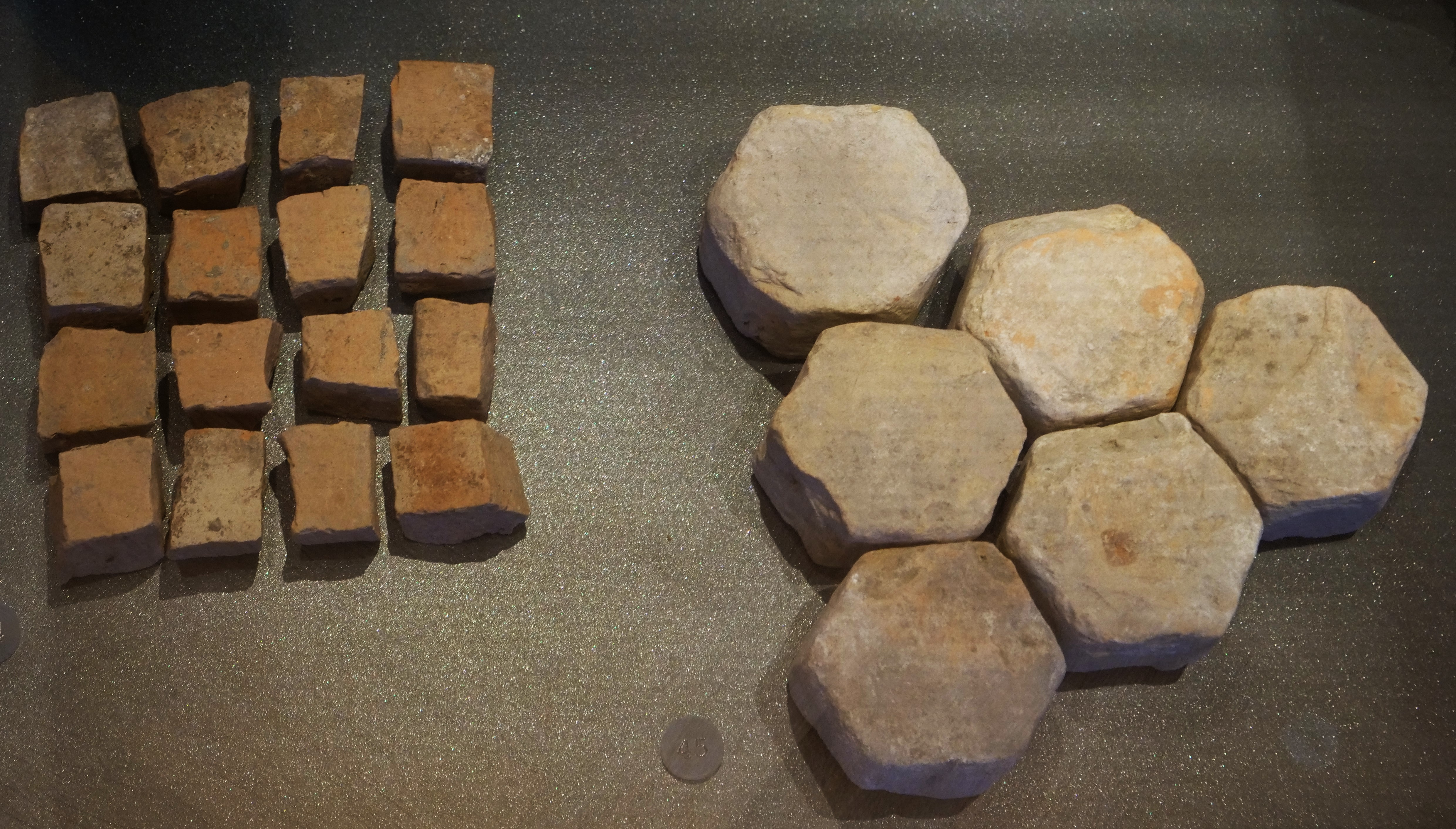
Bodenmosaikproben der Zivilstadt (Museum Carnuntinum)

## Stadtmauer
Der Bau der Stadtmauer konnte durch jüngere Grabungen im Südbereich der Zivilstadt in die Regierungszeit von Septimius Severus datiert und mit der Erhebung zur colonia in Zusammenhang gebracht werden. Die Mauer umschloss eine Fläche von rund 1100 × 550 Metern und hatte eine Breite von 2,10 Metern. Sie bestand aus einem ca. 1 Meter breiten Kern aus vermörtelten Bruchsteinen (opus caementicium), der an beiden Seiten mit rechteckig zugehauenen Steinquadern verschalt war. Die Konstruktion stand auf einer 0,50 Meter tiefen Platte aus Gußmörtel. Es gab mindestens sechs Tore, von denen aber nur das Westtor genauer untersucht werden konnte. Zumindest an den Ecken war die Mauer mit Türmen verstärkt. Beim Amphitheater II scheint ebenfalls ein Zwischenturm gestanden zu haben. Sie konnte im Westen und Süden des Areals mehrmals archäologisch beobachtet werden. Ihr östlicher Abschnitt verlief zwischen der heutigen Mithrasgasse und der Langen Gasse. Im Norden erstreckte sie sich entlang des Steilufers der Donau. Im Süden konnten auch Reste eines Wehrgrabens nachgewiesen werden. Bei einer Notgrabung am Parkplatz des Besucherzentrums wurde entlang der Landesstraße ein sehr schlecht erhaltener Mauerabschnitt mit vorgelagertem Spitzgraben freigelegt. Bei der Errichtung der Stadtmauer waren dort einige Backöfen aufgestellt worden. Vermutlich dienten sie zur Verpflegung der Bautrupps. Später wurde das Areal nördlich der Wallstraße (via sagularis) überbaut. Im Befund ließen sich drei Bauphasen feststellen, die eine Nutzung des Geländes bis ins spätere 4. Jahrhundert belegen. Im Osten des Fischteichs (Tiergarten) konnte 2012 anlässlich einer Notgrabung wiederum eine ca. 100 m lange Sektion der Stadtmauer freigelegt werden. Im Norden deckte man die Grundfesten des Westtores auf. Durch das Tor führte ein geschotterter, mit niedrigen Mauern eingefasster Straßendamm zum decumanus maximus. Er war vielleicht als Holzbohlenlage über den Mauern ausgeführt worden. Davon waren allerdings keinerlei Spuren mehr zu finden. Auch nach Süden waren von der Mauer auf einer längeren Strecke nur mehr ihre Grundfesten sichtbar. Am Südwesteck des Grabungsbereiches war sie noch mehrere Scharen hoch erhalten, dort konnte auch ein innen angesetzter Turm nachgewiesen werden. Das Erdbeben von 350 hatte die Befestigungsanlage vermutlich so schwer beschädigt, dass sie danach großteils abgebrochen werden musste.

## Teilrekonstruiertes Stadtviertel im Spaziergarten

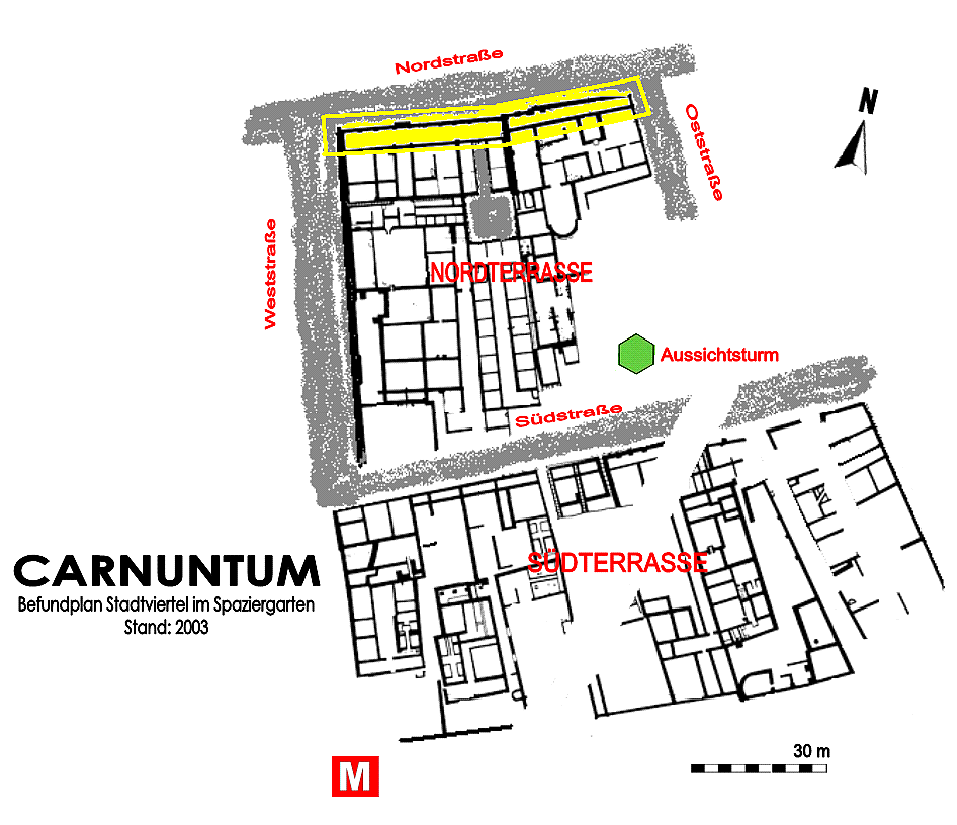
Spaziergarten, Lage Straßenhalle

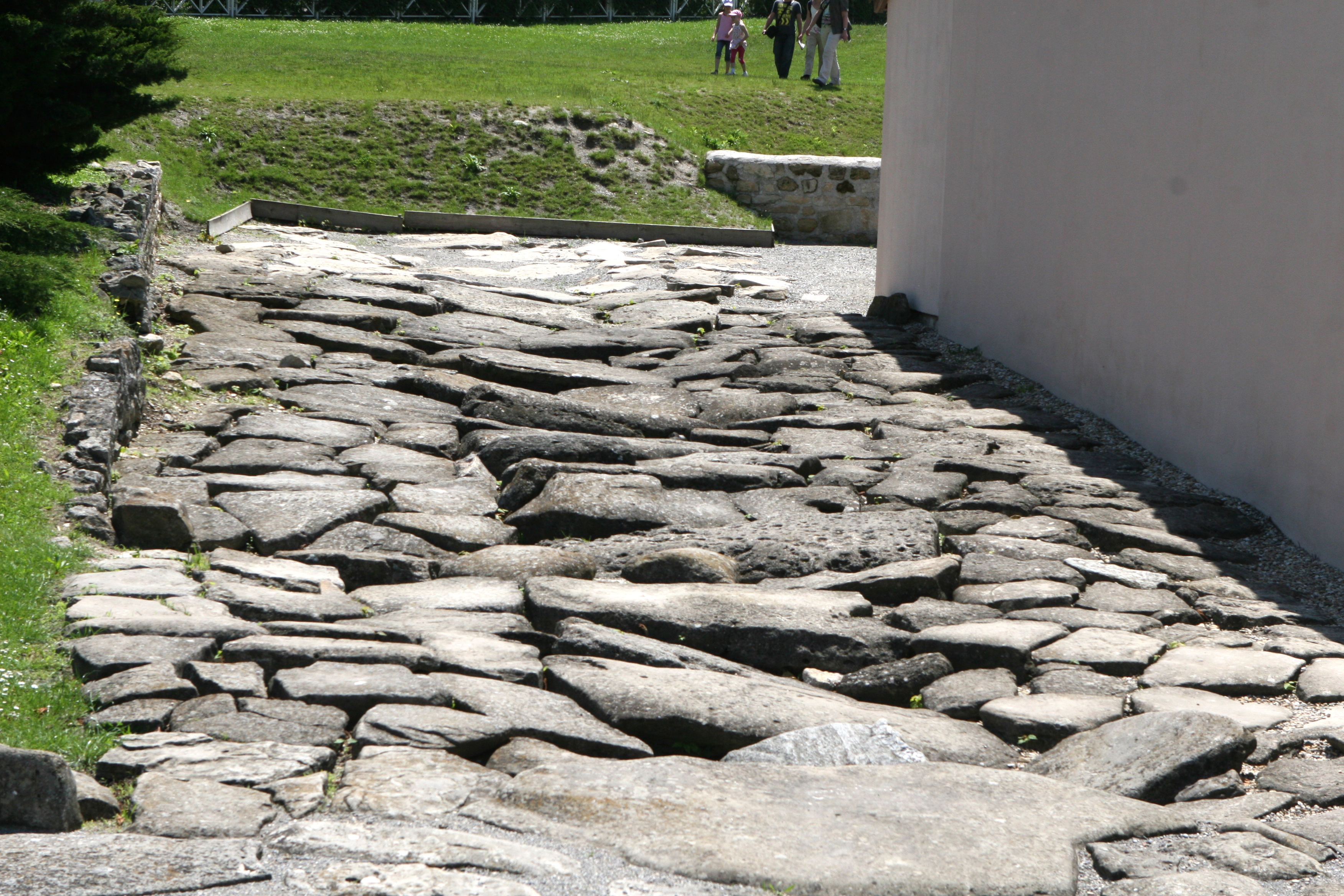
Oststraße im Spaziergarten, an der Pflasterung sind noch die Schäden des Erdbebens von 350 zu erkennen

Ein für die Zivilstadt typisches Stadtviertel wurde im Spaziergarten beim Schloss Petronell freigelegt (d.s. ca. 0,5 % des Stadtareals), die Mauerzüge wurden restauriert bzw. konserviert. Sein Areal weist ein starkes, terrassenartiges Gefälle nach Norden (Donauufer) auf, das es in einen Nord- und einen Südteil gliedert. Die dort ausgegrabenen Gebäude aus allen Epochen der römischen Herrschaft werden von kleinen Gassen und Korridoren sowie durch Straßen unterschiedlicher Breite voneinander getrennt. Die ersten Gebäude waren einfache Fachwerkbauten nach mediterranen Vorbildern, die im 2. Jahrhundert von gallorömischen Hof- oder Streifenhäusern abgelöst wurden. Vier dieser Gebäude wurden in jüngster Zeit wieder originalgetreu (Zustand im 4. Jahrhundert) aufgebaut und der Öffentlichkeit zugänglich gemacht. Die Rekonstruktionen sind so geplant, dass die originale Bausubstanz, auch nach einer eventuellen Entfernung der Zubauten, im vollen Umfang erhalten bleibt und wieder gezeigt werden kann.
Straßensystem: Das Viertel war von vier Straßenzügen begrenzt. Sie wurden bis auf das heute sichtbare Straßenpflaster freigelegt und nach den vier Himmelsrichtungen bezeichnet: Süd-, West-, Nord- und Oststraße. Die ersten festen Straßen wurden in flavischer Zeit angelegt (Nord- und Südstraße). Die Straßenhorizonte waren mehrphasig und zuerst nur mit einem Schotterbelag versehen. Im frühen 3. Jahrhundert wurde darüber eine Pflasterung aus Steinplatten gelegt; Seitenkanäle entwässerten sie.
Kanalisation: Die frühesten Kanäle aus Ziegelplatten stammen aus dem 2. Jahrhundert. Die Anlage eines Frisch- und Abwassersystems (steinernes Wasserbecken mit mehreren unterirdischen Kanälen) erfolgte in der Zeit des Hadrian.

### Südterrasse
Dort wurden beiderseits des Zufahrtsweges zum Schloss antike Wohnhäuser mit Werkstätten, Gärten und kleinen Höfen unterschiedlicher Größe entdeckt (Haus I−Vb), sogenannte Lauben- oder Mittelkorridorhäuser. Die langrechteckigen Parzellen lagen im rechten Winkel zu den gepflasterten Straßen. Zur Straßenseite hin öffneten sich Geschäftslokale (tabernae). Dahinter lagen die Wohnräume der Ladenbesitzer. Die Südterrasse wird von der sechs Meter breiten Südstraße (Verlauf Ost nach West) abgeschlossen und wegen des starken Gefälles von einer massiven Mauer abgestützt.

#### Haus I

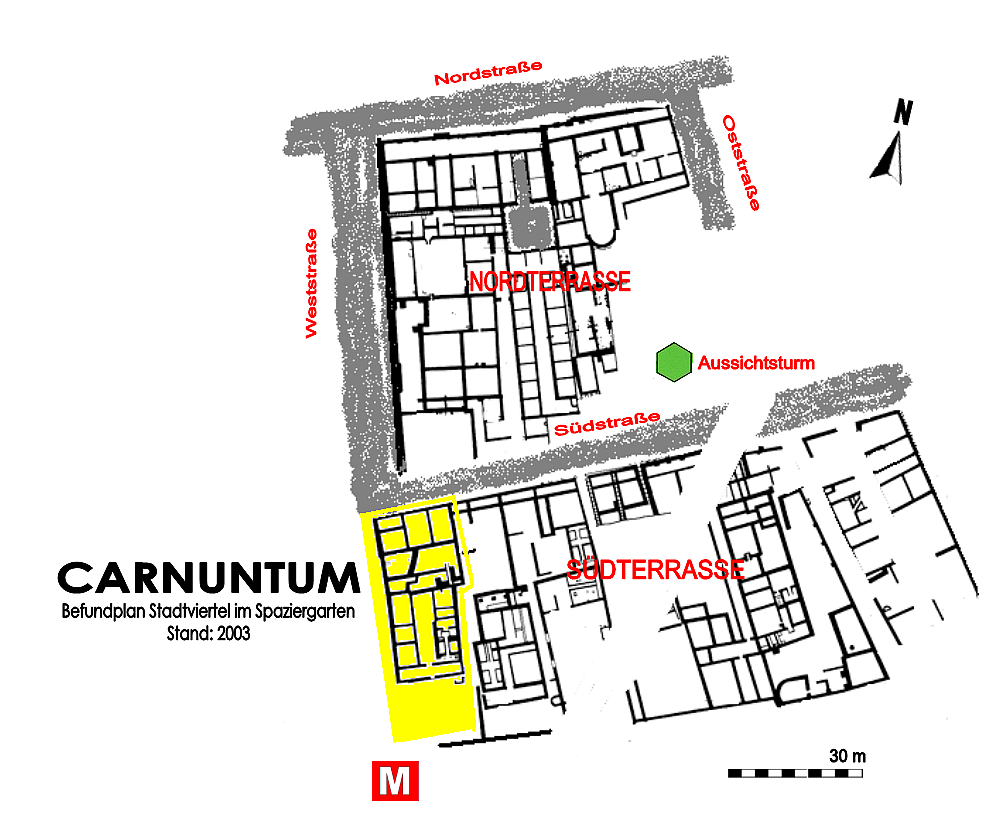
Spaziergarten, Lage Haus I

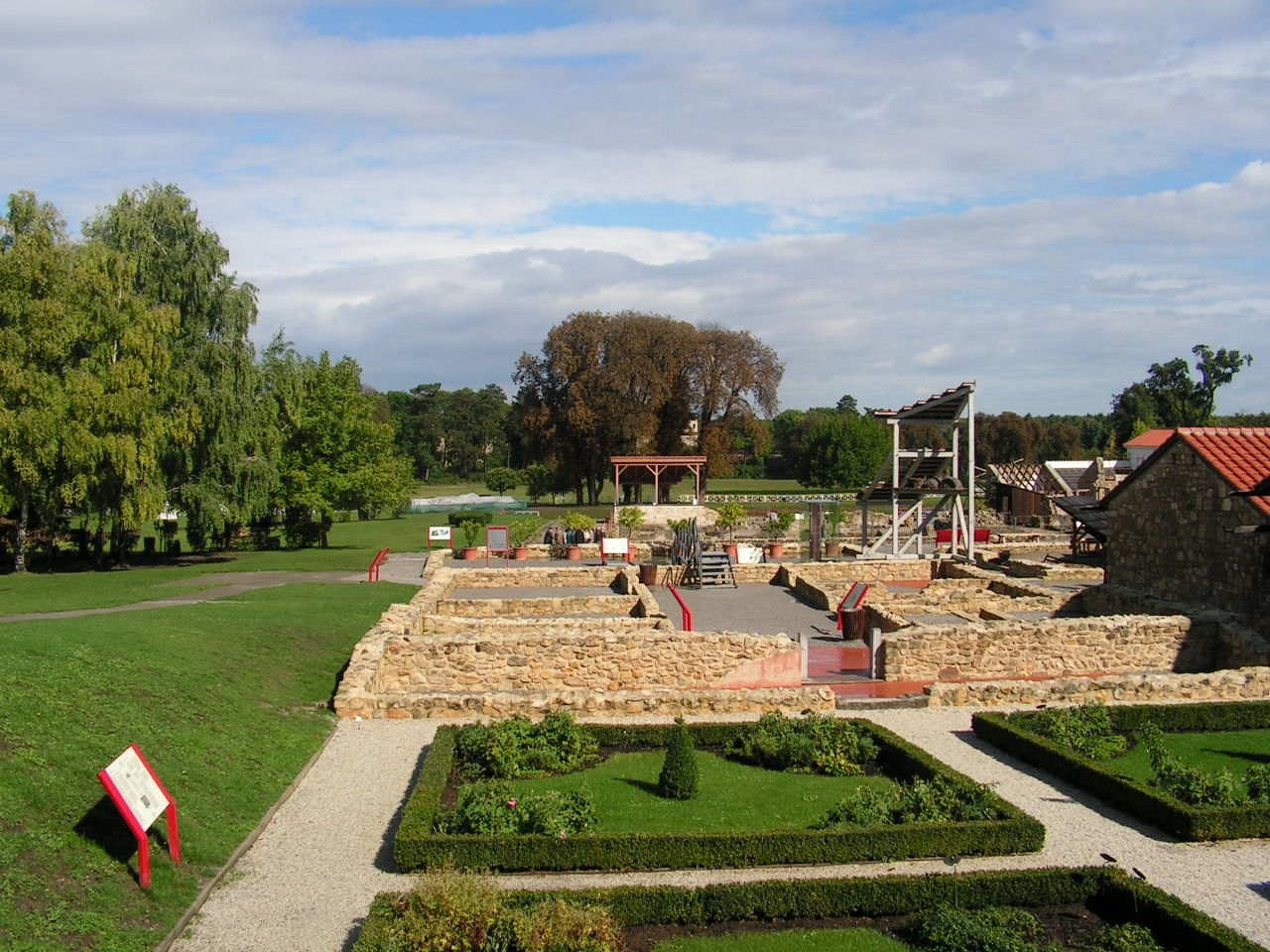
Die Überreste von Haus I auf der Südterrasse

Der mehrphasige Gebäudekomplex (Phase I-VI) maß 54 × 17 Meter und war in einen Nordtrakt, einen zentralen, aus mehreren Räumen bestehenden Kernbau und einen südlichen Garten unterteilt. Der früheste, noch gänzlich in Holz errichtete Bau datiert in die Regierungsjahre des Domitian. Ein darin befindlicher Kuppelofen wurde wohl zum Kochen und Brotbacken verwendet. Vielleicht erfüllte das Gebäude schon damals eine wirtschaftliche Funktion.
Um 125/130 n. Chr. wurde es abgerissen und die Fläche planiert. Danach entstand ein mehrfach gegliedertes Gebäude mit Lehmziegelmauern auf gemauerten Steinsockelfundamenten. Der Neubau war gegen die Südstraße um etwa 5 Meter zurückgenommen. Im Innenhof befand sich ein kleiner Schmelzofen, der möglicherweise zur Glaserzeugung verwendet wurde. Kurz nach der Mitte des 2. Jahrhunderts kam es wieder zu einer vollständigen Erneuerung der Bausubstanz. Dabei wurde auch das Grundstück etwas nach Westen vergrößert. Nun entstand ein rechteckiger Bau mit massiven, vermörtelten Bruchsteinmauern und Estrichböden. Das Aufgehende bestand aber vermutlich noch aus Fachwerk. Im Süden wurde ein großer Garten angelegt. Um 200 wurden wieder einige kleinere Umbauten vorgenommen, am Kernbau änderte sich nur wenig. Er erhielt nur eine verandaartige Erweiterung im Norden. Der Wohnkomfort erhielt hingegen durch Auftragen von Wandmalereien und Einbau einer Fußbodenheizung eine deutliche Verbesserung. Im Westen wurde ein weiterer, beheizbarer Raum mit einem nördlichen Vorraum hinzugefügt. Ein gemauerter Kanal leitete die Abwässer in den zeitgleich entstandenen Hauptkanal unter der Südstraße.
Am Beginn des 4. Jahrhunderts wurde das Gebäude durch einen Brand schwer beschädigt und erneut umgestaltet. Besonders der Annex im Westen war dabei schwer in Mitleidenschaft gezogen worden. Seine Außenmauer musste deswegen vollkommen neu errichtet werden. Der nördliche Anbau wurde durch ein Bad erweitert. Am Kernbau wurde im Süden ein zusätzlicher, quer verlaufender Korridor angefügt. Der Garten wurde im Norden etwas aufgeschüttet und mit einer Mauer abgeteilt. Die sich zur Südstraße öffnenden Räume dienten nun vermutlich einer gewerblichen Nutzung. Im Bereich des zerstörten Westannexes befanden sich die Reste einer Schmiedewerkstätte. Ein Mosaikboden und Wandfresken in Raum A zeigten, dass der Besitzer des Hauses wohl über beträchtliche Geldmittel verfügte. Das Erdbeben von 350 beschädigte auch Haus I schwer. Der anscheinend nur schleppend einsetzende Wiederaufbau beschränkte sich auf eine zweiräumige Struktur, die in das Südosteck des zerstörten Kerngebäudes eingebaut wurde. Der südliche Wohnraum war wieder mit einer Fußbodenheizung ausgestattet worden. Nördlich lag eine Küche mit Herdstelle und dem Präfurnium für die Beheizung des Wohnraums. Der Nordhof wurde angeschüttet. Der straßenseitige Einbau wurde durch Einzug mehrerer neuer Zwischenmauern in kleinere, zur Südstraße hin offene Kammern abgeteilt, die wohl gewerblich genutzt wurden.

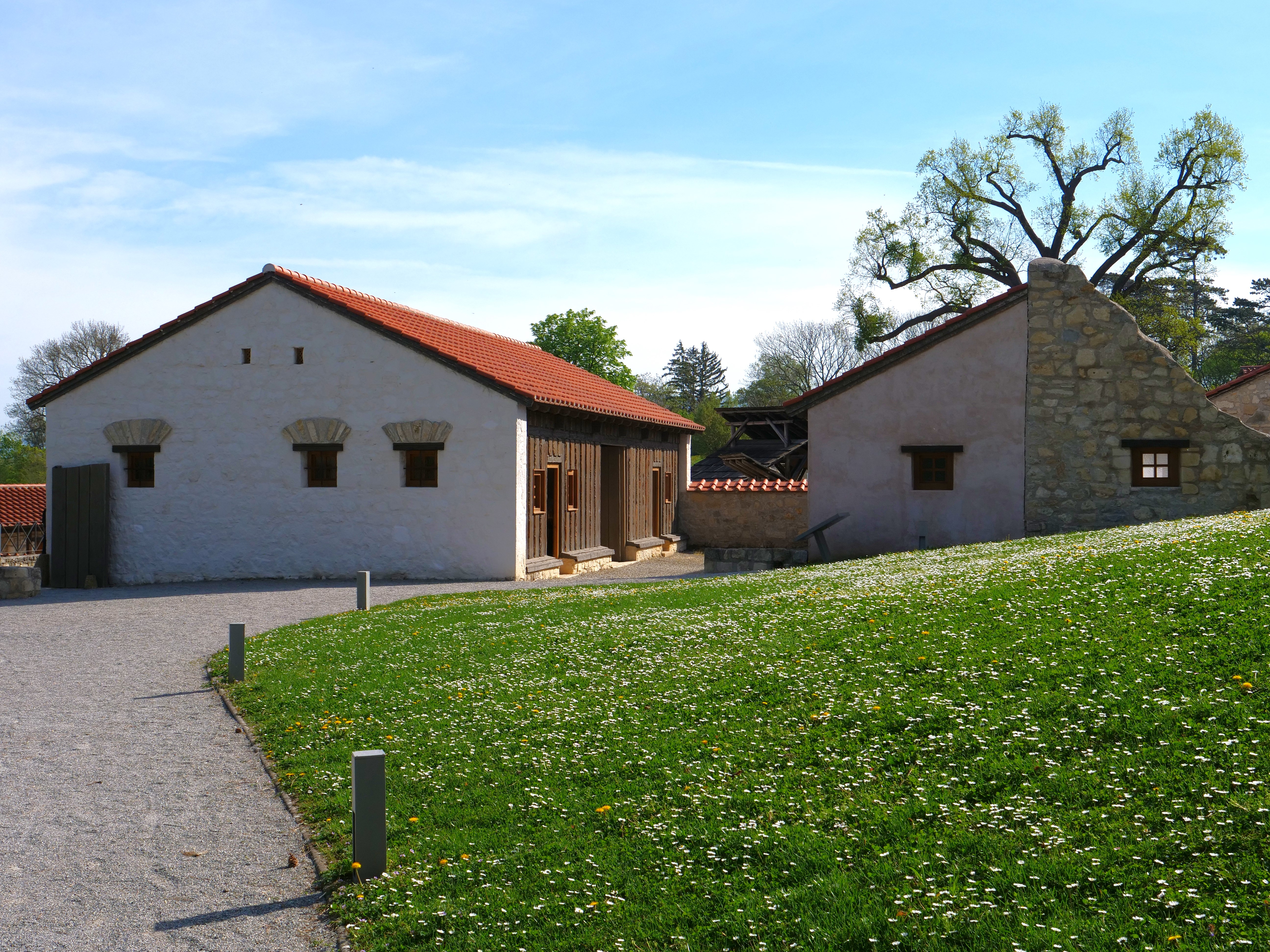
Westansicht der rekonstruierten Teile von Haus I
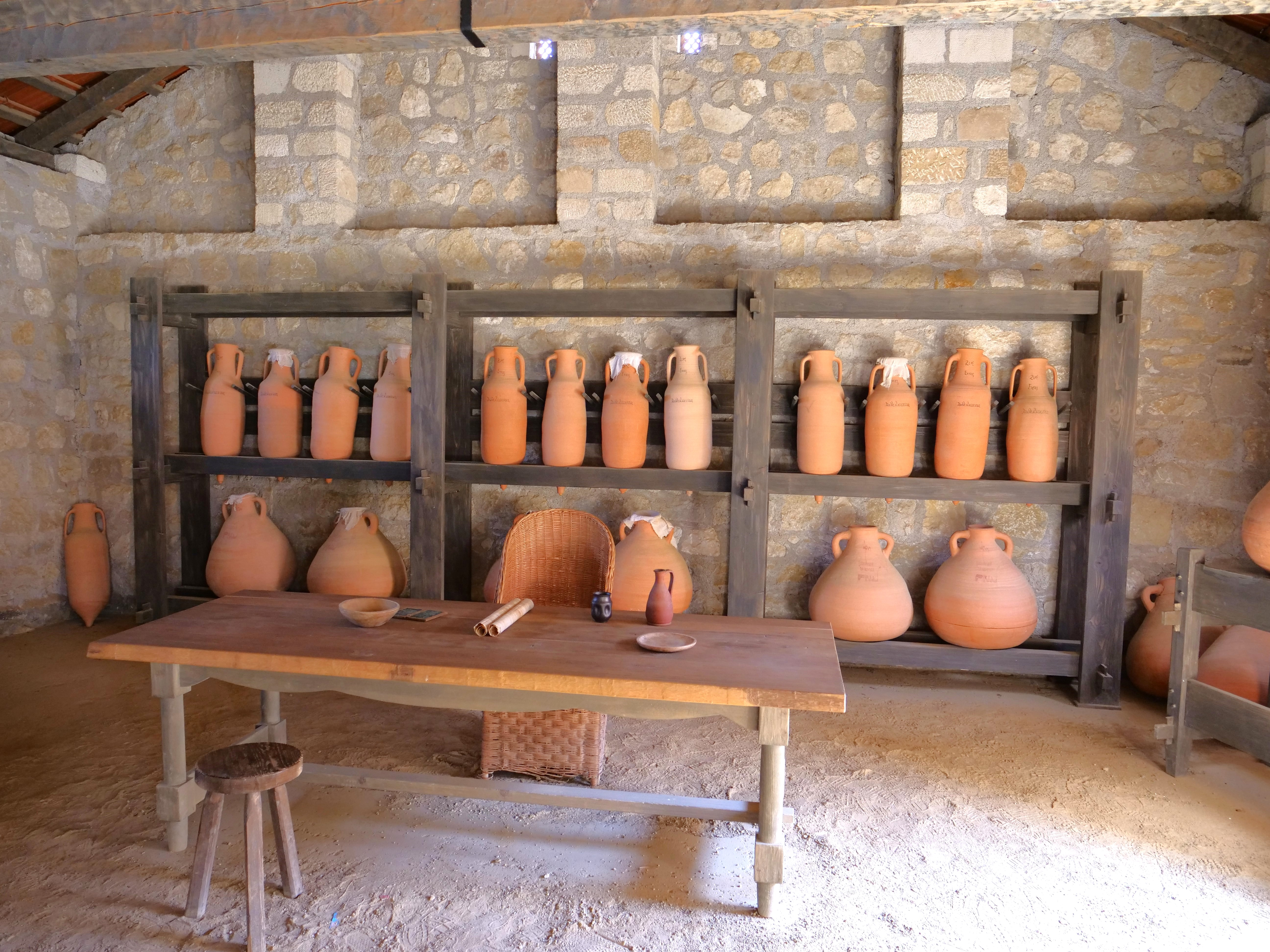
Kontor im Haus des Ölhändlers
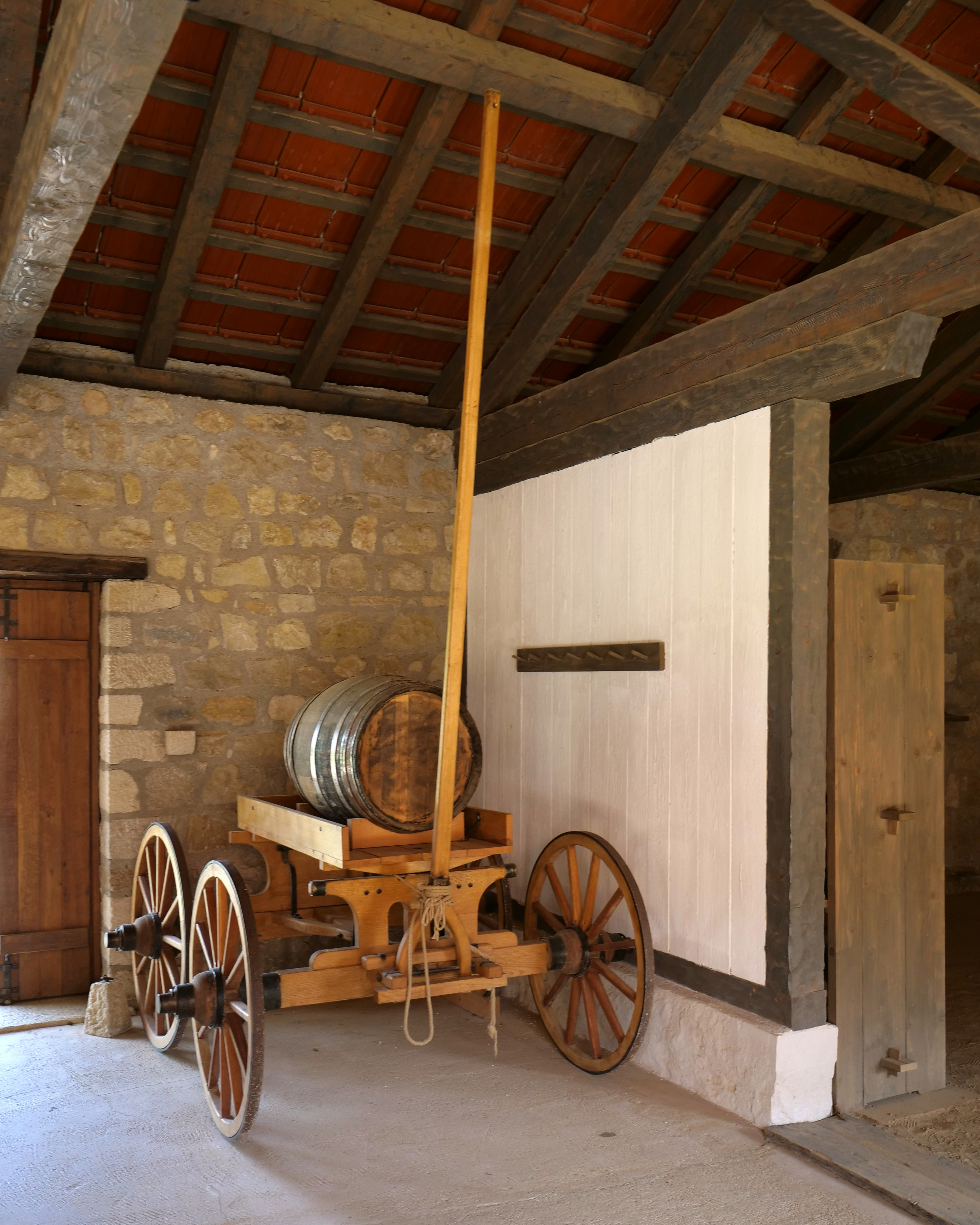
Transportvehikel im Haus des Ölhändlers
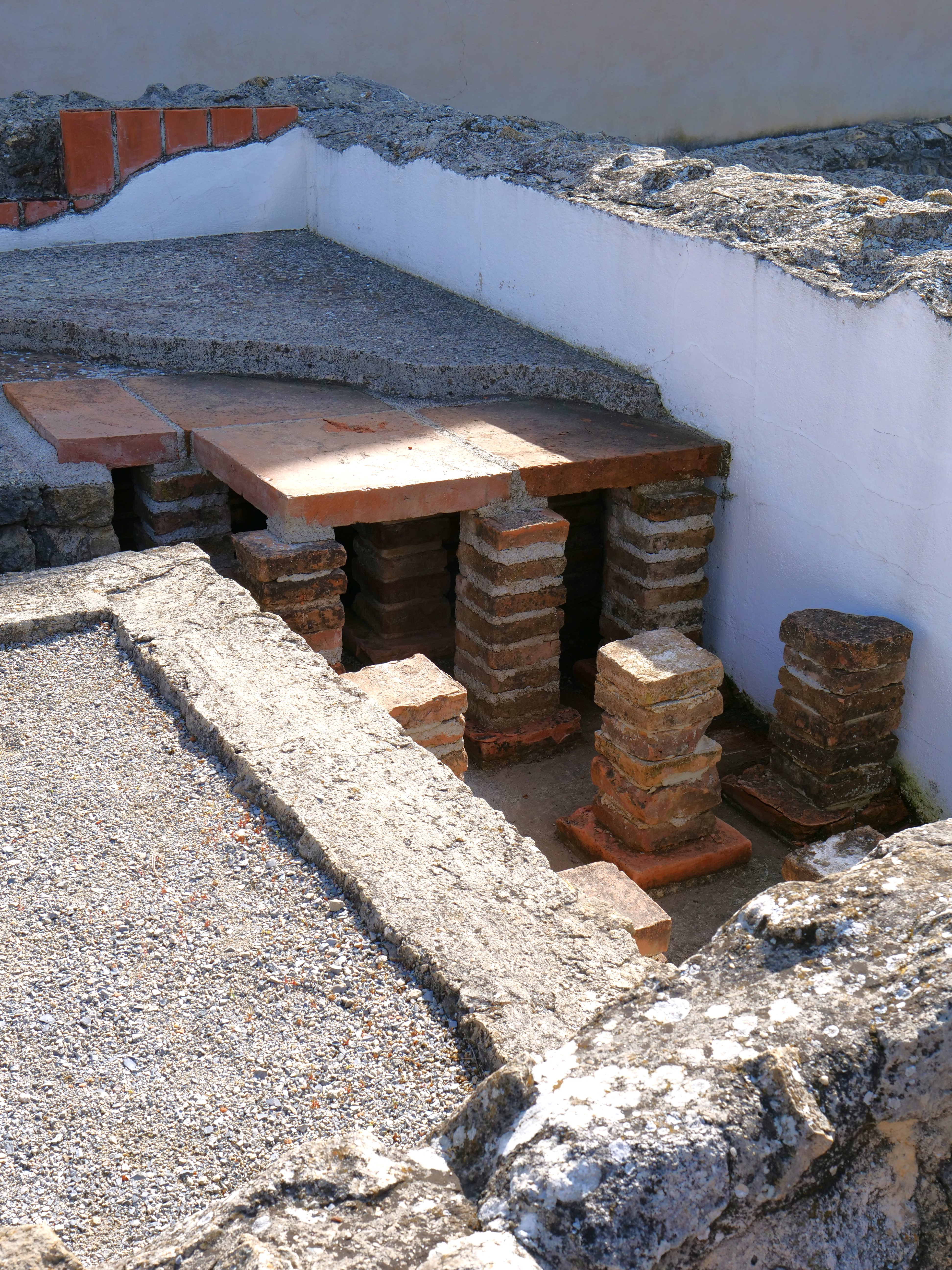
Hypokaustenansicht im Haus des Ölhändlers
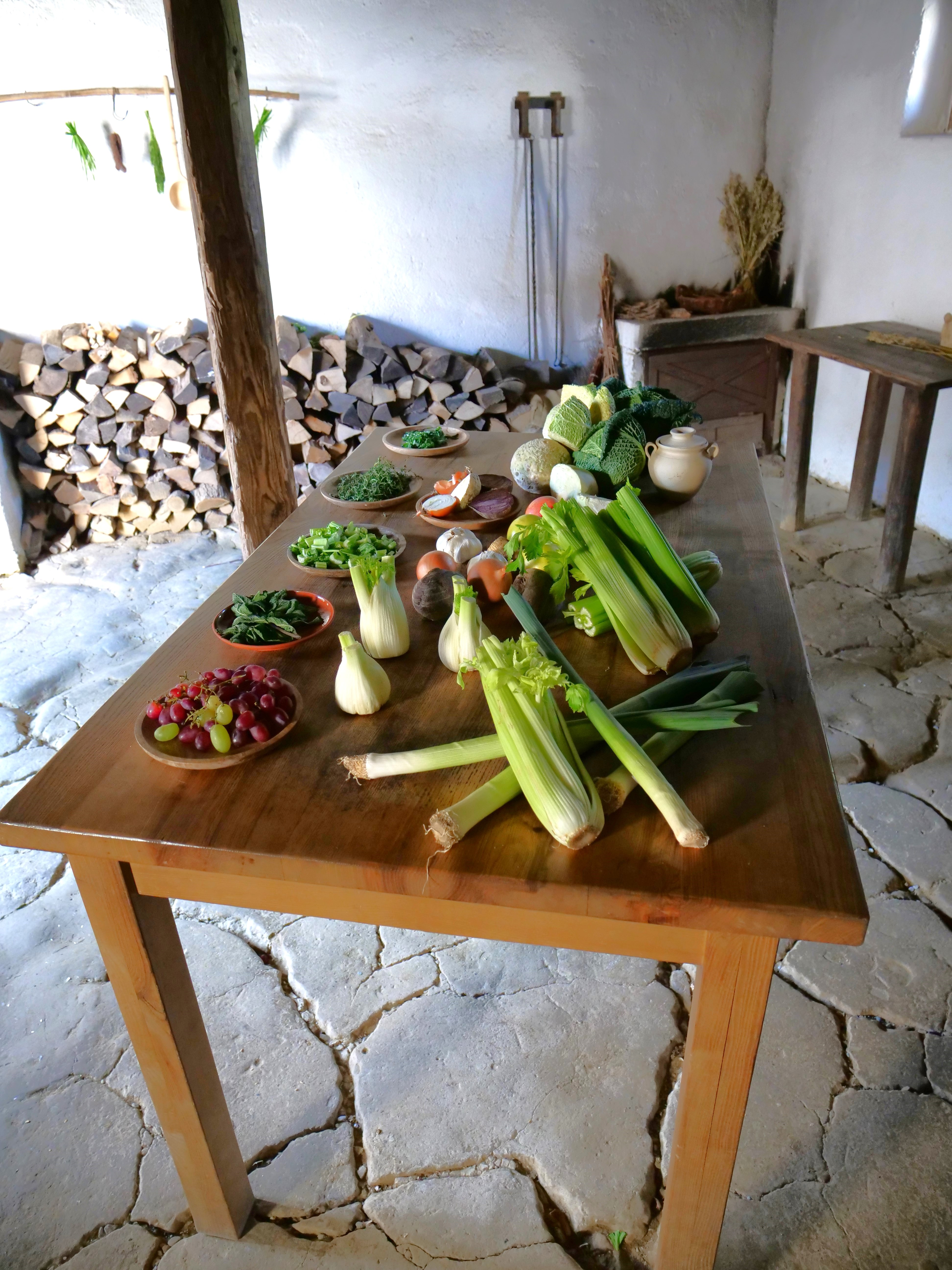
Rohkostauslagen im Haus des Lucius

#### Haus II (Haus des Lucius)

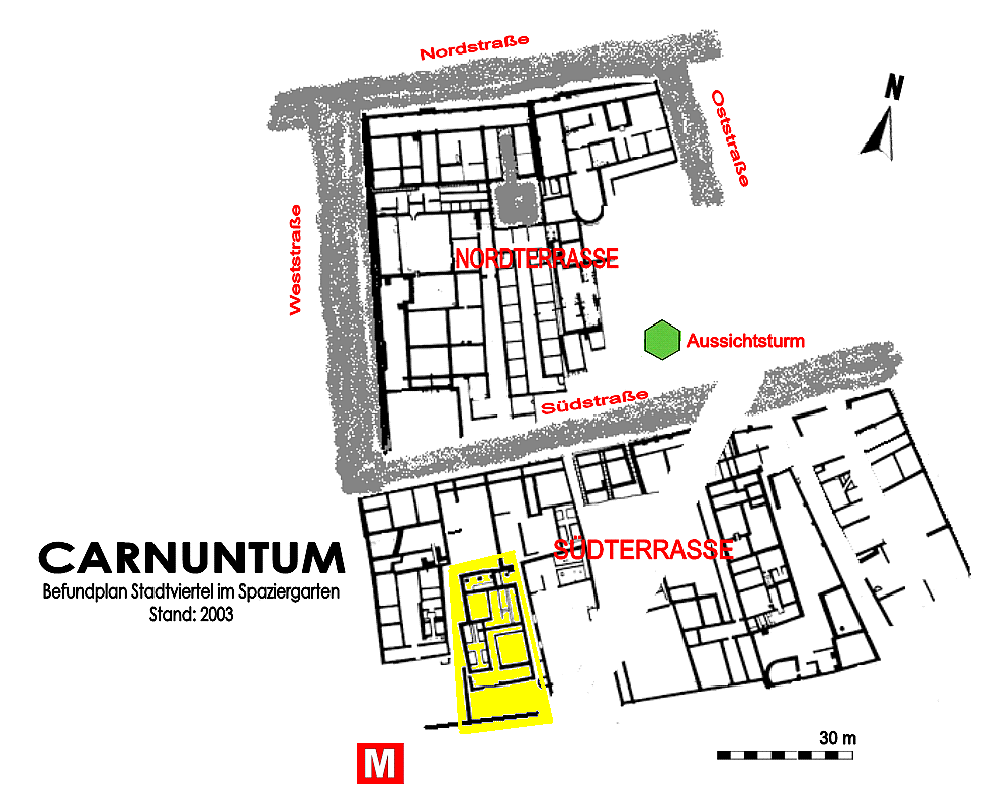
Spaziergarten, Lage Haus II

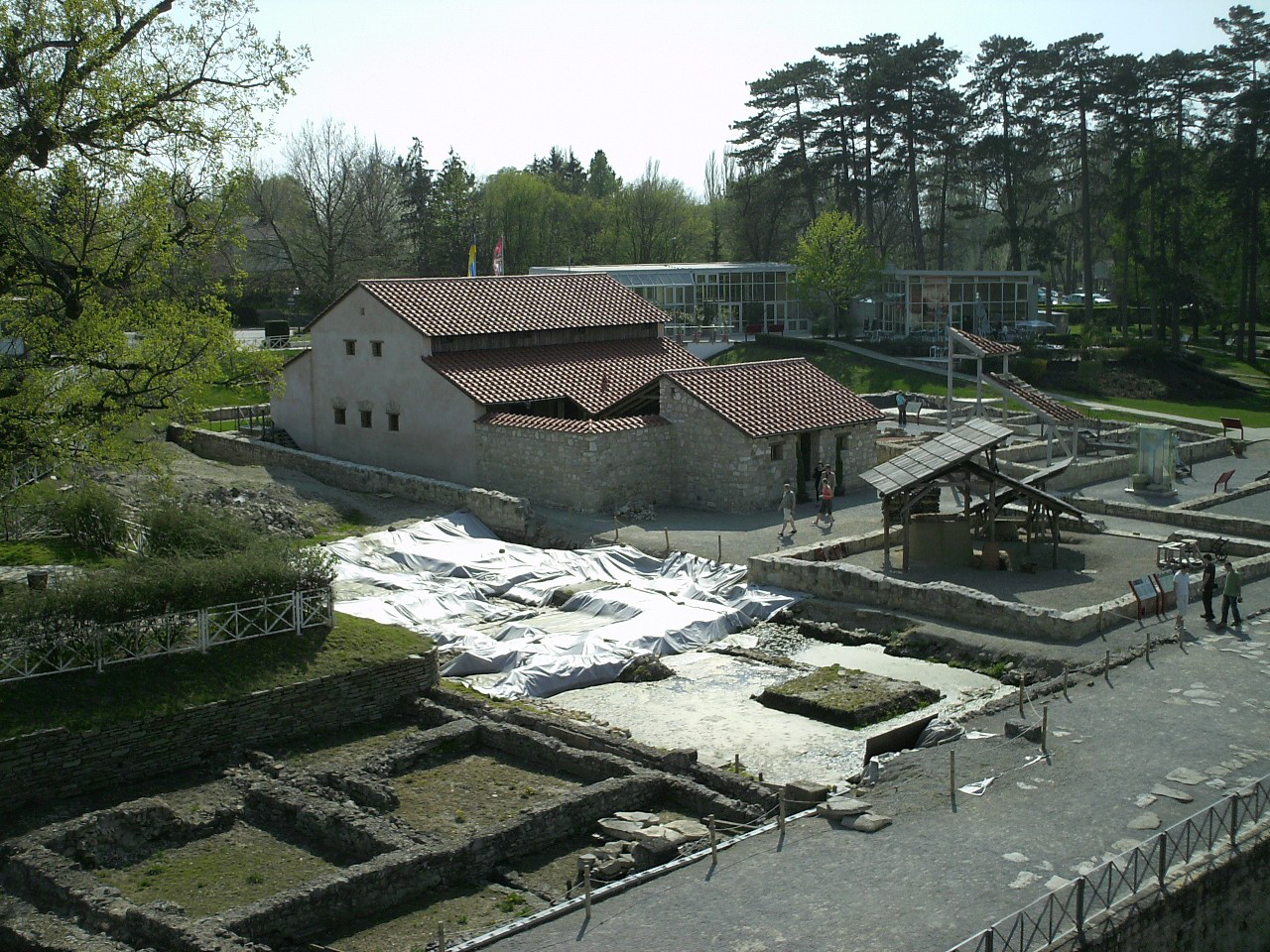
Das Wohn- und Wirtschaftshaus des Tuchhändlers Lucius (Haus II)

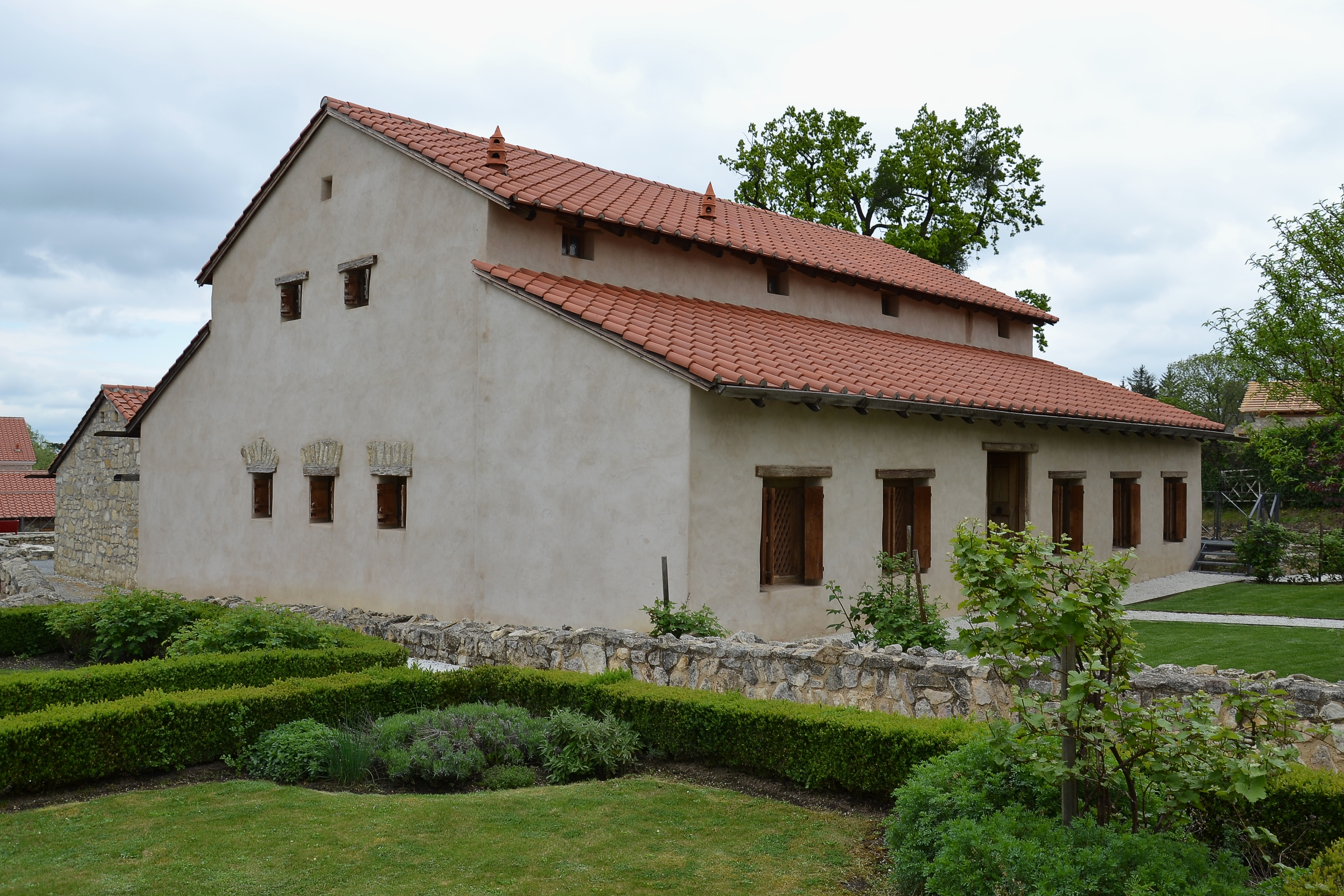
Kernbau von Haus II

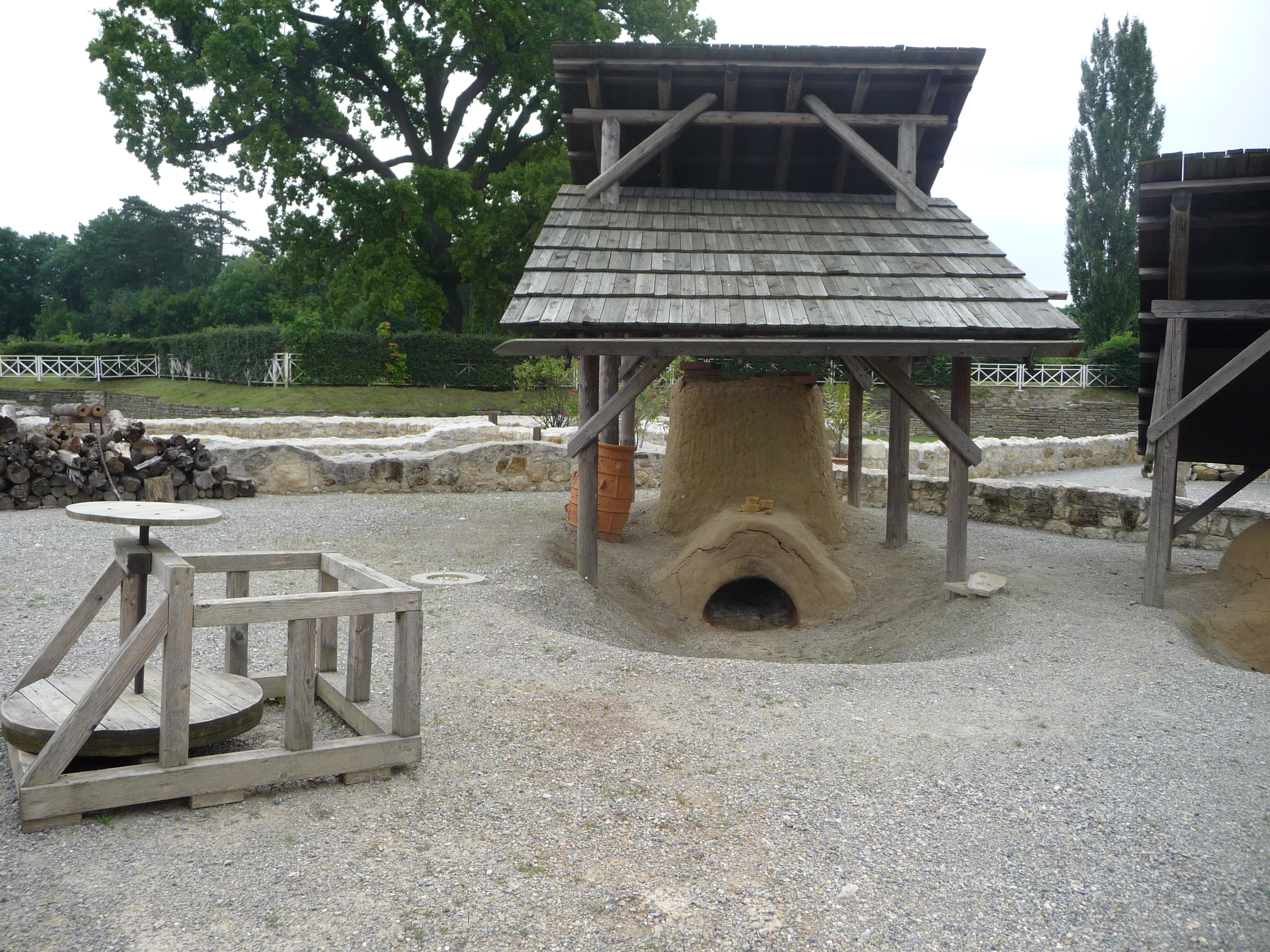
Töpferöfen vor Haus II

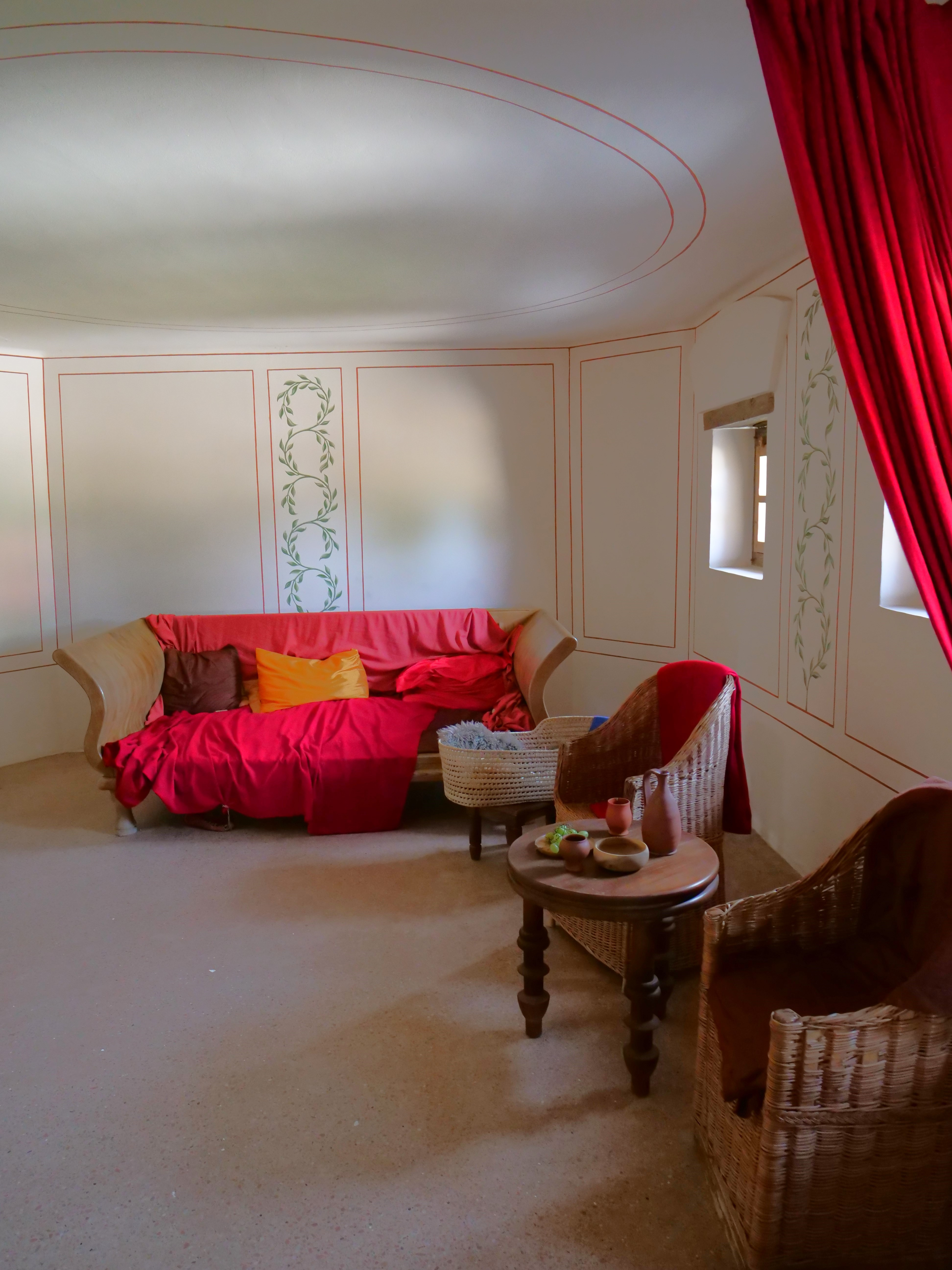
Rekonstruktion des Wohnbereichs

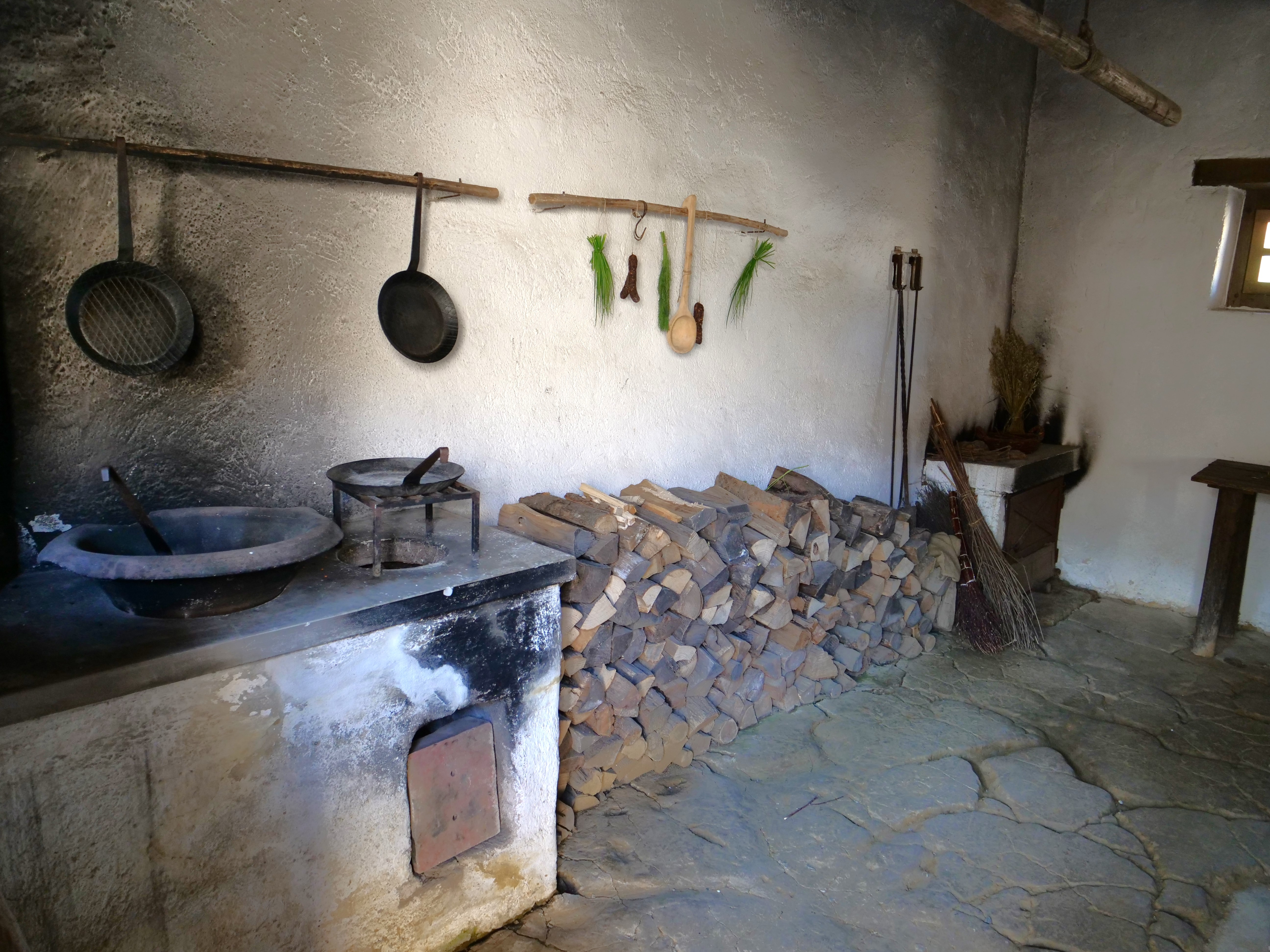
Küchenraumrekonstruktion

Dieses Gebäude war das erste Objekt im Spaziergarten, das ab 2006 mit den Mitteln der experimentellen Archäologie auf den Originalfundamenten mit voll funktionstüchtiger Infrastruktur auf dem Stand der Bauperiode V wiedererrichtet wurde. Erstmals konnte hier auch eine römische Hypokaustenheizung bis ins kleinste Detail nachgebaut und praktisch erprobt werden.
Einer seiner mutmaßlichen Besitzer, Lucius Maticeius Clemens, konnte mit Hilfe einer Inschrift auf einem Weihealtar, der bei einer archäologischen Untersuchung 1951 entdeckt wurde, identifiziert werden. Im Garten des Hauses wurde neben einer kleinen Kultnische ein 69 cm hoher Altar aus Kalksandstein entdeckt der vom seinerzeitigen Hausherren den Nymphen gestiftet worden war. Sein dreiteiliger Name verrät, dass er römischer Bürger war und von keltisch Vorfahren abstammte. Der Gentilname Maticeius/Maticius kam häufig in Südgallien und Hispanien vor. Lucius gehörte der gehobenen Carnuntiner Mittelschicht an. Für ein Handelszentrum naheliegend, verdiente er seinen Lebensunterhalt wohl als Händler. Bei den archäologischen Untersuchungen wurden keinerlei Spuren von Werkstoffresten gefunden, die auf ein rohstoffverarbeitendes Handwerk hindeuteten. Lucius arbeitete vermutlich als Stoff- bzw. Tuchhändler.
Die Grundmauern wurden ab 1948 freigelegt. Die Baugeschichte des Hauses konnte in sechs Bauphasen unterteilt werden.
- Phase I-III (1. und 2. Jahrhundert) bestand aus Wohn- und Wirtschaftsgebäuden mit Wänden aus Lehm und Fachwerk, Herdstellen und Mörtelfußböden. Das besonders im Osten des Areals stark anfallende Niederschlagswasser wurde mittels eines Drainagegrabens abgeleitet.
- In Periode IV (erste Hälfte des 3. Jahrhunderts) wurde das erste Steingebäude errichtet, ein Kernbau mit rechteckigem Grundriss, unterteilt in mehrere Räume und einen Nordhof.
- In Periode V (erste Hälfte des 4. Jahrhunderts) wurde der Kernbau wieder abgetragen und durch einen wesentlich größeren Bau mit zwei Anbauten, Ziegeltesselat- oder Estrichböden und Hypokaustenheizung ersetzt.
- Periode VI war aufgrund der Durchwühlung des Areals in den 1950er-Jahren nur mehr schwer fassbar. Der Nordhof wurde bis an die Südstraße erweitert. Vermutlich wurde auch der Kernbau nochmals umgestaltet.

Zwischen 2003 und 2005 wurde sein Areal nochmals gründlich untersucht, um die Rekonstruktionsarbeiten vorzubereiten. Viele der dabei geborgenen Funde erlaubten einen detaillierten Einblick in das Alltagsleben der Hausbewohner. Haus II steht auf einer trapezförmigen Parzelle mit einer Fläche von 1100 Quadratmetern. Der in sich geschlossene Gebäudekomplex der Periode V bestand im Norden aus einem Hof, beginnend an der Südstraße, mit Wirtschaftsgebäuden in Fachwerktechnik, dem eigentlichen, einstöckigen Wohnhaus und einem von einer Mauer umgebenen Garten im Süden. Der von Ost nach West ausgerichtete Kernbau misst 14,8 × 24 Meter, seine Grundfläche beträgt 355 Quadratmeter. Er wird durch einen von Nord nach Süd verlaufenden Korridor geteilt, von dem beiderseits jeweils ein Raum betreten werden kann. Im Süden wird er durch einen Anbau abgeschlossen. Im Norden schließen sich ein kleiner geschotterter Innenhof zur Raumbelichtung, die Küche, das Praefurnium der Hypokaustenheizung und ein weiterer Anbau an, durch den das Haus betreten werden kann. Das Mauerwerk besteht aus kalkmörtelgebundenen Bruchsteinen, verputzt mit Kalkmörtel und ist im Innenbereich mit Kalkfarben grün, rot, gelb und schwarz bemalt. Dem Außenputz wurde Ziegelmehl beigemengt, das eine terrakottaähnliche Farbe und eine Verbesserung der Putzqualität mit sich brachte. Die Innenwände bestehen aus Lehm-Ruten-Putzwänden auf Steinfundamenten. Die Fensterrahmen sind mit mundgeblasenem Gussglas und Fensterläden versehen. Die archäologischen Untersuchungen lieferten keinerlei Hinweise auf die Nutzung und Ausstattung der oberen Räume, weshalb nur das Erdgeschoss zur Gänze rekonstruiert und ausgestattet werden konnte. Ursprünglich war mit ziemlicher Sicherheit aber auch der erste Stock bewohnt. Die Innenausstattung des Hauses spiegelt die Lebensweise einer Carnuntiner Familie der Mittelschicht in der ersten Hälfte des 4. Jahrhunderts wider. Der Hauptwohnraum (Raum A) ist mittels einer Fußbodenheizung, einer einfachen doppel-T-förmigen Schlauchheizung auf Ziegelpfeilern, heizbar. Im Obergeschoss befand sich vermutlich ein Schlafraum für die Bediensteten oder ein Speicher. Die Rauchgase wurden durch tönerne Hohlziegel (tubuli) in den Wänden und durch Kaminaufsätze auf dem Dach ins Freie abgeleitet. Das Satteldach des Wohntraktes und die Pultdächer der Vorgebäude sind mit Leisten- und Halbrundziegeln (Dachplatten, tegulae und vermörtelte Abdeckziegel, imbrices) abgedeckt. Die an den Dachrändern angebrachten V-förmigen Holzrinnen sind hypothetisch, aber zur punktgenauen Regenwasserableitung unbedingt erforderlich. Nordöstlich des Gebäudes wurden zwei Brennöfen aus Lehm mit Holzständerbauten zur Keramikherstellung nach Originalfunden rekonstruiert.
| Daten zur Rekonstruktion        | Zahlen                      |
| ------------------------------- | --------------------------- |
| Bebaute Fläche:                 | 335 m²                      |
| Wohnnutzfläche:                 | 250 m²                      |
| Dachfläche:                     | 390 m²                      |
| Steinmauerwerk:                 | 250 m³; Gewicht ca. 1000 to |
| Altholzbedarf:                  | 30 fm                       |
| Kalkputzfläche innen:           | 1.050 m²                    |
| Lehm/Rutenputzwände:            | 160 m³                      |
| Heizungstemperatur/Praefurnium: | 600 Grad                    |
| Heizungstemperatur nach 13 lfm: | 50 Grad                     |
| Planungsaufwand/Architekt:      | 800 Stunden                 |
| Bauausführung:                  | 50 Wochen                   |

#### Haus III

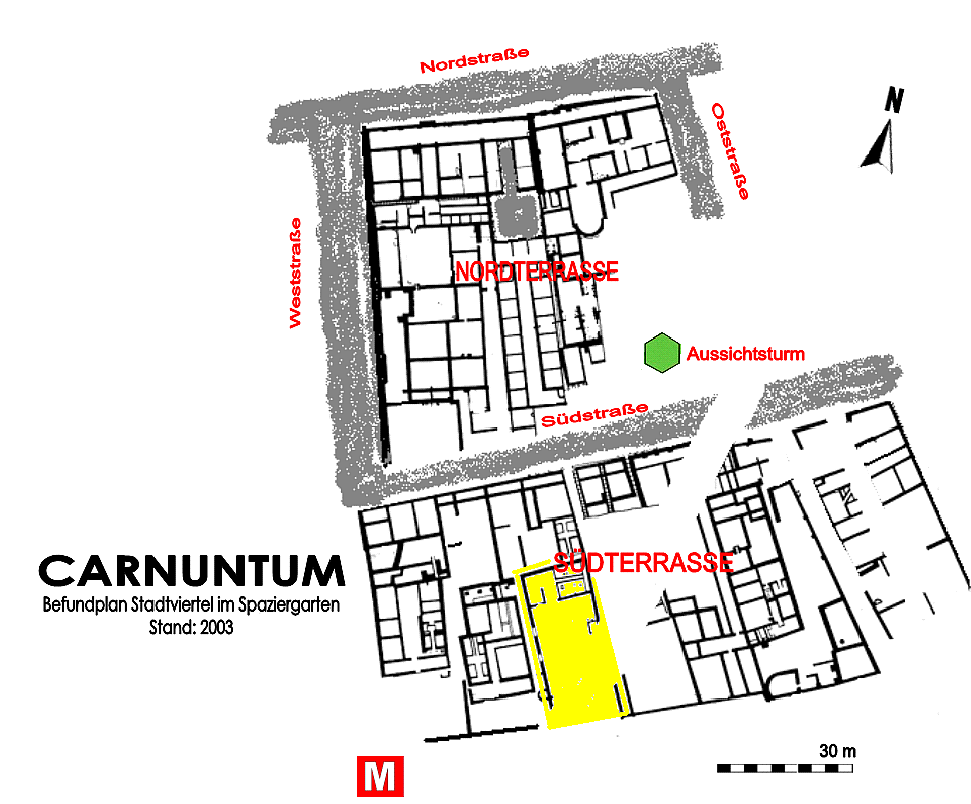
Spaziergarten, Lage Haus III

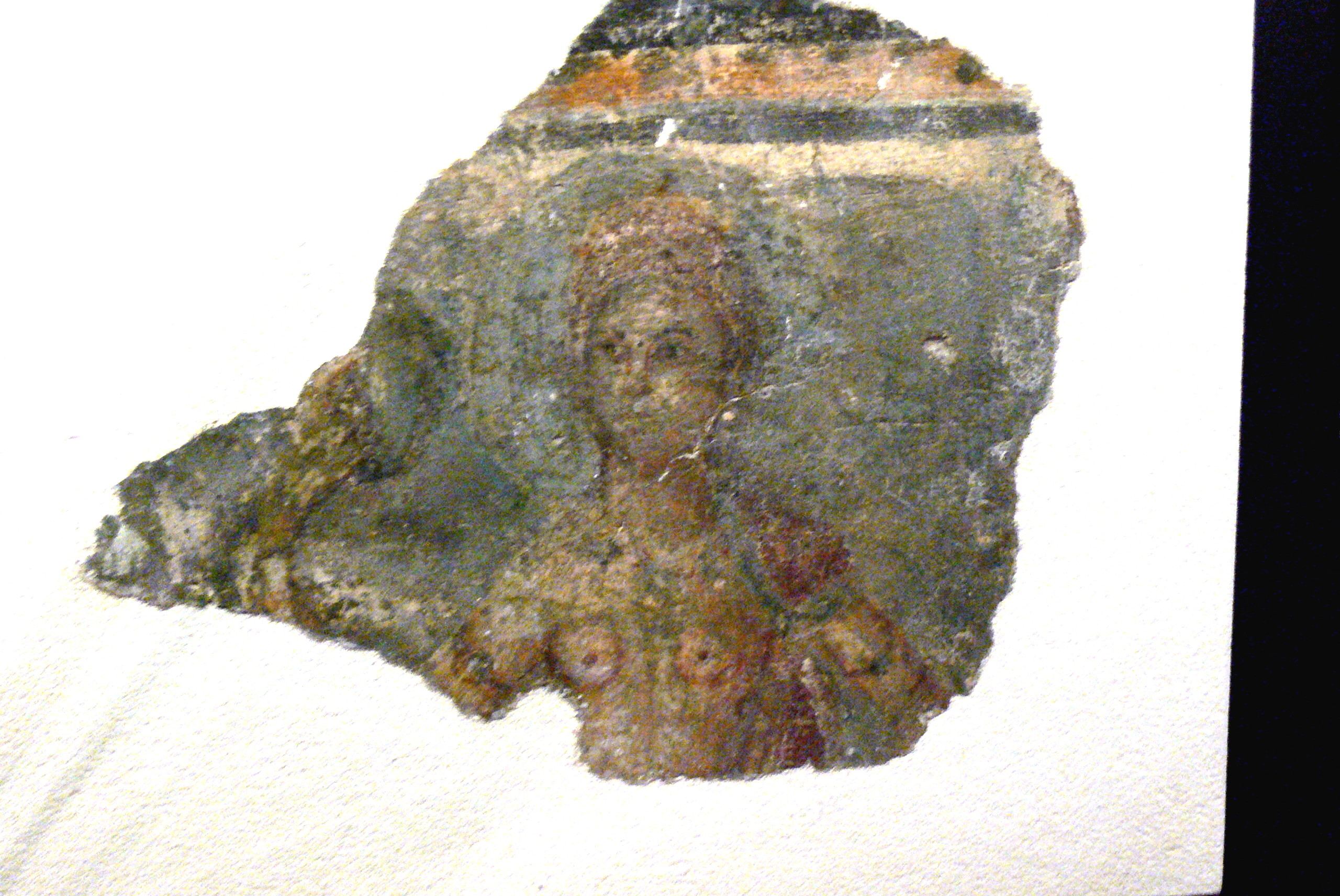
Fragment einer Wandmalerei (Mänade, 2. Jahrhundert)

Das Gebäude gliederte sich in einen nördlichen Flügel, bestehend aus vier Räumen mit einem kleinen Innenhof und einen südlichen Flügel mit einem größeren Hof und zwei weiteren Räumen. Insgesamt konnten zwischen dem späten 1. Jahrhundert n. Chr. und der zweiten Hälfte des 4. Jahrhunderts sieben unterschiedliche Bauperioden festgestellt werden. Die frühesten Bauhorizonte konnten auf das späte 1. Jahrhundert datiert werden. Ein gedeckter Wandelgang entlang der Südseite der Südstraße begrenzte die Parzelle im Norden. Für die Mitte des 2. Jahrhunderts ließen sich umfangreiche Zubauten erkennen (Periode III). Die Insula wurde im Norden und Osten mit einer Lehmziegelmauer auf Bruchsteinfundament ummauert. Eventuell war die Parzelle auch im Süden auf dieselbe Weise abgegrenzt worden. An die Ostmauer wurde ein 6,75 × 4,30 m messender Lehmziegelbau angesetzt, der etwa 16,80 m von der Südstraße zurückgenommen war und aus zwei ca. gleich großen Räumen bestand. Diese, von Westen zu betretenden Räume verfügten über eine u-förmige Schlauchheizung. Das dazugehörige Präfurnium stand an der Südwand. Vermutlich wurde das Gebäude als Darre verwendet. Nördlich dieser Darre und parallel zu deren Nordmauer verlief in einem Abstand von etwa 2,25 m eine 1 Meter breite Struktur aus dichtem Lehm. An der Ostmauer der Insula ansetzend bildete die Lehmstufe eine nach Westen hin ansteigende und zumindest bis zu 0,40 m hohe Begrenzung gegen Norden hin.
Im frühen 3. Jahrhundert erfolgte eine vollständige Umgestaltung nach den damals neuesten bautechnischen Standards. Erstmals konnte dort durchgängig das Vorhandensein von Steinarchitektur nachgewiesen werden (Periode IV). Ost- und Nordmauer der Insula wurden vollkommen neu errichtet. Im Süden wurde eine gemeinsame Begrenzungsmauer zu den Häusern I–III geschaffen. Eine weitere, von der Insula-Ostmauer im Verband nach Westen hin ablaufende Bruchsteinmauer trennte Haus III nun in einen Nord- und einen Südteil. Östlich des Kernbaues von Haus II knickte die Ost-West-Trennmauer nach Süden ab und trennte den südlichen Komplex von Haus III vom Südgarten des Hauses II ab. Die Nordmauer von Haus III erstreckte sich ab dem frühen 3. Jahrhundert auch auf die Parzelle des benachbarten Hauses II. Durch eine etwa drei Meter breite geschotterte Zufahrt, die wohl durch ein Tor in der Nordmauer führte, konnte man dort aus in den Bereich vor dem Kernbau von Haus II gelangen. Ein weiterer Zugang befand sich im Westen des Nordhofs. Ein gemauerter Kanal setzte nordöstlich des Kernbaues von Haus II an, führte an der Ostmauer des westlichen Hofbereichs entlang und mündete in den Hauptkanal unter der Südstraße. Ein weiterer Abwasserkanal unter der Gasse zwischen Haus III und Haus IV war ein weiterer Beweis für die erheblich verbesserte Infrastruktur. Auch er mündete in den Kanal unter der Südstraße. Das Gebäude der Periode IV blieb sehr lange und ohne wesentliche Veränderungen bestehen.
In Periode V wurde die Westmauer des nordöstlichen Hofbereichs abgetragen und vollständig erneuert. In der südlichen Flucht der Ostmauer des nordwestlichen Hofbereichs von Haus II wurde eine neue Trennmauer mit einem schmalen Durchgang als Sichtschutz eingezogen. Durch die Niveauerhöhung der Südstraße im frühen 4. Jahrhundert mussten auch die Kanäle, die von der südlichen Randbebauung zum Hauptkanal heranführten, aufgestockt werden.
In Periode VI erfolgte um die Mitte des 4. Jahrhunderts eine vollständige Umgestaltung und Neuparzellierung des Areals nördlich des Kernbaues von Haus II. Die Nordmauer wurde abgerissen und auf höherem Niveau neu errichtet. Ihr wurde ein langgestreckter Raum vorgebaut, dessen Abschluss zur Südstraße hin nun in einer Linie mit der Nordfront von Haus I lag. Vermutlich wurde er als Geschäftslokal verwendet. Südlich dieser neu geschaffenen Verbauung wurde eine weitere Mauer hochgezogen, die bis an die Nordfront des Kernbaues von Haus II reichte und den Nordbereich vor dem Kernbau in einen kleineren westlichen und einen größeren östlichen Abschnitt teilte. Im östlichen Grundstück dieses Nordbereichs befanden sich zwei nebeneinander gelegene rechteckige Höfe. In der Südwestecke des östlichen Hofes stand ein Brunnen. Südlich des Hofes war ein Wohnraum mit einer primitiven Kreuzkanal-Heizung geschaffen worden. Diese gravierenden Änderungen in der Struktur des Gesamtgebäudes hingen vermutlich mit einer Änderung der Besitzverhältnisse bzw. seinen Funktionen zusammen. Der Grund könnte das große Erdbeben in der Mitte des 4. Jahrhunderts gewesen sein. Für die zweite Hälfte des 4. Jahrhunderts konnten darüber hinaus tiefgreifende Änderungen in der Infrastruktur beobachtet werden (zum Beispiel Wasserversorgung und Abwasserentsorgung). Der Brunnen im Osthof weist auf den offensichtlichen Verfall der zentralen Wasserversorgung hin. Dies gilt auch für das Abwassersystem. In der Mitte oder der zweiten Hälfte des 4. Jahrhunderts wurde der zentrale Hauptsammler unter der Südstraße beseitigt und zugeschüttet. Beim Bau des Geschäftslokals an der Südstraße wurde die westliche Wange des Kanals zwischen Haus III und Haus IV zerstört und unbrauchbar gemacht. Auch der Abwasserkanal zur Südstraße war zu dieser Zeit nicht mehr in Betrieb.
Wann Haus III von seinen Bewohnern aufgegeben wurde, ist unsicher, vermutlich wurde es zumindest bis ins letzte Viertel des 4. Jahrhunderts genutzt.

#### Haus IV (Domus Quarta mit Fußbodenmosaik)

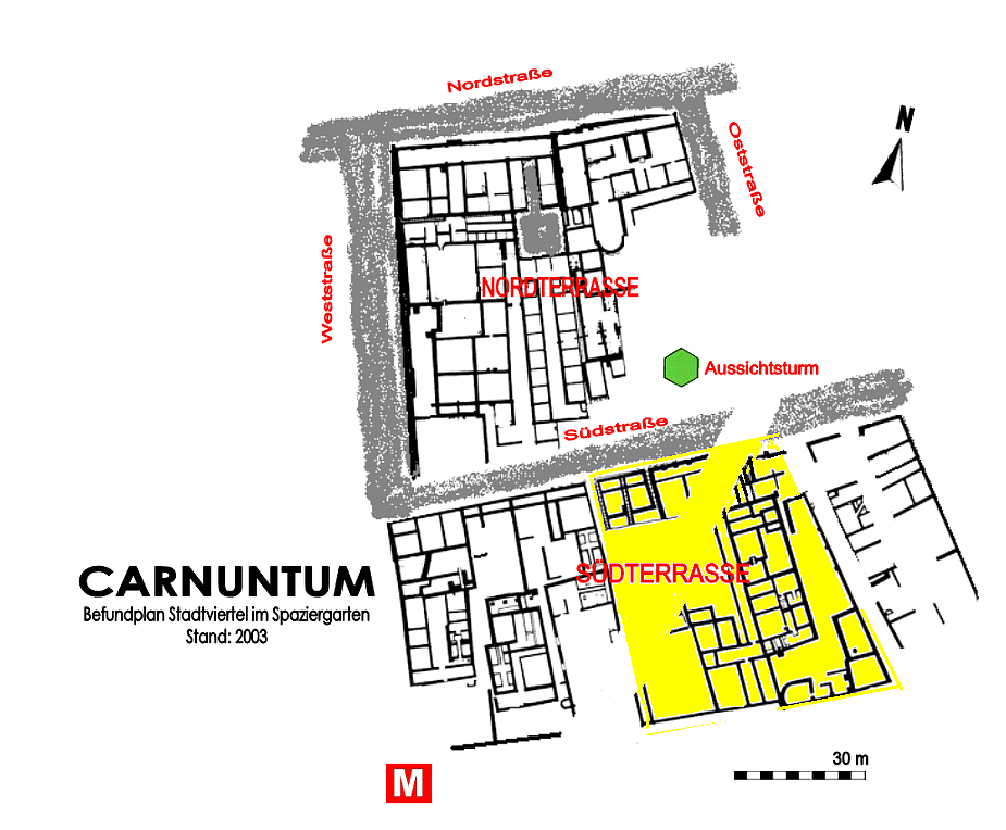
Spaziergarten Lage Haus IV (domus quarta)

Dieses Gebäude war das vierte Objekt im Spaziergarten, das ab 2013 teilweise mit den Mitteln der experimentellen Archäologie auf den Originalfundamenten wiedererrichtet wurde. Das Areal dieses Wohnhauses wurde schon in den frühen 1950er-Jahren freigelegt. Bei den Grabungen stießen die Archäologen in einem der größeren Zimmer auf das einzige in situ erhalten gebliebene römische Fußbodenmosaik von Carnuntum. Der Raum dürfte in den warmen Jahreszeiten als Speiseraum (triclinium) gedient haben. Das Mosaik wurde nach dem Ende der Grabungen zur Schaffung von bestmöglichen Konservierungsbedingungen zunächst wieder mit Erdreich abgedeckt. Nachgrabungen in den Jahren 2008 bis 2011 brachten neue Erkenntnisse zum sozialen Status des ehemaligen Hausbesitzers. Sie ermöglichten eine Einteilung der Bauhistorie in sieben Bauphasen. Die Grundfesten waren noch gut bis sehr gut erhalten. Sogar einige Reste von aufgehendem Mauerwerk hatten die Zeiten überdauert. In weiterer Folge fanden die Archäologen auch ein kleines Badehaus sowie eine eigene Wasserleitung, die bis zur römischen Stadtmauer verfolgt werden konnte. Dies belegt den hohen gesellschaftlichen Status des einstigen Hausherrn. Vor dem Wiederaufbau des Gebäudes wurde das Mosaik entnommen, restauriert und in ein neues Trägermaterial eingebettet. Schließlich wurde im Jahr 2013 zum Schutz und zur Präsentation dieses kulturhistorisch bedeutenden Artefakts die umgebende Wohnhausarchitektur als Teilrekonstruktion in antiker Bautechnik bis zur Dachtraufe wiederhergestellt. Nach Abschluss der Bauarbeiten wurde es wieder an den ursprünglichen Standort verlegt.

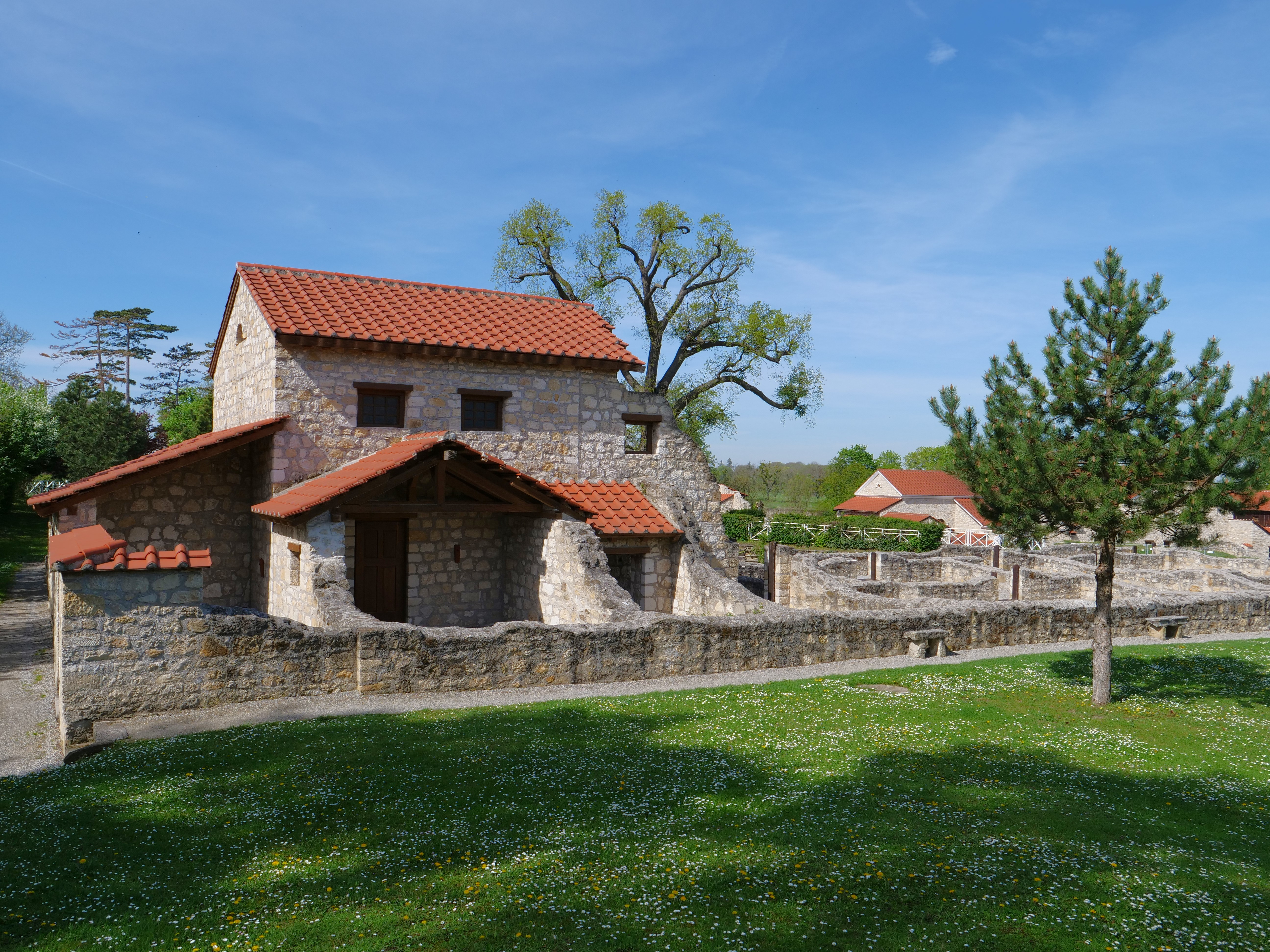
Haus IV, Ansicht von Osten

In Phase I (Mitte 1. bis 2. Jahrhundert) wurde zuerst ein im Südosten von Haus IV liegender, nach Osten ansteigender Hügel eingeebnet, dann im Süden des Areals ein schmales, von Ost nach West orientiertes, hallenartiges Gebäude aufgestellt. Auch im späteren Hof sowie im Bereich des späteren Kernbaus konnten Schwellgräben, Pfostenlöcher und Gruben aus dieser Bauphase beobachtet werden. Wahrscheinlich wurden diese Bauten für Wohnzwecke und gewerbliche Tätigkeiten genutzt. Ein Fassbrunnen im Kernbereich des Areals, dessen Holzverschalung bei seiner Aufdeckung noch gut erhalten war, diente zur Wasserversorgung. Das Holz wurde im Jahr 93 n. Chr. geschlagen bzw. verarbeitet. Im Südosten des Areals wurden die Reste einer durch Grundwasser gespeisten Holzrohrleitung gleicher Zeitstellung aufgedeckt. In Phase II (frühes 2. Jahrhundert n. Chr.) wurde das Gelände großflächig planiert. Im Süden stand in dieser Zeit ein einfaches Holzgebäude. Im Westhof stieß man auf Schwellgräben mit dazugehörigen Pfostenlöchern. Vermutlich stand dort der massiver gebaute, rechteckige Kernbau, der von Gräbchen (Drainage?) eingerahmt war. In Phase III (Mitte 2. Jahrhundert n. Chr.) war das Gelände erneut planiert worden. Erstmals konnte im Westen eine deutliche Begrenzungsstruktur zur Parzelle von Haus IV a nachgewiesen werden. Im Norden des Kernbaus entdeckte man eine rechteckige Kochstelle aus Bruchsteinen und Lehm. Im Hofbereich dieser Zeit beobachtete man eine Schicht aus verziegeltem Lehm und Holzkohleablagerungen. Entweder war der Hof gewerblich genutzt oder das Kerngebäude der Bauphase II war durch ein Feuer zerstört worden. Im Westen des Areals stieß man auf ein weiteres Bruchsteingebäude, das offenbar die Süd- und Ostbegrenzung der Parzelle bildete. In Phase III war die Parzelle offensichtlich von massiv fundamentierten Steinmauern umgeben.

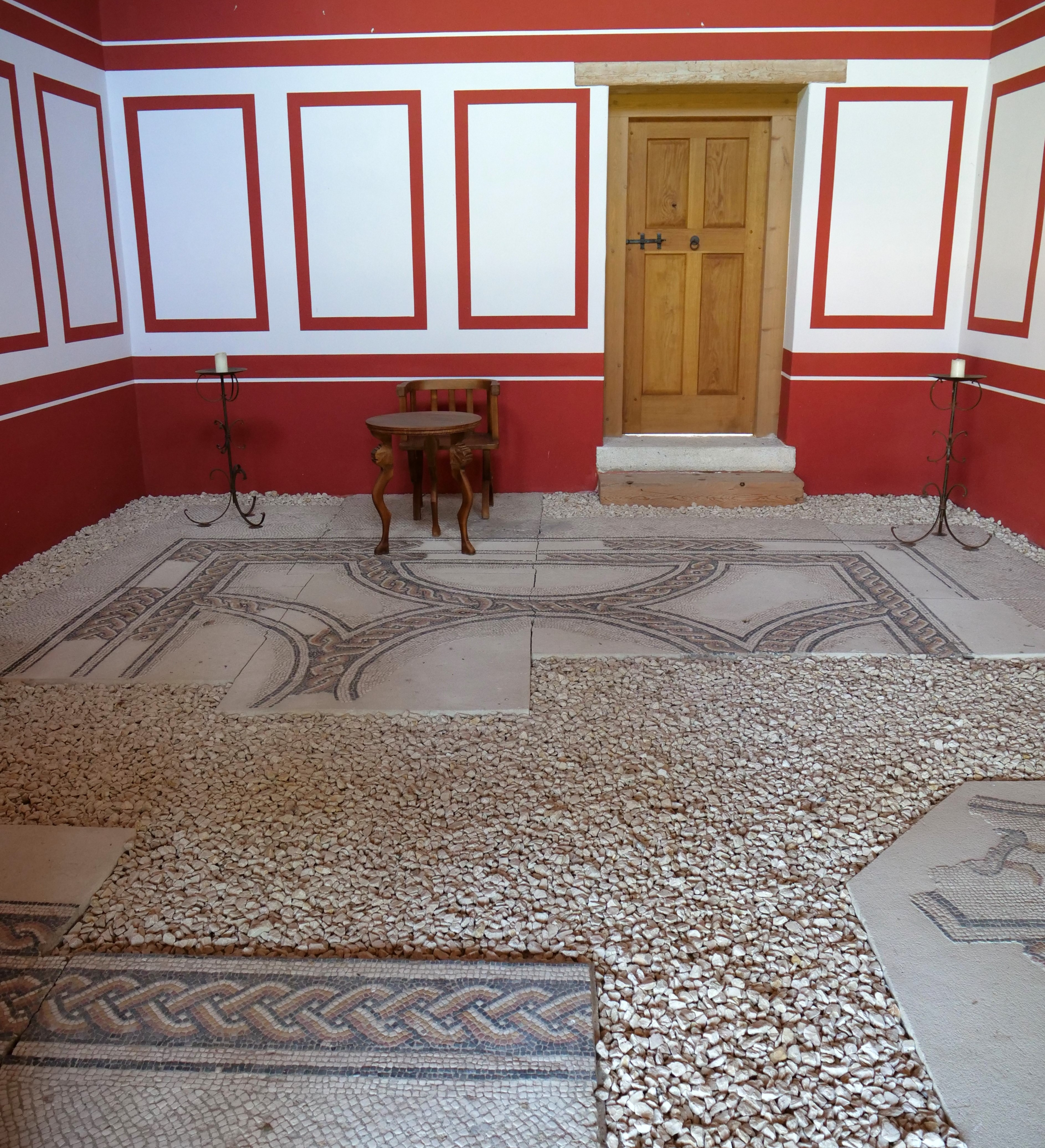
Fußbodenmosaik in Haus IV

In Phase IV, zu Beginn des 3. Jahrhunderts, fanden wieder größere Umbauten statt. Das Kerngebäude dieser Zeitstellung bestand aus solide vermörtelten Bruchsteinmauern und war mit Terrazzoböden und Fußbodenheizungen ausgestattet. Der Speiseraum im Süden wurde mit dem mehrfarbigen Fußbodenmosaik dekoriert. Vom Südosten bis in den Norden des Grabungsareals konnten die Reste einer Frischwasserleitung (ein gemauertes und begehbares, unterirdisch angelegtes, Aquädukt) aus dieser Zeit nachgewiesen werden. In Phase V (letztes Drittel des 3. Jahrhunderts) wurde dem Kernbau im Süden ein Bad angefügt. Die Wasserversorgung erfolgte durch eine Bleirohrleitung aus einem Brunnenhaus im Süden des Hofbereiches. Die Böden im zentralen Korridor und im Nordwestbereich des Kernbaus bestanden aus Ziegelmosaik. Im Westen des mit Sandsteinplatten gepflasterten Hofs konnten Reste eines rechteckigen Gebäudes mit nach Westen abfließenden Traufenkanal beobachtet werden. Im Hofbereich wurden ein Ofen sowie mehrere Mauerzüge der Phase VI (Mitte 4. Jahrhundert?) freigelegt. Ein runder, mit Bruchsteinen eingefasster Brunnenschacht scheint ebenfalls aus dieser Zeit zu stammen. Am Gebäude im Westbereich des Hofes wurde die Südmauer verstärkt. Sämtliche Mauern waren in Schalenbauweise errichtet worden. Auch beim Kernbau fanden einige bauliche Änderungen statt, unter anderem wurde eine Schlauchheizung eingebaut. Die aus Bauphase VII (Ende 4./Anfang 5. Jahrhundert) stammenden Befunde im Westbereich des Hofes erbrachten wertvolle Erkenntnisse für die spätantike Siedlungsgeschichte der Zivilstadt. Eine mit Schutt und Metallabfällen verfüllte Grube, im Anschluss an die Befüllung der Grube errichtete Mauerzüge, sowie kleinere Umbauten datieren ins frühe 5. Jahrhundert.

#### Haus Va und Vb

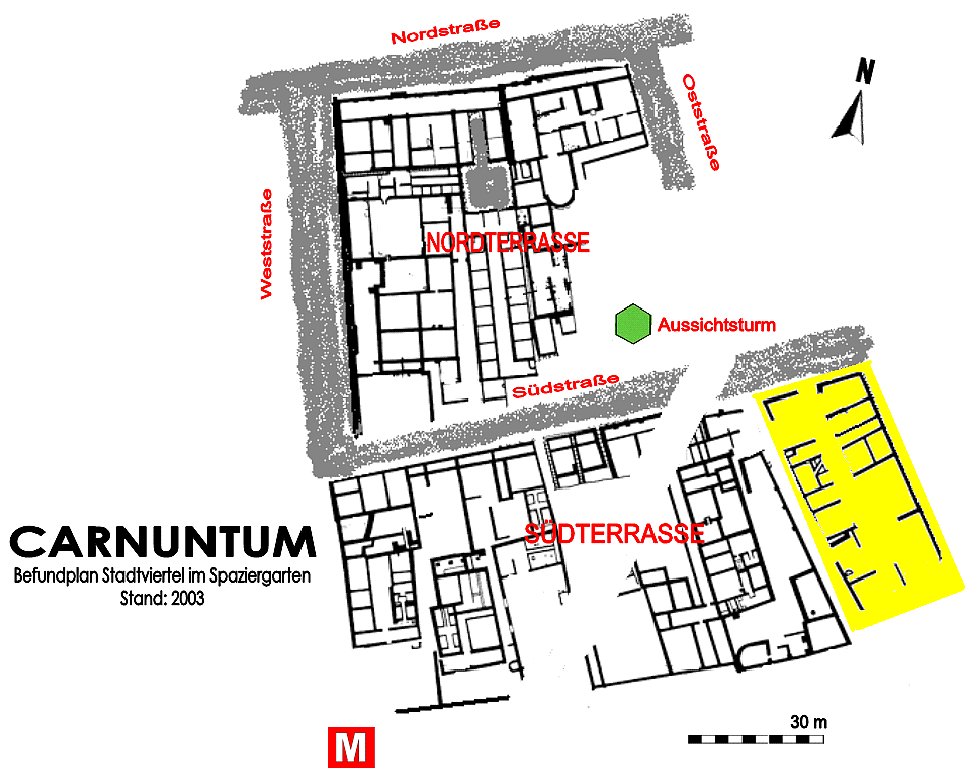
Spaziergarten, Lage Haus Va und Vb

Bei den Grabungen von 2011 konnten insgesamt vier Bauphasen festgestellt werden (1. bis 4. Jahrhundert n. Chr.).
Haus Va: Sein Areal wurde im späten 1. Jahrhundert wohl zur Gewinnung von Erdmaterial benutzt. Aus dem frühen 2. Jahrhundert stammen auch noch einige Pfostenlöcher und Balkengräben, die sich aber bislang nicht zu vollständigen Grundrissen ergänzen ließen. Am Ende des 2. oder zu Beginn des 3. Jahrhunderts entstand die Grundstruktur des Streifenhauses. Gleichzeitig wurde südlich ein Brunnenschacht angelegt. In Bauphase III wurde ein mit Holzbrettern eingefasster Kanal mit Anschluss an den Kanal der Südstraße angelegt. Er wurde später durch eine Rinne aus Bruchsteinen ersetzt, die mit schweren Sandsteinplatten abgedeckt war. Aufgrund der Zerstörungen durch das Erdbeben musste er aufgegeben werden, da der Kanal der Südstraße dabei ebenfalls schwer beschädigt worden war. In der Bauphase IV (ca. 300) wurden die bestehenden Mauern erneuert; in der Nordwestecke des Gebäudes wurde ein kleines Bad eingerichtet. Sein Abwasserkanal war mit Ziegelplatten ausgelegt und an den Kanal der Oststraße angeschlossen. Die Böden bestanden teilweise aus einem Mörtelestrich. Nach dem Erdbeben von 350 (Phase V) wurde das Gebäude umgebaut.
Haus Vb: Auch der Baugrund dieses Gebäudes wurde anfangs zum Abbau von Humus verwendet. Eine tiefe Grube am Rand der Südstraße könnte ein Brunnenschacht gewesen sein. In weiterer Folge wurde dort ein einfaches, nach Süden offenes hallenartiges Gebäude in Holzbauweise errichtet. Es wurde in Phase II wieder abgetragen und durch eine neue Halle in gleicher Ausrichtung ersetzt. In Bauperiode III wurde an derselben Stelle ein rechteckiges Fachwerkgebäude mit mehreren Räumen errichtet (14 × 11 Meter). An der Südstraße stand der zugehörige Brunnen. In Phase IV wurde das Haus auf den Fundamenten des Vorgängerbaus noch einmal völlig neu in Stein hochgezogen. Auch der Bereich an der Straße wurde mit einer Bruchsteinmauer eingefasst. In Phase V wurden die Hofmauern wieder abgebrochen und teilweise neu aufgebaut. Nach dem Erdbeben von 350 wurde in einem der Räume eine einfache Schlauchheizung mit einem T-förmigen Heizkanal eingebaut.

### Nordterrasse
Ihre Baustrukturen unterscheiden sich deutlich von denen auf der drei Meter höher gelegenen Südterrasse. Dort befanden sich drei eng miteinander verbundene Einzelobjekte. Im Westen steht die wieder aufgebaute Badeanlage, östlich die konservierten Grundmauern des Kammerbaus. Im Nordosten wurde zuerst ein kleines Dianaheiligtum rekonstruiert. Später stellte sich heraus, dass es in Wirklichkeit die Eingangshalle zur Villa Urbana war. Diese wurde ebenfalls wieder originalgetreu aufgebaut. Die südöstliche Ecke der Terrasse wurde bisher nicht freigelegt. An ihrem Nordrand wurde die mehrphasige Nordstraße (Verlauf Ost nach West) ergraben. Sie war von einem durchgehenden, heute an ihrer Südseite wiederhergestellten Portikus mit Gehsteig gesäumt. In ihm befanden sich die Eingänge zur Therme, zum gepflasterten Hof des Kammerbaus und zur Villa Urbana. Der Straßenbelag besteht aus Kalkstein- und Granitplatten und weist noch deutlich sichtbare Rillenspuren von Wagenrädern auf. Mittig verläuft ein 1,20 × 1,20 Meter messender Abwasserkanal aus dem 2. Jahrhundert mit doppeltem Ziegelplattenboden. Abgedeckt ist er mit zwei Tonnen schweren Kalksteinplatten. Er mündet an einer Kanalkreuzung in den Sammelkanal der Weststraße, der nach Norden in die Donau entwässert.

#### Portikus
Der sich von Osten nach Westen erstreckende Bau an der Südseite der Nordstraße wurde im 3. oder 4. Jahrhundert erbaut und diente als gedeckter Gehsteig, Eingangshalle für die dahinterliegenden Gebäude und Wetterschutz für kleine Verkaufsläden, Garküchen etc. Die Säulenschäfte des Bauwerkes bestehen aus weiß bemalten Holz, die Basen und Kapitelle aus Kalkstein, die Fundamente aus mit Kalkmörtel gebundenen Bruchsteinen (Leithakalk). Vermutlich war auch der nördliche Gehsteig der Nordstraße mit einem derartigen Portikus überbaut.

#### Villa Urbana

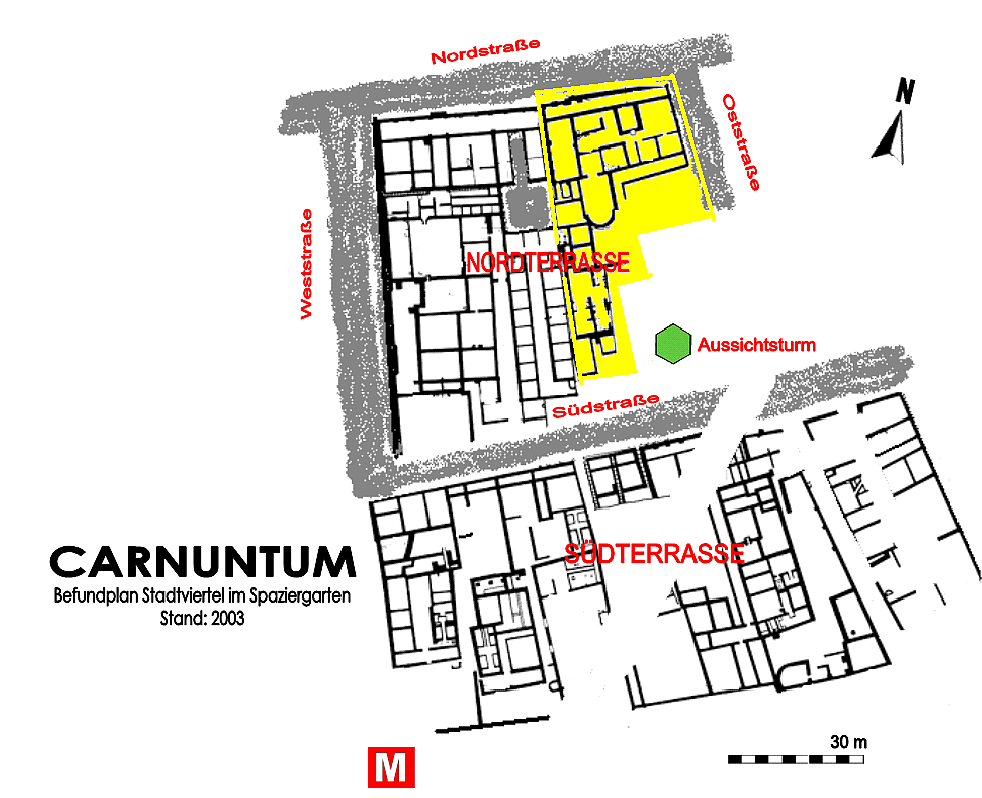
Spaziergarten, Lage Villa Urbana

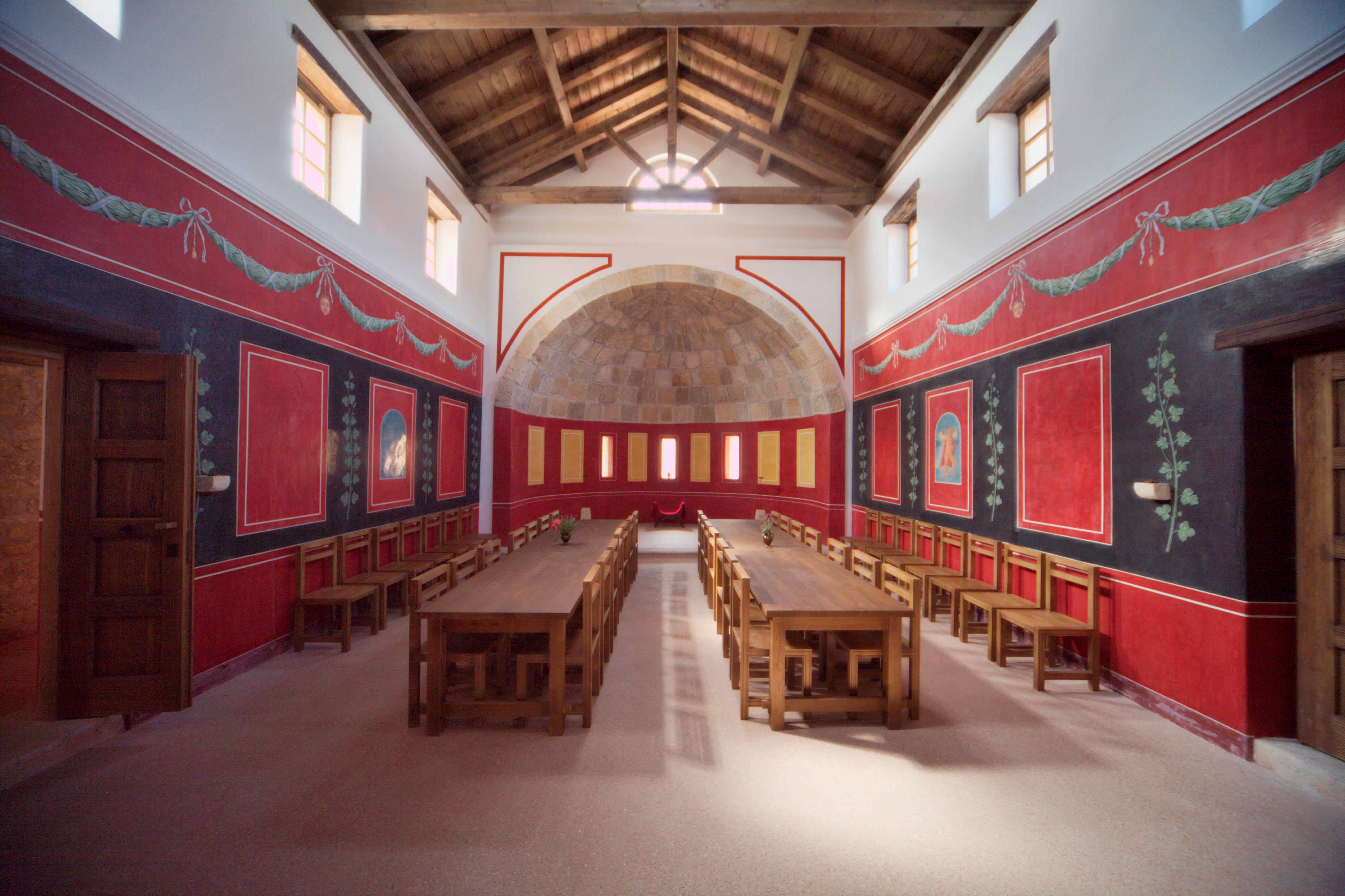
Großer Saal mit Apsis und originalgetreu rekonstruierten Wandmalereien in der Villa Urbana

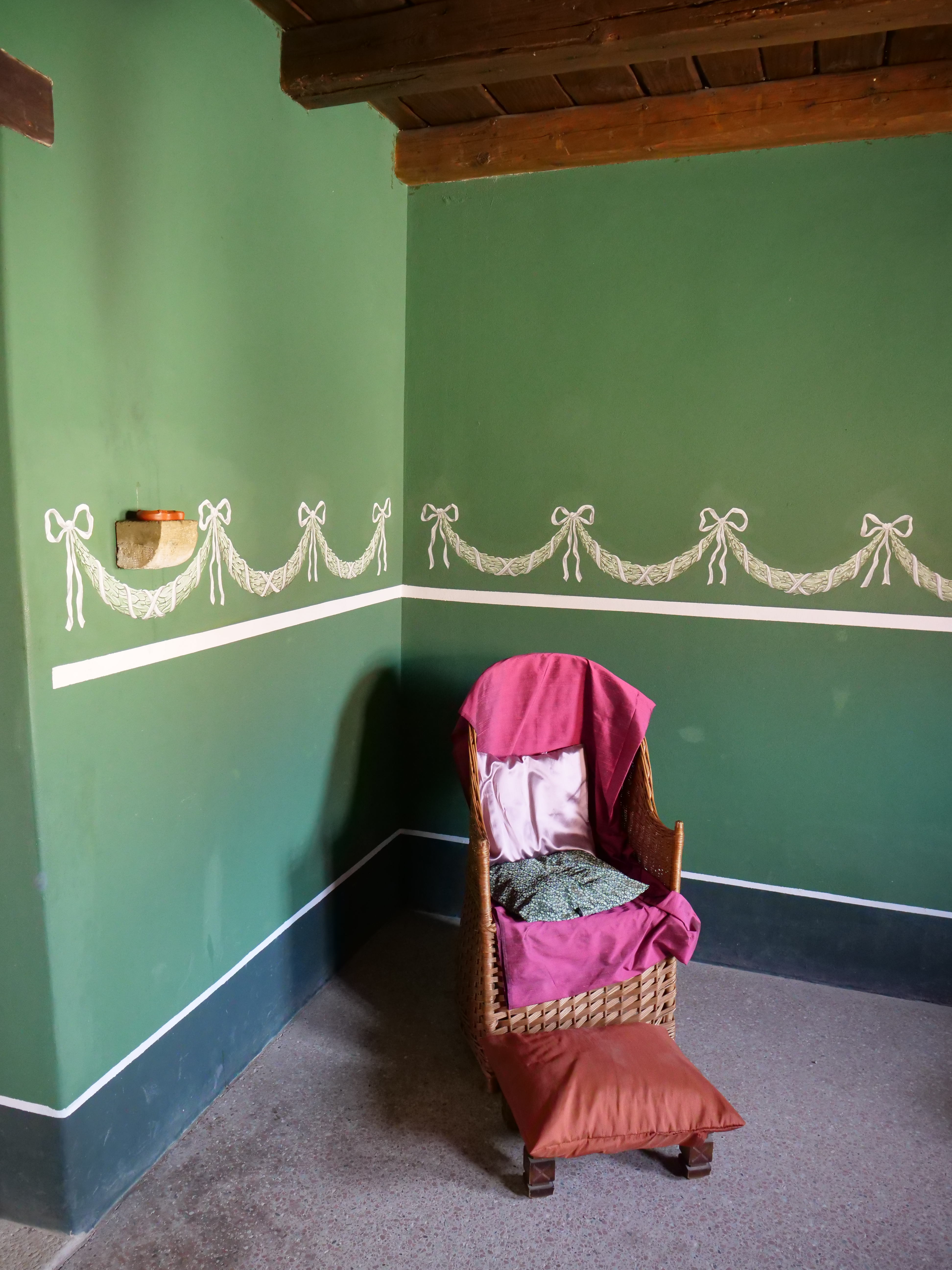
Mobiliar und Wanddekor

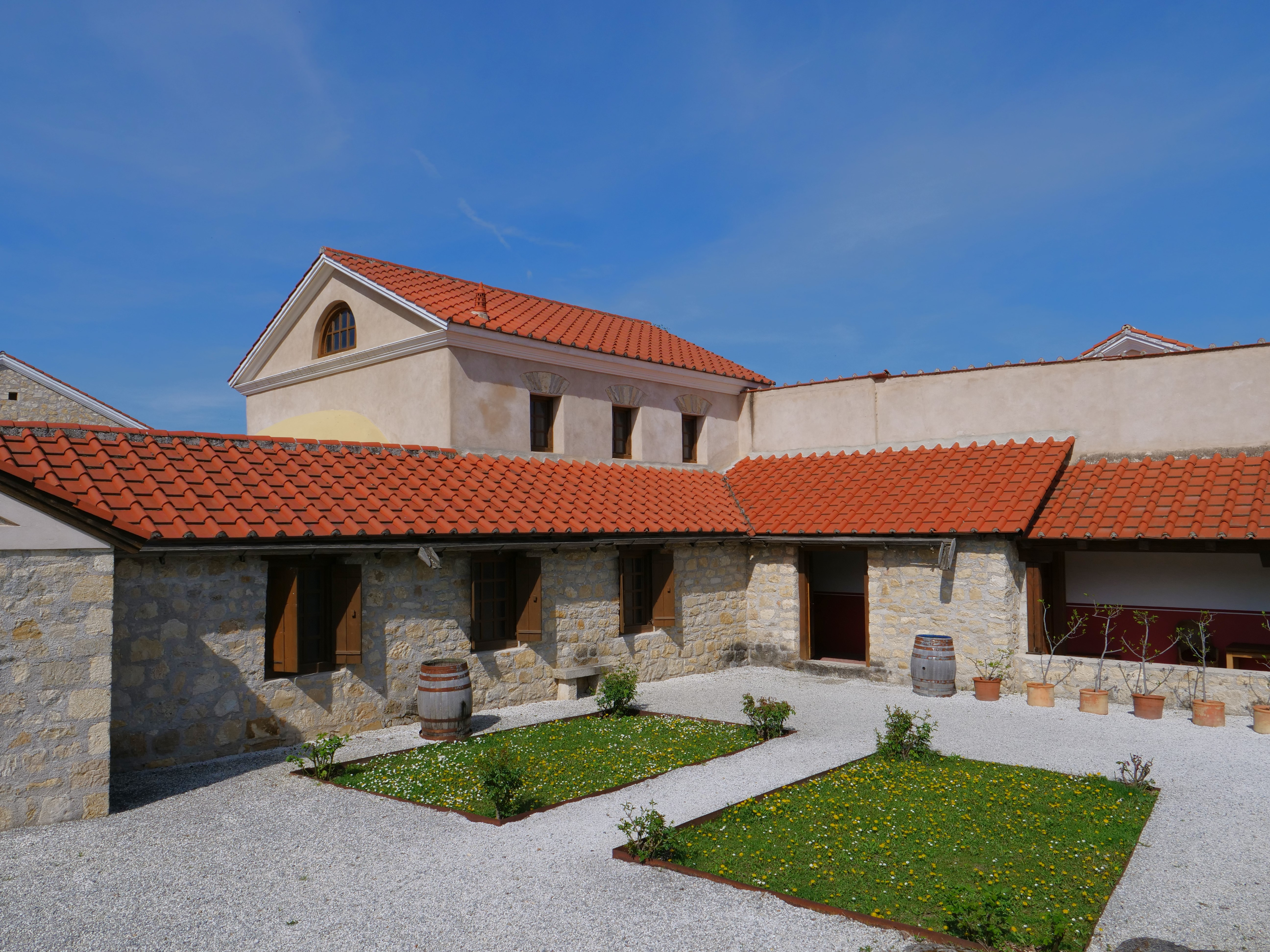
Gartenhofansicht der Villa

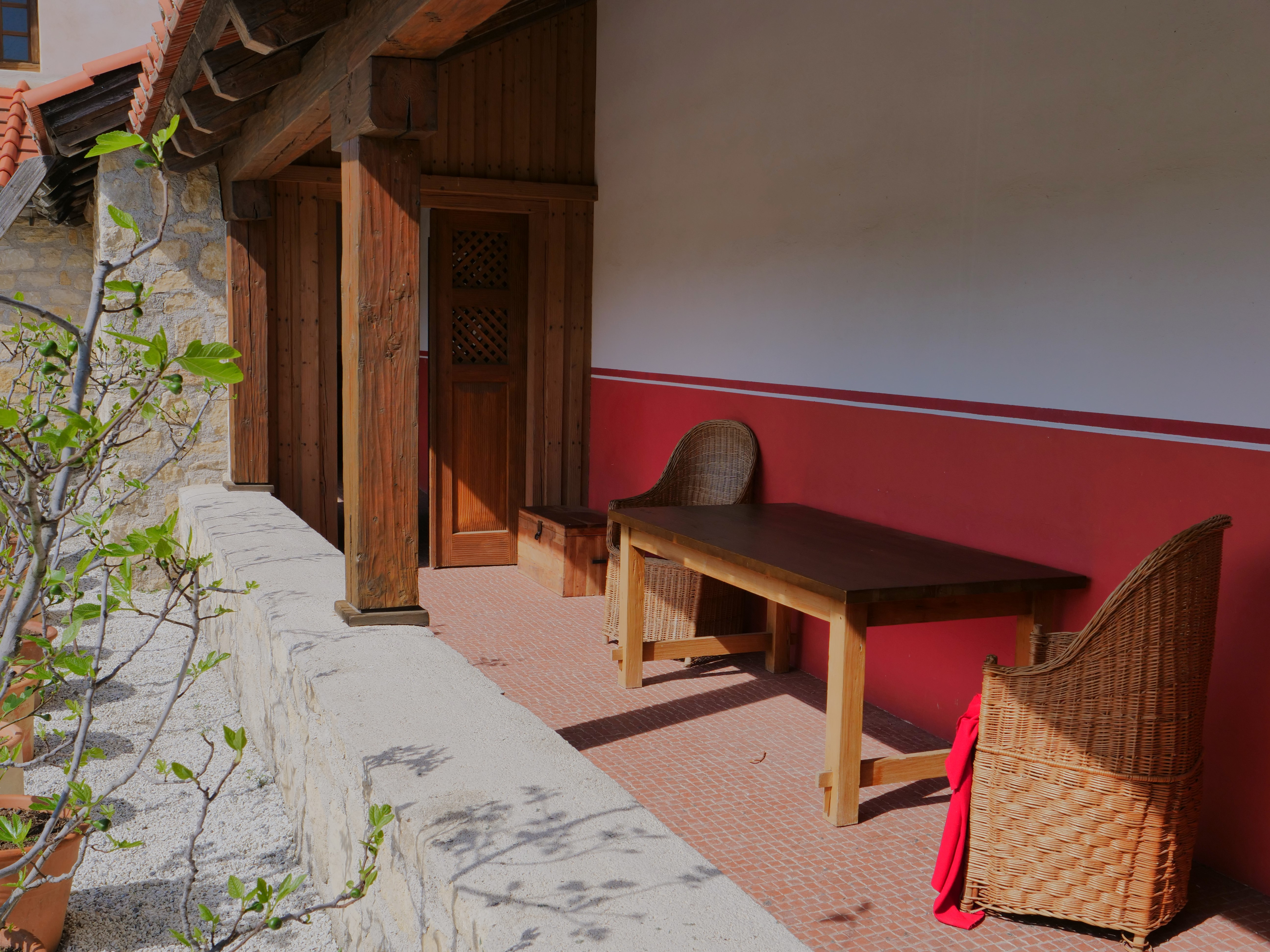
Veranda der Villa

2005 bis 2007 wurde nordöstlich des Kammerbaus ein repräsentatives Gebäude bis auf seinen südlichen Abschnitt vollständig ergraben. Es war das zweite Objekt im Spaziergarten, das ab 2008 mit den Mitteln der experimentellen Archäologie auf den Originalfundamenten mit voll funktionstüchtiger Infrastruktur wiedererrichtet wurde. Die Fläche der rekonstruierten bzw. wiederaufgebauten Gebäude beträgt rund 600 Quadratmeter, wobei lediglich die Repräsentationsräume berücksichtigt wurden, und entspricht der Ausbaustufe um 295 n. Chr. (Phase V). Der gesamte Gebäudekomplex erstreckte sich ursprünglich wohl bis zur Stützmauer der Südstraße. Genauere archäologische Untersuchungen stehen dort noch aus. Anders als beim Haus des Tuchhändlers Lucius fehlten epigraphische Hinweise, die Aufschluss über die damaligen Bewohner des Stadtpalais geben könnten. Ein außerordentlicher Glücksfall für die Wissenschaft war der Fund von über 30 Quadratmetern reich dekorierter Wandmalerei. Der bemalte Wandverputz war in einer späteren Bauphase abgeschlagen und mit dem Bauschutt einplaniert worden. Entsprechend aufwändig gestaltete sich die Zusammensetzung der Bruchstücke zu einer verwendbaren Vorlage. Nach jahrelanger akribischer Kleinstarbeit gelang es, das ursprüngliche Aussehen der Wandmalerei weitgehend zu rekonstruieren. Auch Skulpturenfragmente sowie Reste von Marmorvertäfelungen zeugen von einer überaus luxuriösen Ausstattung der einzelnen Räume.
Der heute als villa urbana bekannte Komplex umfasste insgesamt acht Bauphasen und etliche kleinräumige bauliche Veränderungen.
Phase I-VIII: Im letzten Drittel des 1. Jahrhunderts n. Chr. standen anfangs mehrere einfache Holzpfostengebäude. Vermutlich wurde eines davon zur Gewinnung, vielleicht auch zur Lagerung (Lufttrocknung) von Lehm- und Erdziegeln verwendet. Im ersten Drittel des 2. Jahrhunderts wurden die Pfostenbauten durch einen langrechteckigen, nach Ostwesten orientierten Kernbau in Steinbauweise ersetzt (Phase II). Eine Rutenputzwand trennte ihn in eine Ost- und eine Westhälfte. Sowohl die West- als auch Ostmauer ragten über die südlichen Gebäudeecken hinaus. In einem umfriedeten Hofbereich stand ein weiteres Gebäude. Weiters befanden sich dort eine Herdstelle, ein in den Boden eingetieftes Vorratsgefäß und ein Gebäude aus Lehm- und Erdziegeln. Zwischen den beiden Bauten war ein Brunnen gegraben worden, mit der Zerstörung des Lehm-Erde-Gebäudes wurde er aufgegeben. Unmittelbar nördlich der Steinbauten stand ein von Osten nach Westen orientierter Pfeilerbau. Am westlichen Ende befand sich ein kastenförmiger Brunnenschacht. Im Westen und Norden war der Pfeilerbau von einer freiliegenden Schotterfläche umgeben, die etwas zur Nordstraße abfiel. In der Mitte des 2. Jahrhunderts wurden der Pfeilerbau und der Hof mit einer Bruchsteinmauer umgeben. Rund um den Kastenbrunnen entstand eine Brunnenstube, der im Norden und Westen Hofflächen vorgelagert waren. Der Kernbau der Phase II wurde während der Phase III zweimal umgestaltet. Er erhielt unter anderem ein Zimmer mit Schlauchheizung, andere Räume waren mit weiß-roter Streifenmalerei ausgeschmückt. Die Hofflächen waren geschottert. Südlich des überdachten Kernbaus standen vielleicht Unterstände oder Hütten, die möglicherweise zur Lagerung und Verarbeitung von Getreide dienten.
Anfang des 3. Jahrhunderts wurden der Pfeiler- und der Kernbau durch ein Gebäude mit drei beheizbaren Räumen ersetzt. Südlich der Straßenhalle waren die zugehörigen Infrastrukturbereiche und Präfurnien angeordnet. Den Zugang bildete nun ein quadratisches vestibulum mit einem nach Süden anschließenden Korridor. Nach Auflassung des Kastenbrunnens diente die Brunnenstube wohl als Quartier für die am Bau beteiligten Handwerker und Bauarbeiter. In einem der Höfe konnten die Reste von fünf Kuppelöfen freigelegt werden. An der Oststraße wurde die sogenannte Osthalle errichtet, die sich im Süden an eine Veranda aus Phase III anschloss und den dazugehörigen Hof nach Osten begrenzte. Im Süden konnte ein kleines Bad freigelegt werden, das aus einem hufeisenförmigen Kaltwasserbecken und im Osten aus teilweise beheizbaren Räumen bestand.
Am Ende des 3. Jahrhunderts wurden das Badehaus mit der westlichen Straßenhalle verbunden, ein zweiräumiges Nebengebäude errichtet und die Osthalle mit einer großen Freitreppe sowie dem Anbau einer Apsis an den Hauptraum aus Phase IV noch beträchtlich erweitert. In den Westgang integrierte man eine beheizbare, nach Osten ausgerichtete Loggia. Mosaikpavimenten in mehreren Räumen, Skulpturenfragmente, Reste von Marmorvertäfelungen und zahlreiche Putzfragmente mit Wandmalereien zeugen von einer aufwendigen Innenausstattung. Dennoch ist die Funktion des Gebäudes in Bauphase V noch unklar. Einige architektonische Merkmale und die Wanddekorationen lassen entweder den Sitz eines Vereins (collegium, schola) oder – wahrscheinlicher – die Residenz eines reichen Magnaten annehmen.
Wegen der offensichtlich massiven Zerstörungen durch die Erdbebenkatastrophe in der Mitte des 4. Jahrhunderts kam es an der Villa zu massiven Umbauten. Vor allem im südlichen Korridorbereich konnten an mehreren Stellen diverse Reparaturmaßnahmen beobachtet werden. Die älteren Hypokausten wurden zugeschüttet, teilweise mussten die Heizanlagen völlig neu errichtet werden. Besonders die Osthalle wies gröbste strukturelle Schäden auf, die erst durch umfangreiche Reparaturen behoben werden konnten. Unter anderem wurde der Boden erneuert und im Norden der Halle eine Art Pfostenbau aufgestellt. Vermutlich war das Dach zu diesem Zeitpunkt nicht mehr oder nur noch zum Teil intakt. Auch der Badetrakt wurde, im Grundriss etwas verändert, neu errichtet. In den zeitgleichen Planierschichten befanden sich große Mengen von Fragmenten hochqualitativer Wandmalerei, die wohl aus Bauphase IV oder V stammten. Unter dem Zerstörungsschutt eines Hofes befand sich ein umgestürzter, dem Silvanus Silvestris gewidmeter Altar.
An der Wende vom 4. zum 5. Jahrhundert wurde im Norden der nun ruinösen Osthalle ein rechteckiges Gebäude errichtet. Es war in die Struktur der Osthalle der Phase IV-V integriert, deren Mauerbestand teilweise weiterverwendet, teilweise aber auch durch neu errichtete Trockenmauern ergänzt wurde. Die Ausgräber gingen davon aus, dass die neu adaptierte Osthalle zu dieser Zeit in einen eigenständigen Bau umfunktioniert worden war. Seine Funktion ist jedoch unklar. Diverse Funde lassen annehmen, dass er vorrangig als Wohngebäude diente. Andere Teile der Villa waren zu diesem Zeitpunkt wohl schon stark verfallen oder abgerissen worden. Phase VIII kann wohl bereits als nachrömisch angesehen werden. Große Teile der Villa wurden in dieser Zeit durch Steinraub zerstört. Der rechteckige Bau in der Osthalle scheint zu einem noch nicht näher bestimmbaren Zeitpunkt aber noch einmal einer neuen Nutzung zugeführt worden zu sein.

#### Therme der Zivilstadt (Haus VI)

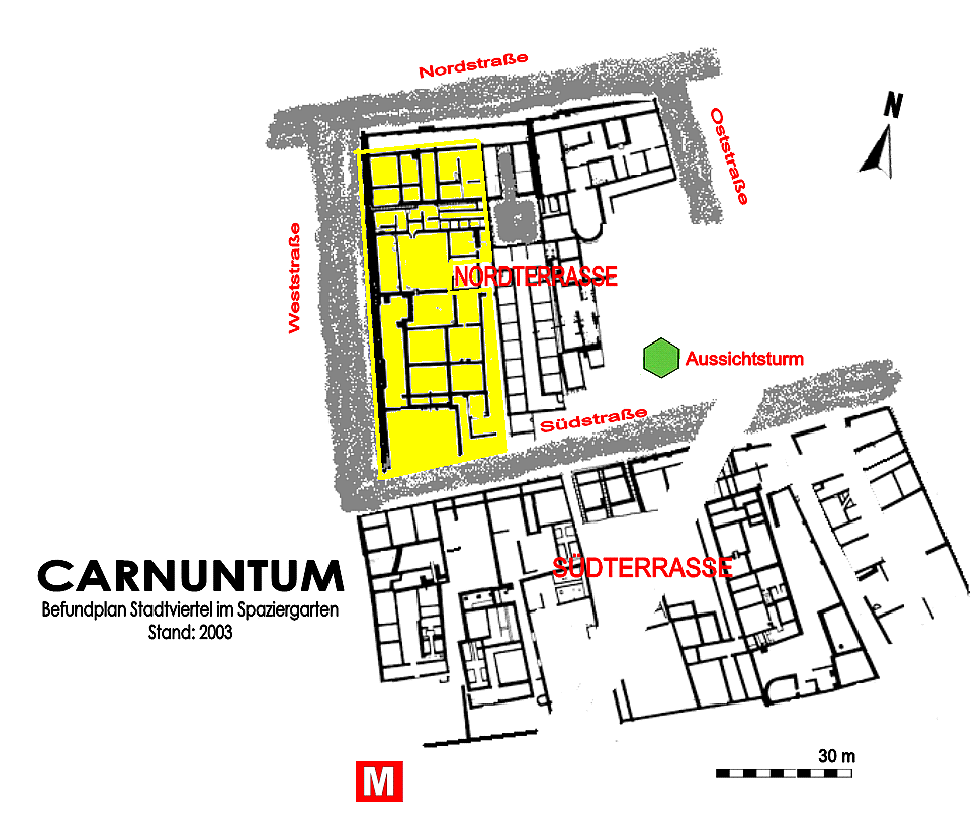
Spaziergarten, Lage Kleine Therme

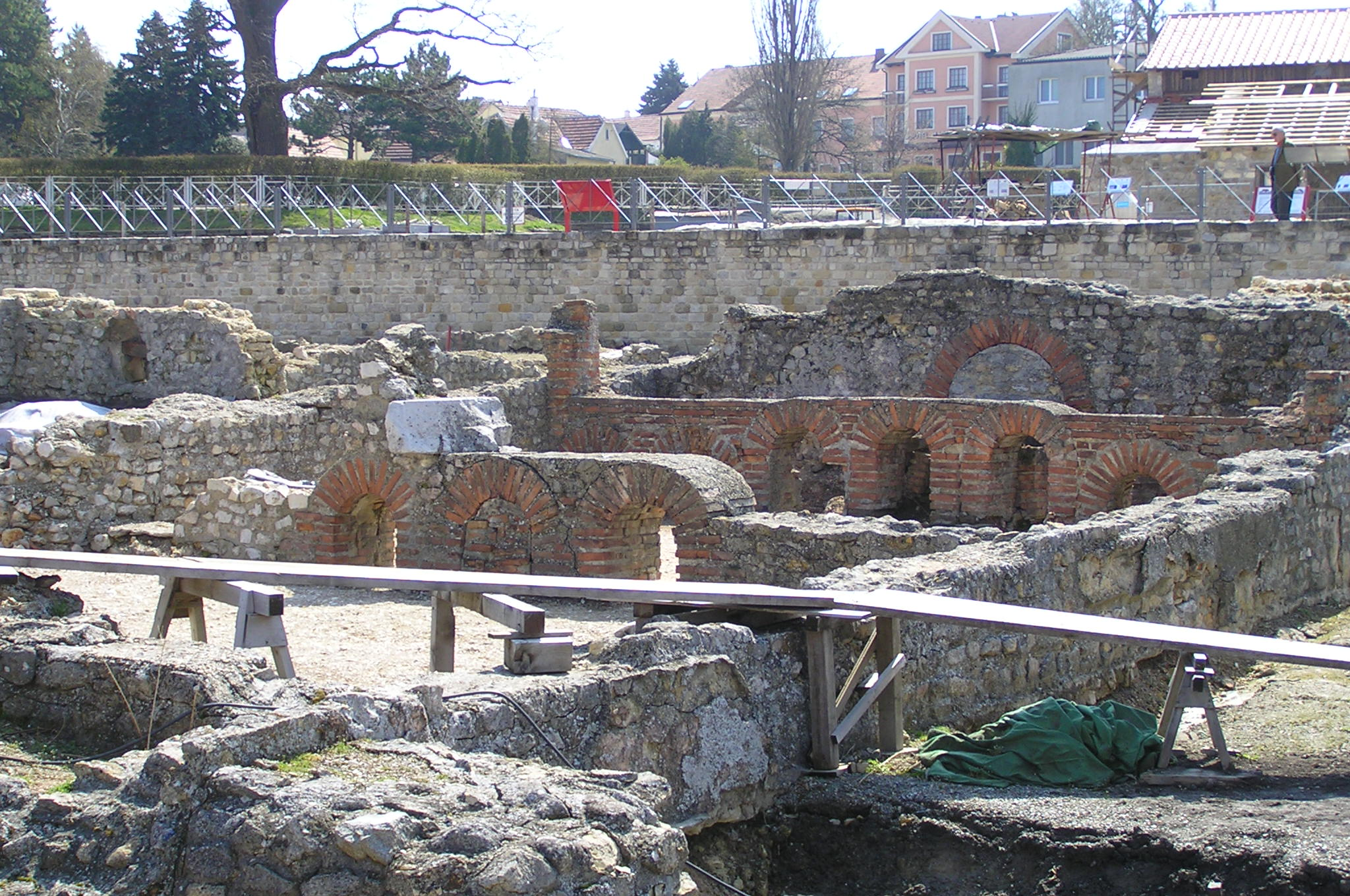
Die Überreste der kleinen Therme im Archäologiepark Carnuntum vor ihrem Wiederaufbau

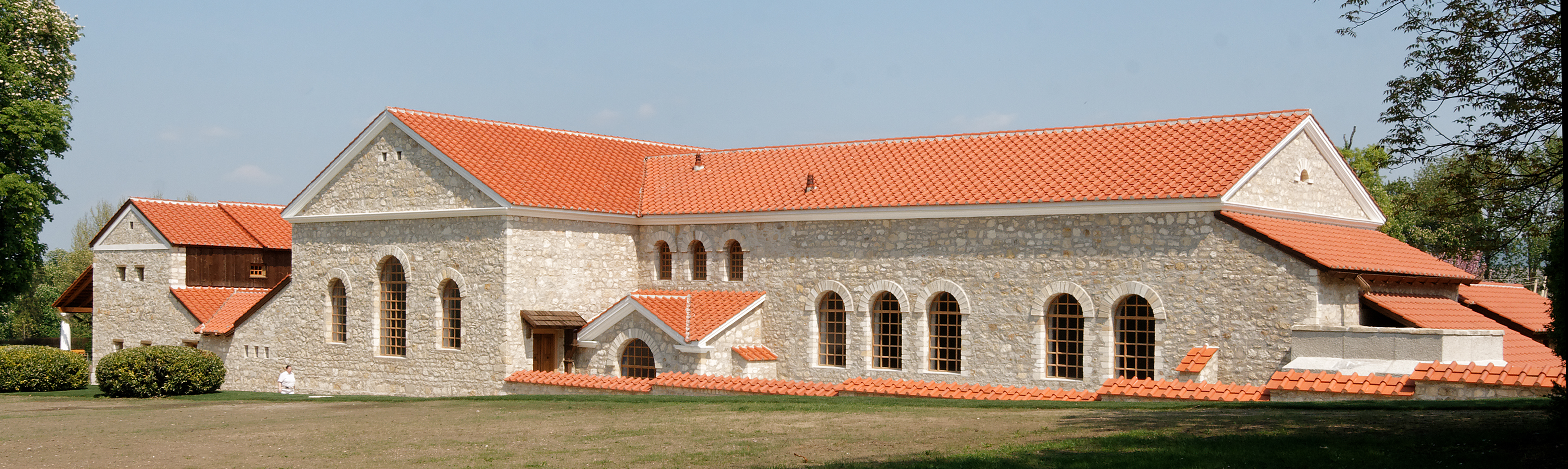
Wiederaufgebaute Therme, Südwestansicht

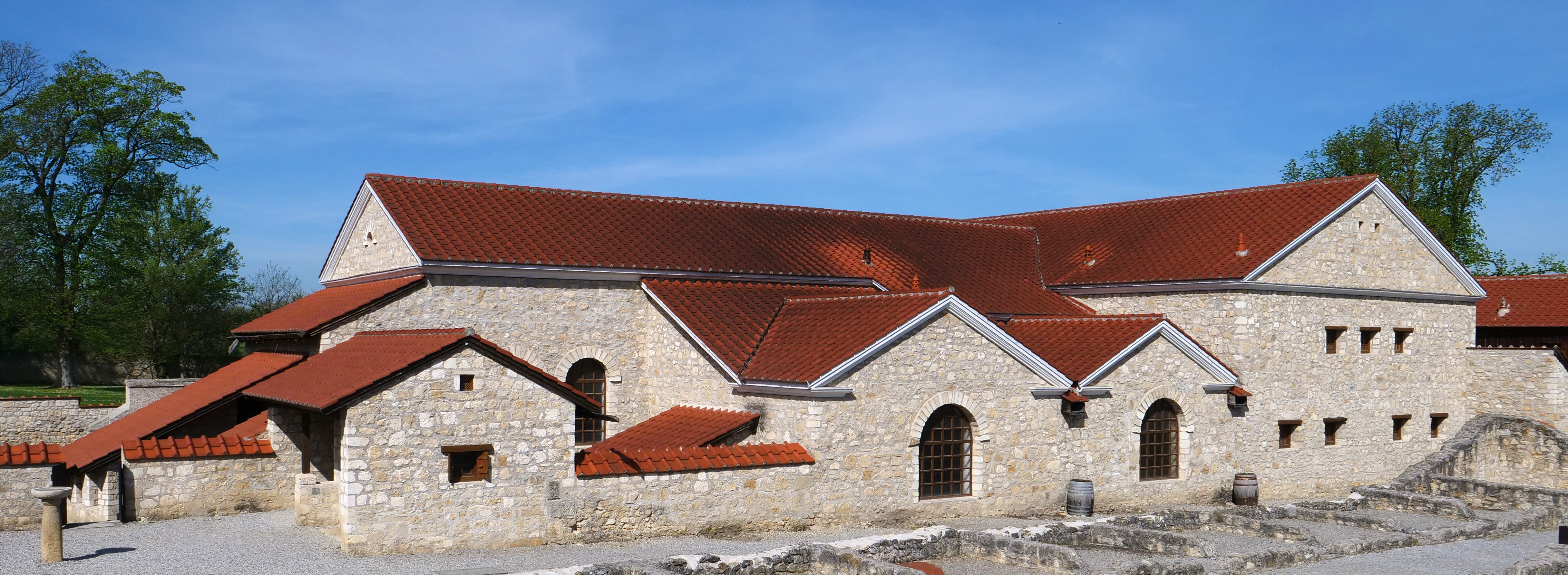
Therme, Ansicht der Rekonstruktion von Südosten

Dieses Gebäude war das dritte Objekt im Spaziergarten, das ab 2011 mit den Mitteln der experimentellen Archäologie auf den Originalfundamenten mit voll funktionstüchtigen Heiz- und Badeanlagen wiedererrichtet wurde. Das Gebäude steht im Westteil der Insula und erstreckt sich von der Süd- bis zur Nordstraße. Es wurde wohl im Rahmen einer umfassenden Erneuerung der öffentlichen Infrastruktur des Municipiums zwischen 117 und 125 n. Chr. erbaut. Beim Bau waren hauptsächlich Soldaten als Arbeitskräfte eingesetzt. Die Wasserversorgung erfolgte über ein unterirdisches Wasserbecken mit mehreren Kanälen als Zu- und Ableitungen südwestlich der Weststraße. Im 4. Jahrhundert wurde die Therme noch einmal aufwendig renoviert. Sie blieb mit geringen Umbauten, wie Umgestaltung einzelner Räume, Erneuerung der Kanäle und der Praefurnien, bis in das späte 4. Jahrhundert in Betrieb.
Der Thermenkomplex beansprucht eine Fläche von rund 1500 Quadratmetern. Er setzt sich aus mehreren Raumgruppen zusammen, die durch die Eingangshalle (basilica thermarum) im Norden (an der sogenannten Nordstraße) zu betreten waren. Sein funktionaler Kern bestand aus vier mit Fußbodenheizungen ausgestatteten Räumen, Heißbad (caldarium), Laubad (Tepidarium) und einem beheizten Durchgangsraum, die über zwei große Präfurnien im Südtrakt des Komplexes befeuert wurden. Sie erwärmten auch einen kupfernen Warmwasserkessel. An der Südwand der Badehalle stand ein Warmwasserbecken (piscina). Dort spielte sich der eigentliche Badebetrieb ab. Westlich, südlich und östlich davon befanden sich Personal- oder Betriebsräume. Dort wurde unter anderem das Brennholz für die Präfurnien gelagert. Im Westteil befand sich ein kleines, marmorgetäfeltes Kaltwasserbecken. Die Wände der Besucherräume waren ebenfalls mit Marmor dekoriert sowie mit Stuckarbeiten und Wandmalereien verziert. Ihre Böden waren mit Mosaiken belegt. Im Norden waren den Baderäumen zwei den Zugangskorridor flankierende Vierraumgruppen angefügt. Die östliche Gruppe konnte als Garküche identifiziert werden. Sie scheint zweimal abgebrannt und danach erneuert worden zu sein. Die westlichen Räume hatten wohl eine ähnliche Funktion. In der Therme befand sich auch ein kleiner Übungsplatz zur Körperertüchtigung (palaestra). Im Nordwestbereich stand eine ans öffentliche Kanalnetz angeschlossene Latrine mit 16 Sitzplätzen. Sie wurde über einen Kanal gereinigt, in dem ständig Frischwasser floss und der an den Sammelkanal unter der Weststraße angeschlossen war.
Als die Therme errichtet wurde, existierte in Carnuntum noch kein öffentliches Wasserleitungsnetz. Das für die Thermen benötigte Brauchwasser wurde von einem im Süden des Areals gelegenen, mit Holzbohlen ausgekleideten Brunnen geliefert. Zusätzliches Wasser für den Brunnen wurde aus einer langen, unterirdisch verlegten Sickergalerie bezogen. Südwestlich der Therme stand ein Hochbehälter, von dem Druckwasserleitungen in den Warmwasserkessel und zu den Wasserbecken in der Therme führten. Der Brunnen wurde im späten 2. Jahrhundert aufgegeben, sein Schacht zugeschüttet. Die Badeanlage war damals an die inzwischen entlang der Weststraße errichtete öffentliche Wasserleitung angeschlossen. Erst in der Spätantike erfolgte, vielleicht nach einer Beschädigung durch das Erdbeben von 350, ein größerer Umbau. Dabei wurden die Praefurnien verkleinert, der Anschluss zur öffentlichen Wasserleitung wurde gekappt. Auch das große Warmwasserbecken in der Badehalle wurde entfernt. Einzelne Räume konnten zwar weiter beheizt werden, die hohen Temperaturen für einen geregelten Badebetrieb waren jedoch nicht mehr zu erreichen. Das Gebäude diente nun vielleicht teilweise als Wohnhaus.
Rekonstruktion: Für den Wiederaufbau wurden rund 1200 Kubikmeter Steinmaterial verbaut. Sämtliche Arbeitsschritte wurden in Handarbeit vollzogen. Die Originalmauern sind unter den neu errichteten Steinmauern unversehrt erhalten und bestehen aus Kalksandstein von Mannersdorf am Leithagebirge. Das Dach wurde mit reproduzierten Halbrund- und Leistenziegeln (tegulae, imbrices) gedeckt. Die Verglasung besteht aus nach antikem Vorbild hergestelltem trüb-milchigem Gussglas, von dem bei den Grabungen geborgene Fragmente als Anschauungs- und Vergleichsmaterial herangezogen werden konnten. Für Dachstühle, Fensterrahmen, Türstürze etc. wurde überwiegend mit dem Beil zugerichtetes Altholz aus dem 19. Jahrhundert verwendet. Die Mehrzahl der Baderäume ist mit einer voll funktionstüchtigen Hypokaustenheizung versehen. Sie und die Installation der Wasserversorgung waren die größten Herausforderungen bei den Rekonstruktionsarbeiten. Heizversuche beim Haus des Lucius und bei der Villa urbana lieferten zwar praktische Erfahrungswerte über die Funktion einer römischen Hypokaustheizung, allerdings nicht für Bauvorhaben in dieser Größenordnung. Die Überreste der originalen Heizungsanlage zeigen, dass die Tonplattenstützen, die den Fußboden trugen, aufeinandergeschichtet wurden. Bei der Herstellung der Tonplatten vermischten die Archäologen lokalen Lehm mit Sand und Stroh. Die Tonziegel müssen einen hohen Druck aushalten und feuerfest sein. Bei der Fertigung der Bodenplatten werden die Tonpatzen aus geringer Höhe in die Holzformen geworfen. Dadurch verbindet sich die Masse besonders gut. Für die Rekonstruktion der Hypokaustheizung wurden über 1000 genormte Platten und Hohlziegel benötigt (pi pedalis). Die Möblierung wurde nach Abbildungen auf provinzialrömischen Reliefs und Funden aus anderen Badeanlagen der nördlichen Provinzen gefertigt bzw. zusammengestellt.

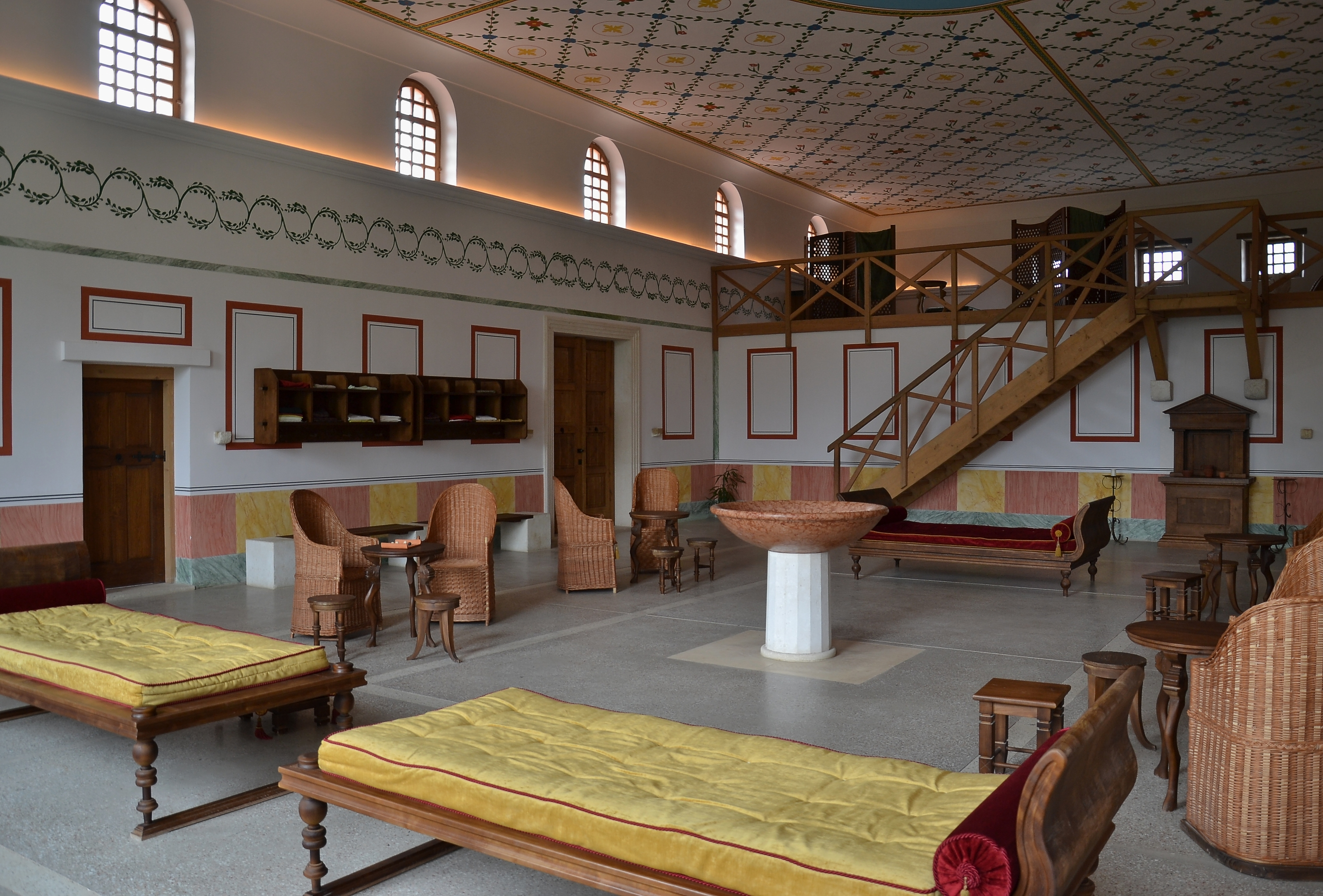
Zentralhalle (Basilica thermarum)
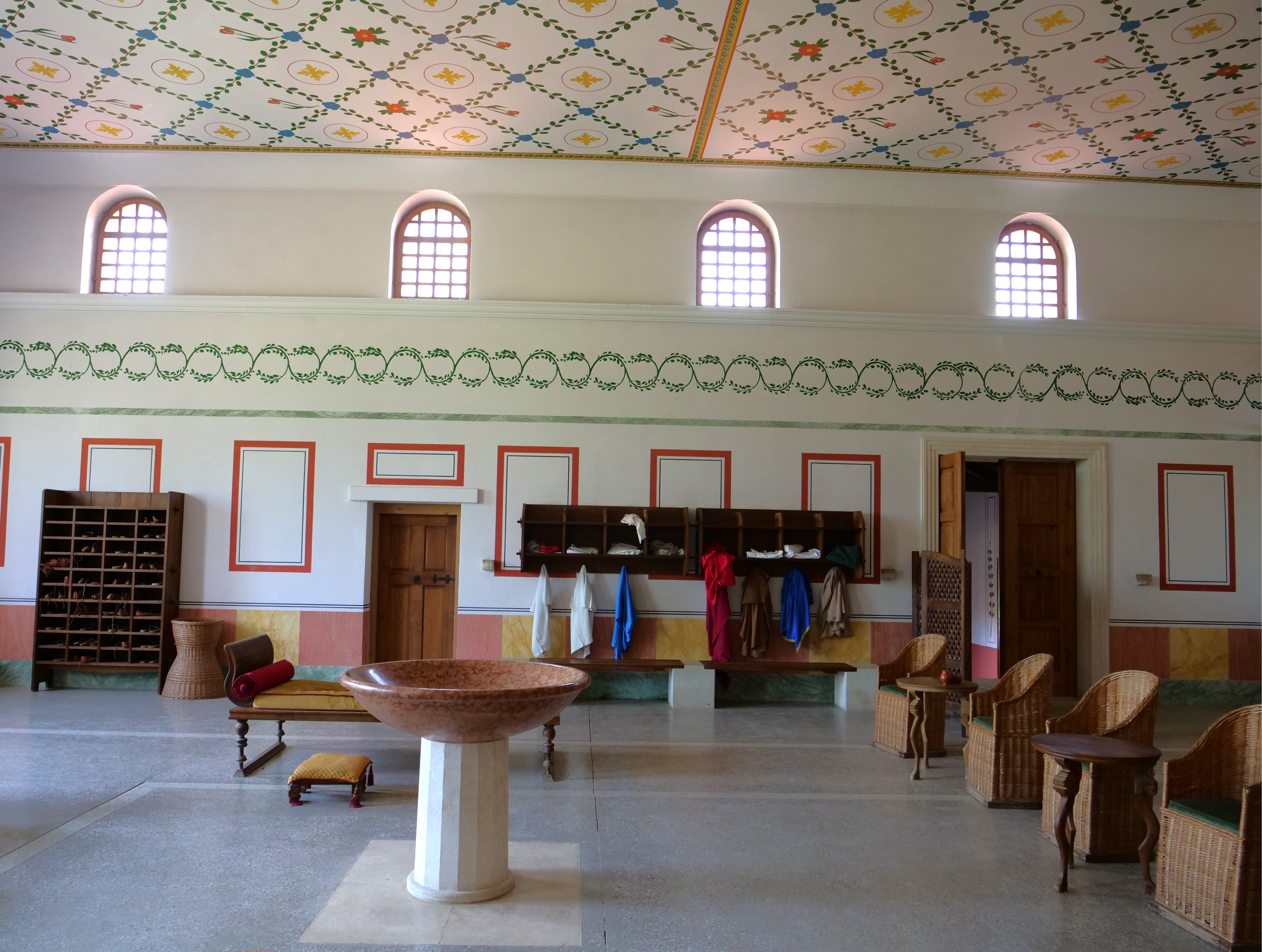
Basilica-Impression von Süden
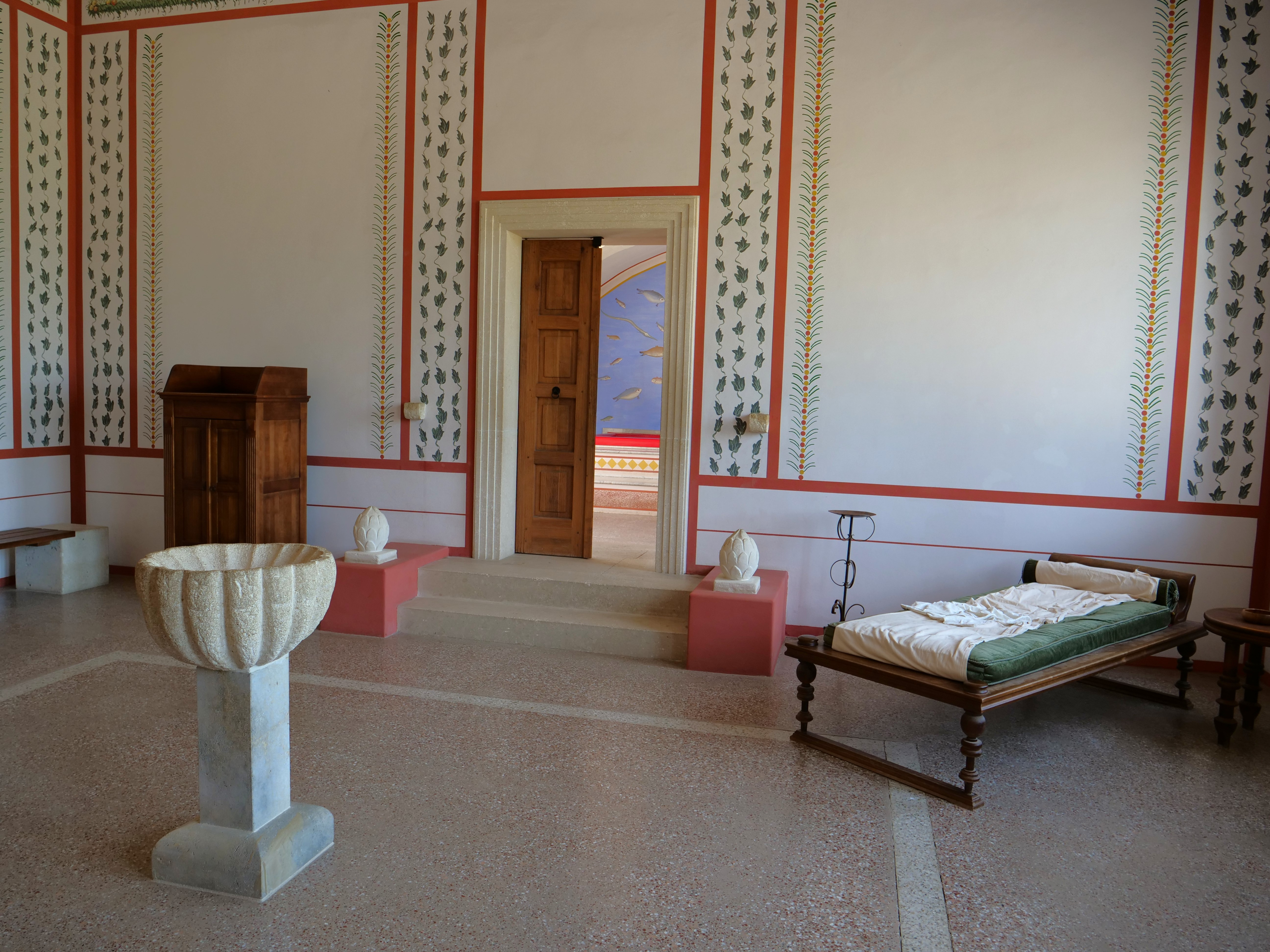
Zugang zu den Bädern
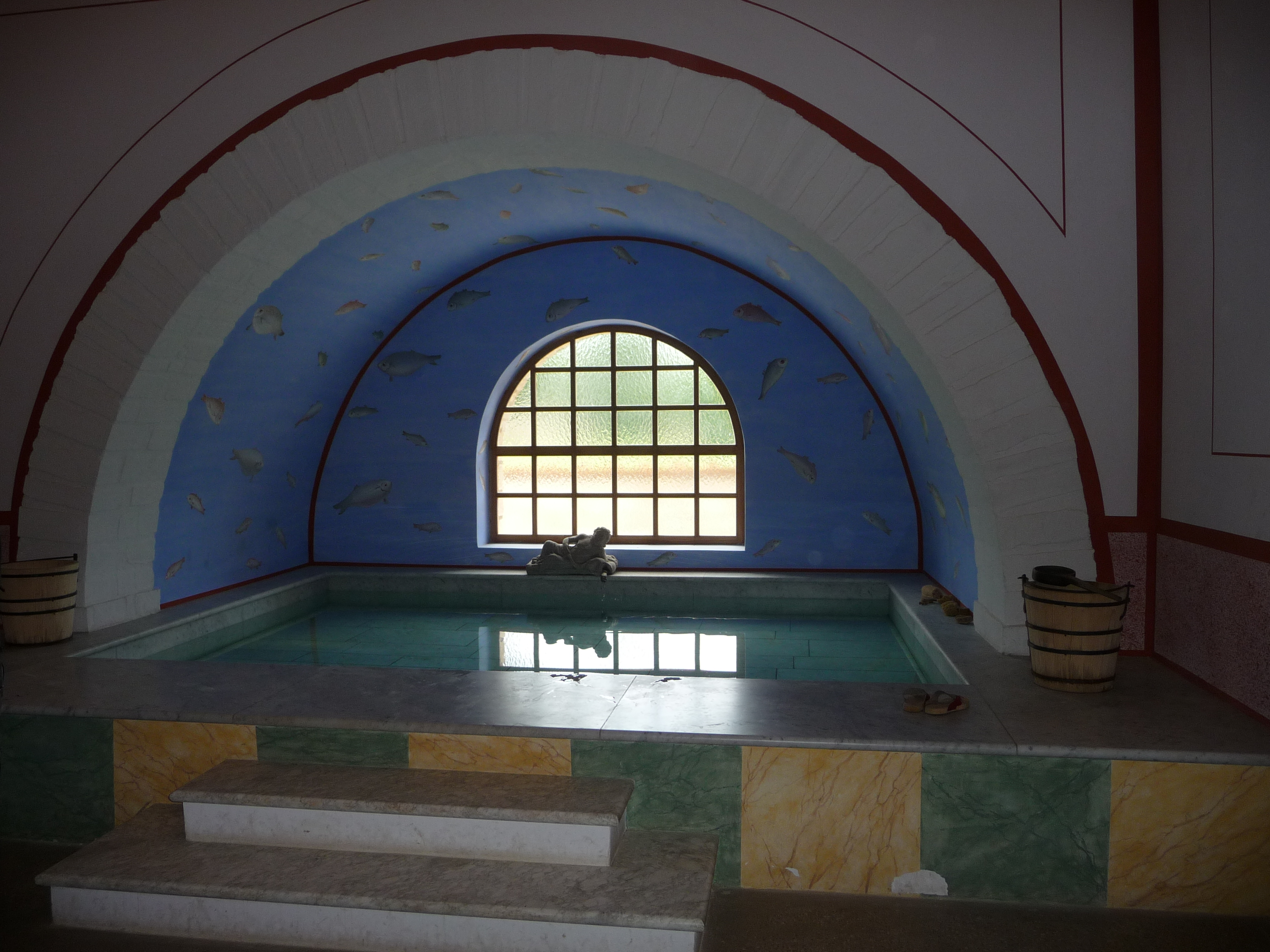
Kaltwasserbecken
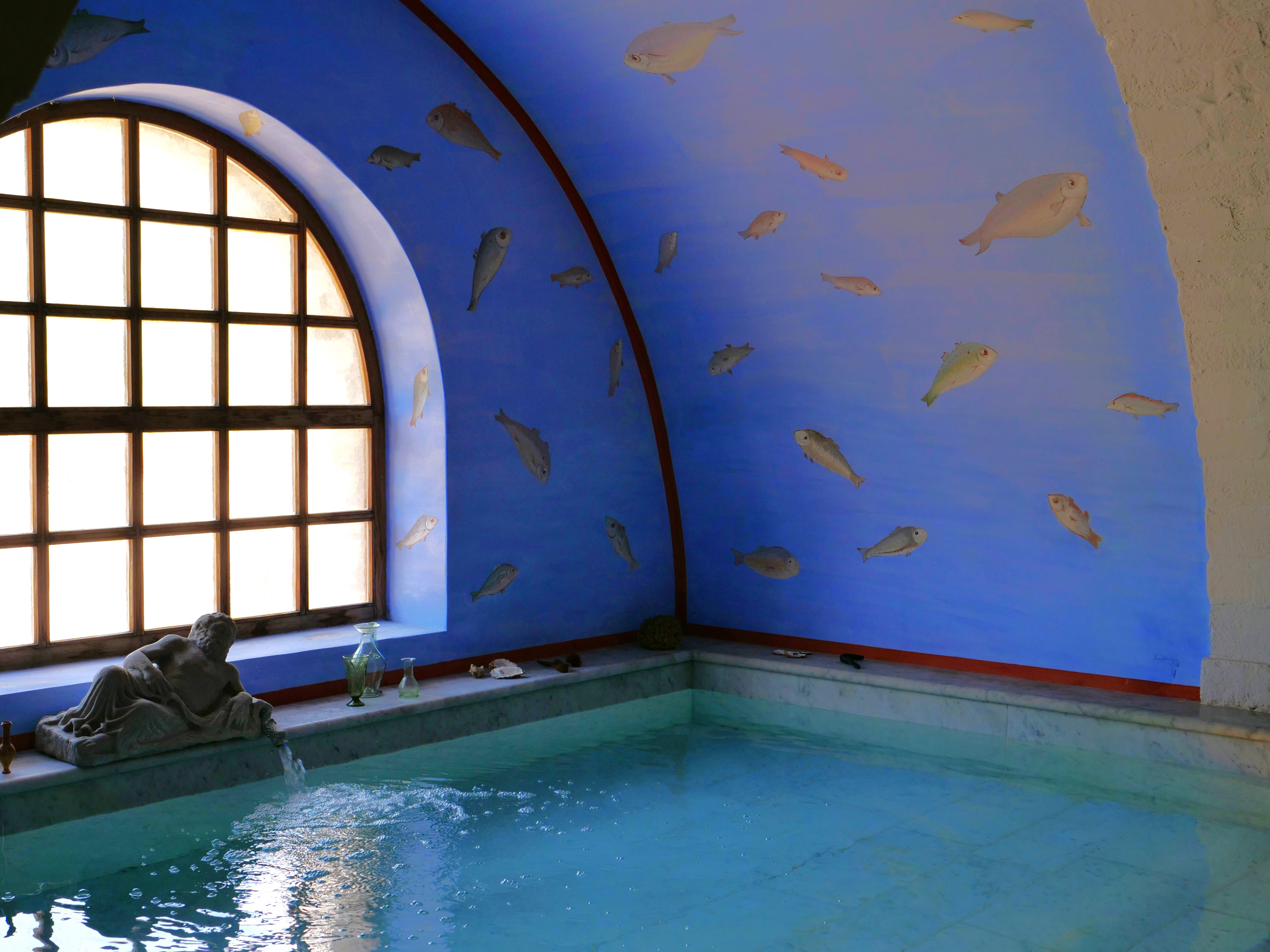
Kaltwasserbecken
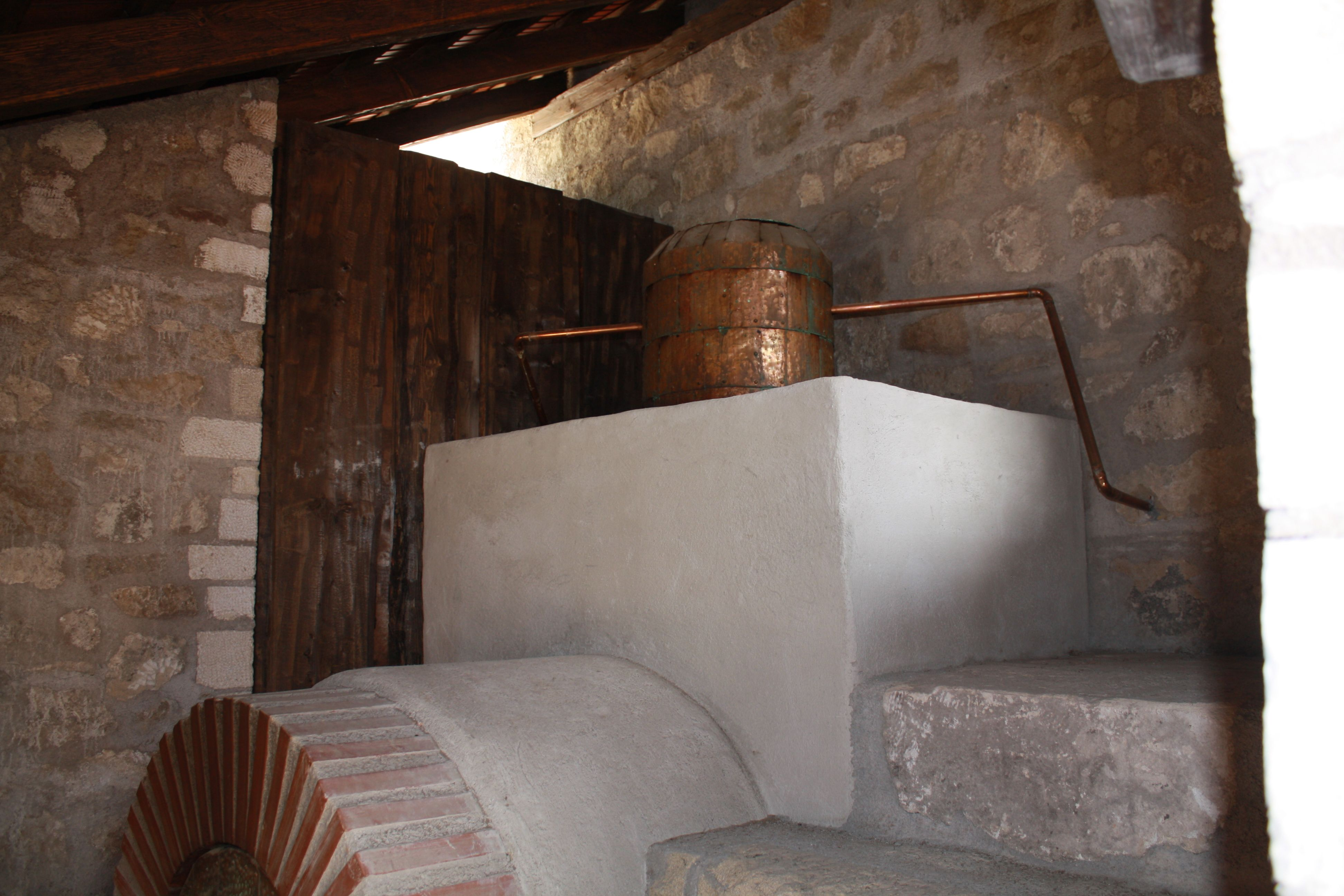
Praefurnium und Warmwasserkessel der Therme
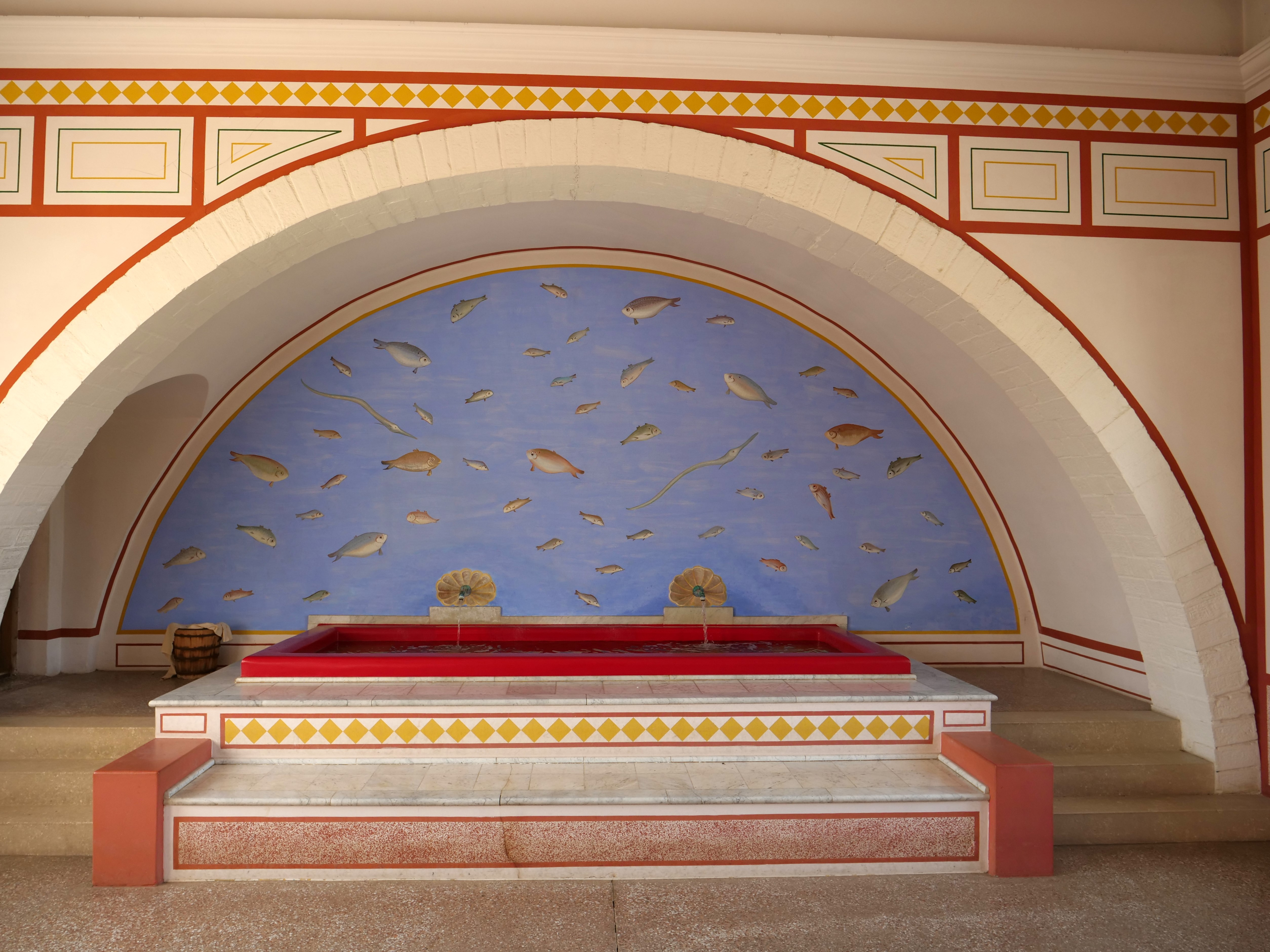
Warmwasserbecken
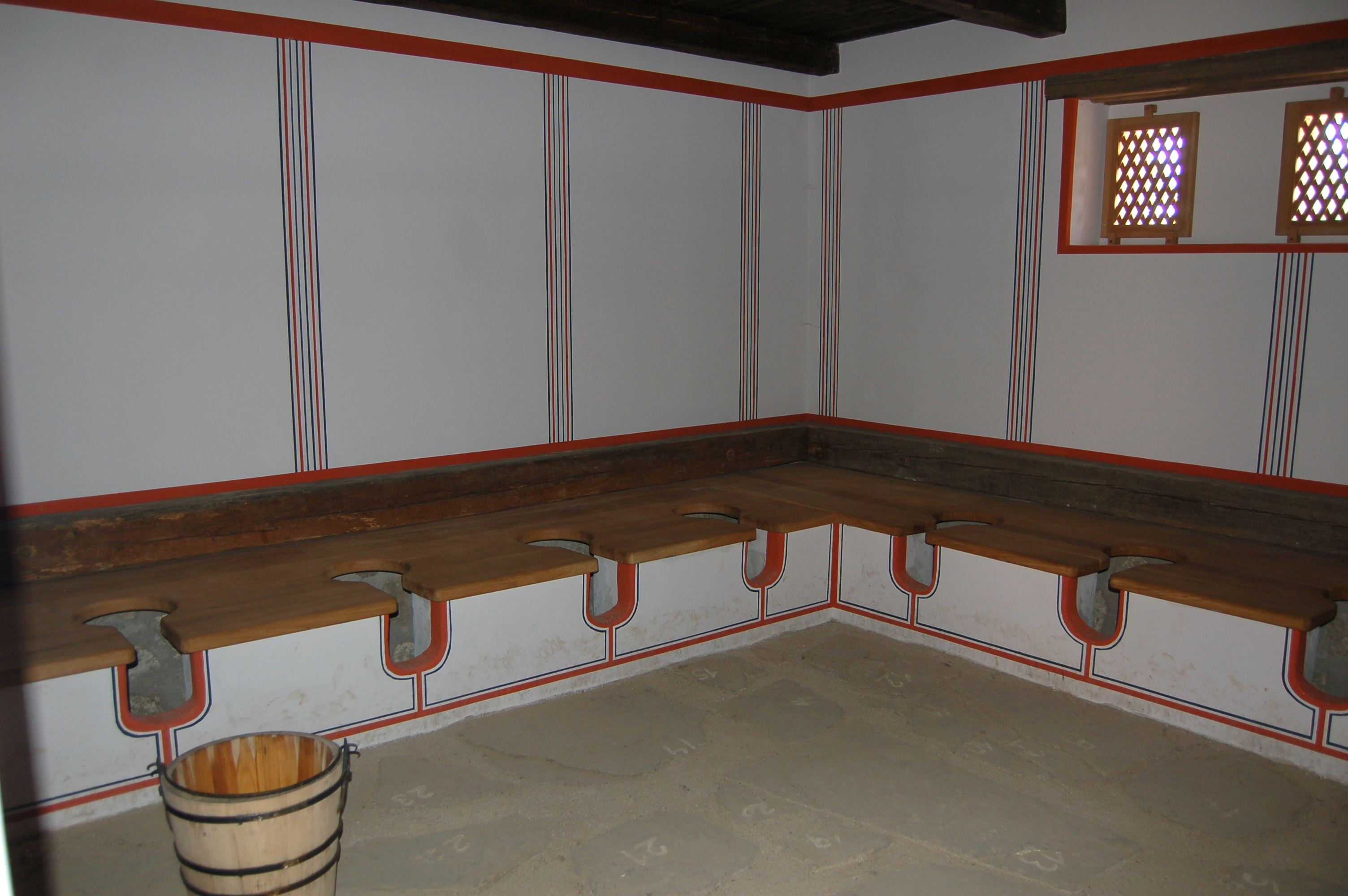
Rekonstruierte Latrine in der kleinen Therme

#### Kammerbau

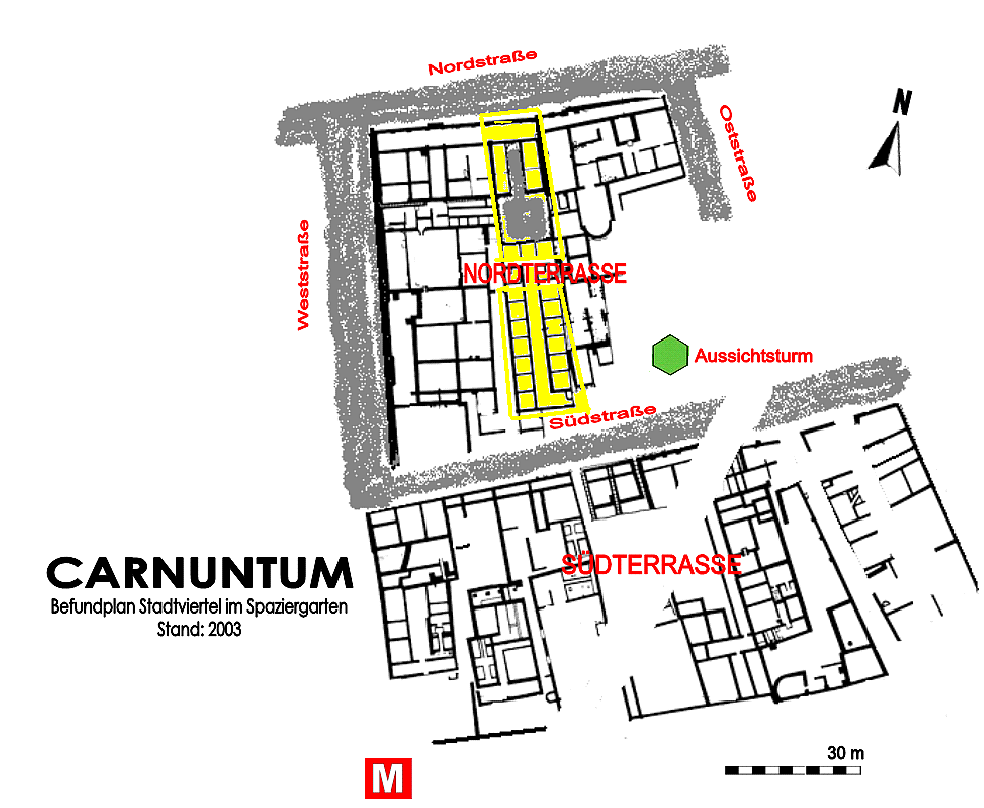
Spaziergarten, Lage Kammerbau

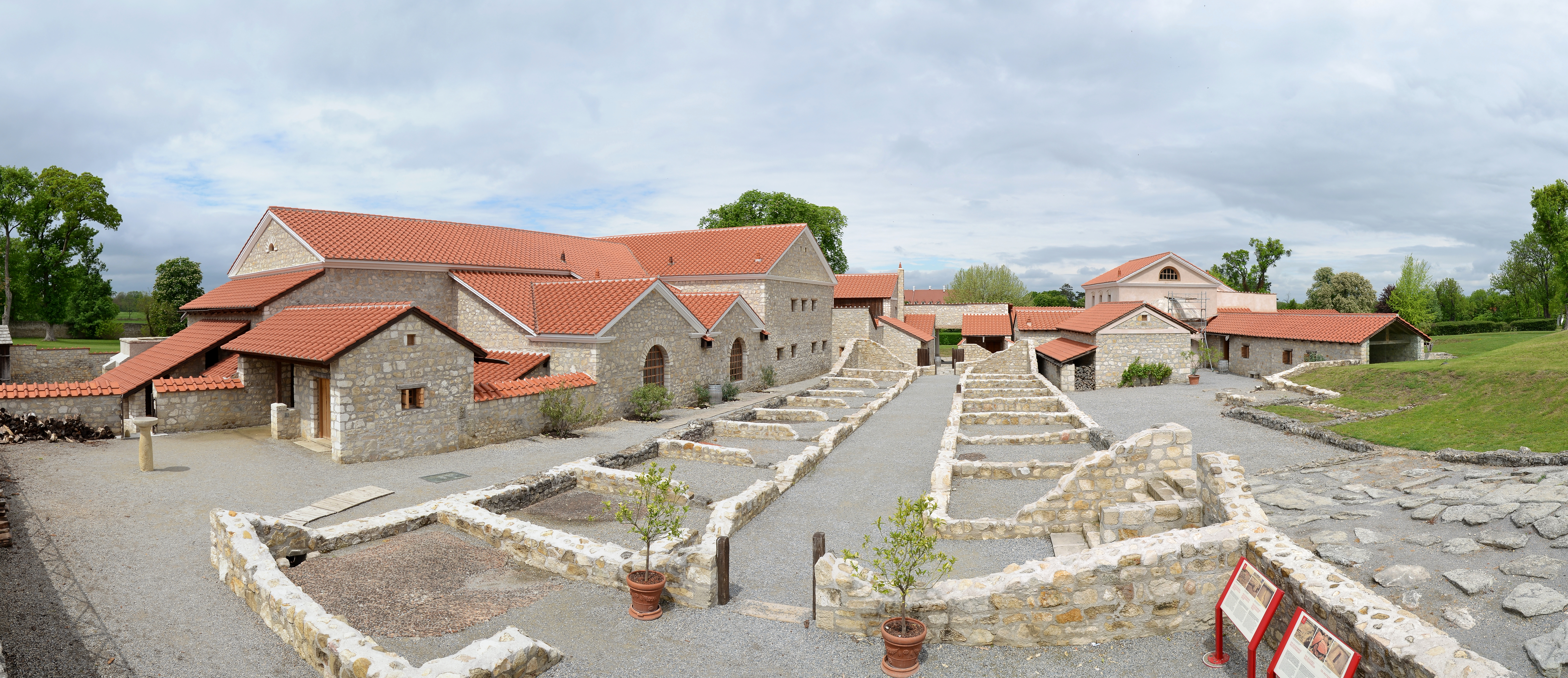
Reste des Kammerbaus

Östlich der Zivilstadttherme im Wohnviertel befand sich ein in der Literatur mit Fragezeichen als Horreum oder Valetudinarium bezeichneter Bau, der von beiden Schmalseiten über Höfe und Gässchen von den vorbeiführenden Straßen aus erreicht werden konnte. Zwischen der kleinen Therme und der Villa Urbana erstreckt sich ein langrechteckiger mehrphasiger, 38 × 12 Meter großer Kernbau (Phase I–IV), der aus Reihen gleich großer, rechteckiger Kammern beiderseits eines zentralen Korridors besteht. Nach seiner Freilegung in den 1950er Jahren wurde er aufgrund der regelmäßigen Raumanordnung zunächst als eine Art Hospital (valetudinarium) angesehen. Aber auch die nachfolgenden Grabungen lieferten keinerlei Hinweise auf den tatsächlichen Verwendungszweck des Gebäudes. Die Identifizierung als Hospital wird heute in der Fachwelt abgelehnt. Eventuell handelte es sich beim Gebäude der Phase III um eine Herberge (mansio), die in Phase IV in einen Speicherbau (horreum) umgewandelt wurde.
Der früheste Baubefund war eine geschotterte Fläche, ein Erdkanal und ein einfacher, hölzerner Hallenbau mit Bretterboden aus dem späten 1. oder frühen 2. Jahrhundert n. Chr., der entlang der westlichen Parzellengrenze stand. Die östliche Grundstücksgrenze war mit einem Balkengraben markiert, dem alle späteren Grenzmauern folgten. Der Erdkanal wurde mit Errichtung der Therme in hadrianischer Zeit aufgelassen. Der Schotterboden, der während des frühen und mittleren 2. Jahrhunderts genutzt wurde, lässt sich auch entlang des östlichen Randes des Komplexes fassen. In der Regierungszeit des Kaisers Hadrian entstand entlang der Westseite des Grundstücks ein neuer Hallenbau. Seine Stützbalken fußten auf Sandsteinblöcken in Zweitverwendung.
In Bauphase III (spätes 2. bis frühes 3. Jahrhundert) wurde der Baubestand auf der Parzelle vollständig erneuert. Betrat man das Gebäude durch den Portikus an der Nordstraße, gelangte man in einen gepflasterten Innenhof, der durch ein Tor verschlossen werden konnte. Die Aufnahmelöcher für die Angeln sind noch gut erkennbar. Dem Innenhof schließt sich im Norden der zentrale Korridor an, von dem aus man die einzelnen Kammern betreten konnte. Die Sandsteinblöcke für die Hallenstützbalken wurden auf neue Schotterfundamente gesetzt. Die Zwischenwände der Kammern bestanden aus Rutenputzfachwerk. Als Boden diente eine Estrichauflage. Im Nordosten lag ein größerer Raum mit einer großen Kochgrube. Sie wurde in der gesamten Phase III des Kammerbaus verwendet.
In Bauphase IV (spätes 3. bis frühes 4. Jahrhundert) wurde die Anlage noch einmal vollständig erneuert. Die Wände dieses neuen Gebäudes bestanden nun aus Fachwerk, das auf schmalen Mauersockeln saß. Sein West- und Osttrakt war in 15 kleine Kammern unterteilt. Auf ihren Estrichböden war ein Belag aus Ziegelmosaik verlegt. In Kammer 38 befand sich an der Ostmauer eine Herdstelle, die wohl zeitweise als Wohnraum diente.
Die letzten nachweisbaren Umbaumaßnahmen betrafen nur noch einzelne Teilbereiche des Gebäudes. Im Nordabschnitt wurde eine Kammer mit einer kleinen Hypokaustheizung versehen. In anderen Abschnitten wurden einige Mauern neu errichtet. Diese Zubauten fanden wohl im späten 4. Jahrhundert statt. Am Ende des Jahrhunderts wurde das Gebäude aufgegeben und verlassen.

## Stadtviertel im Tiergarten

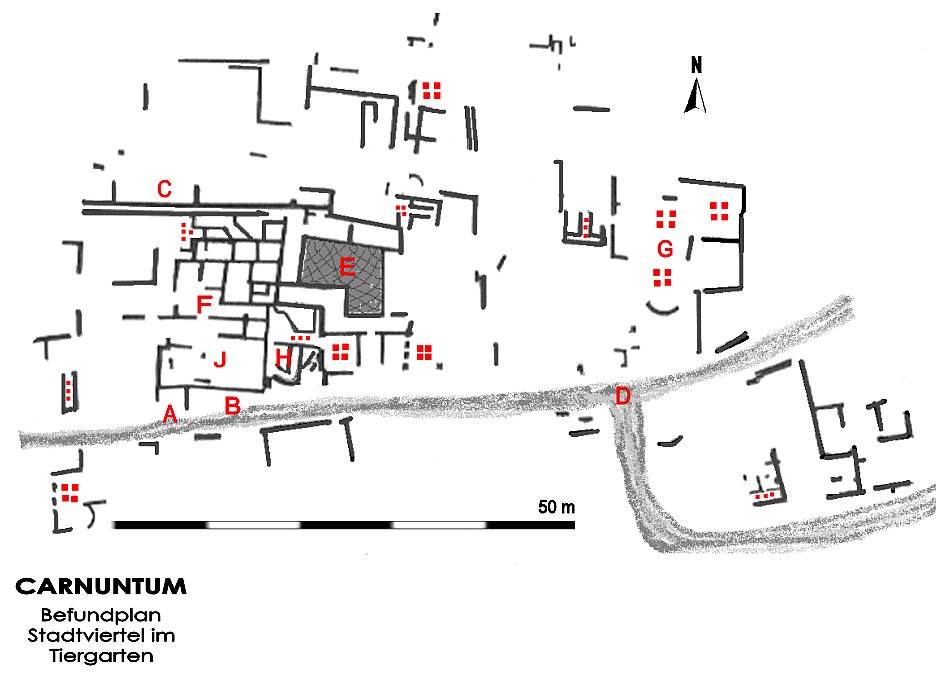
Befundskizze der Ausgrabungen im Tiergarten, 1892

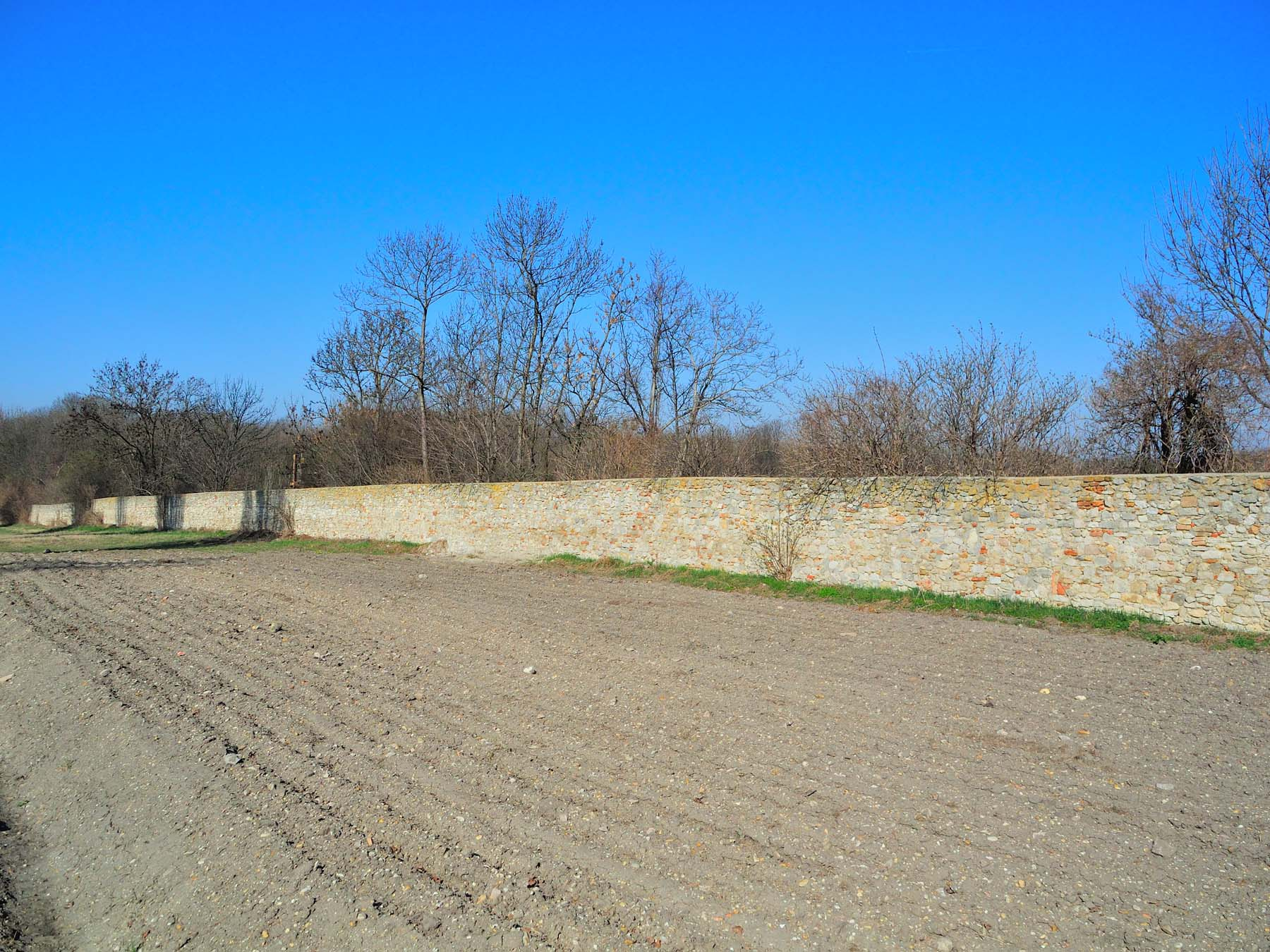
Begrenzungsmauer des Tiergartens, in ihr wurde unter anderem auch Steinmaterial (Spolien) aus der römischen Zivilstadt verbaut

200 Meter südlich der Forumstherme legte Josef Dell am Ende des 19. Jahrhunderts im Tiergarten des Schlosses, auf einem Areal in der Größe von 110 × 70 Metern ein weiteres Wohnquartier der Zivilstadt frei. Nach den Untersuchungen wurde ein Befundplan erstellt; die Ruinen wurden danach wieder zugeschüttet. Es erstreckte sich entlang der dort 4–5 Meter breiten, von Westen nach Osten führenden Limesstraße (D). Ihr Unterbau war nahezu identisch mit denen der Straßen im nahegelegenen Spaziergarten. Auffallend war nur der viel unregelmäßigere Verlauf. Ursprünglich standen dort beiderseits der Straße wohl drei oder vier separate Häuser mit über hundert Räumen. Sie dienten vorwiegend zu Wohn- und Wirtschaftszwecken. Ein Gebäude im Nordosten des Grabungsareals war mit großflächigen Hypokausten und einer südlichen Apsis ausgestattet (G). Bemerkenswert war auch das Gebäude J direkt neben der Limesstraße. Es hatte einen rechteckigen Grundriss, war in drei Längsschiffe unterteilt und hatte an seinem östlichen Ende eine Querhalle. Damit ähnelte es stark dem Mithrastempel II auf der Pfaffenwiese. Ein halbkreisförmiger Raum im Osten lag direkt neben der Straße und scheint mit einer Art beheizbaren Sitzbank ausgestattet gewesen zu sein (H). Die drei daran anschließenden Kammern waren ebenfalls zum Teil beheizbar. Vielleicht waren sie Bestandteil einer Therme. Gebäude J grenzte im Osten und Norden an ein Gebäude (F), dessen teilweise beheizbare Räume um einen gepflasterten Innenhof (E) gruppiert waren. Im Norden wurde es durch eine von Ost nach West verlaufende Doppelmauer (C) vom nächstgelegenen Haus abgegrenzt. An der Südmauer, direkt an der Limesstraße, befand sich ein kleines Straßenheiligtum (A und B).

### Straßenheiligtum für Silvanus und die Quadriviae
Das obengenannte Heiligtum bestand aus zwei Räumen, auf der Befundskizze als A und B bezeichnet. Raum A maß 3,50 × 3,50 Meter, Raum B etwa 9 × 3 Meter. Darin stieß man bei den Grabungen auf nicht weniger als 19 Weihealtäre, die den Göttern Silvanus, seiner Begleiterin Silvanae, dem Gott der Wegkreuzungen (quadriviae), der Diana und den Schutzgeistern der Nacht (dii nocturni) geweiht waren. Vier der Altäre befinden sich heute im Museum Carnuntinum, der Rest verschwand kurz nach der Bergung anscheinend in Privatsammlungen. Zum Inventar gehörten auch zahlreiche mit Figuren verzierte Votivtäfelchen aus Blei. Vielleicht war das Straßenheiligtum einst Bestandteil eines Mithräums (Gebäude J).

## Amphitheater

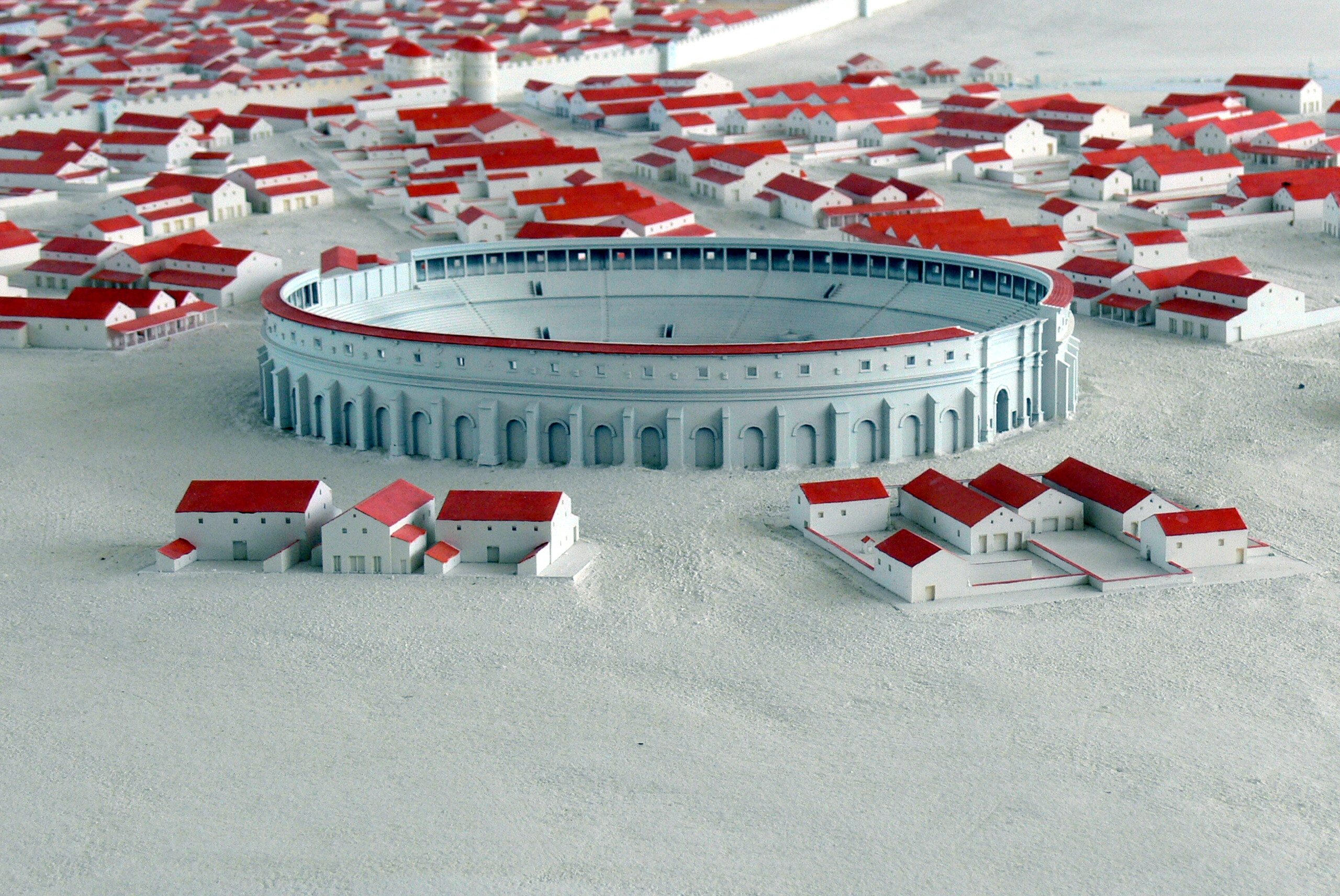
Modell des Amphitheaters II um 210 n. Chr.

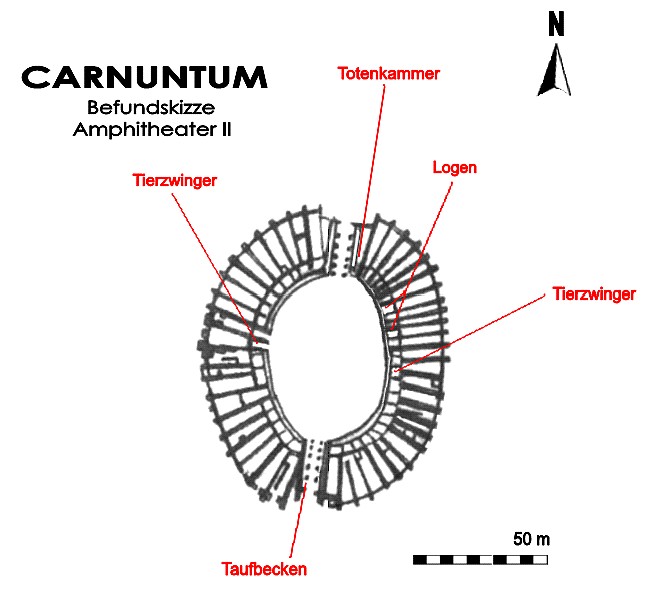
Befundskizze Amphitheater II

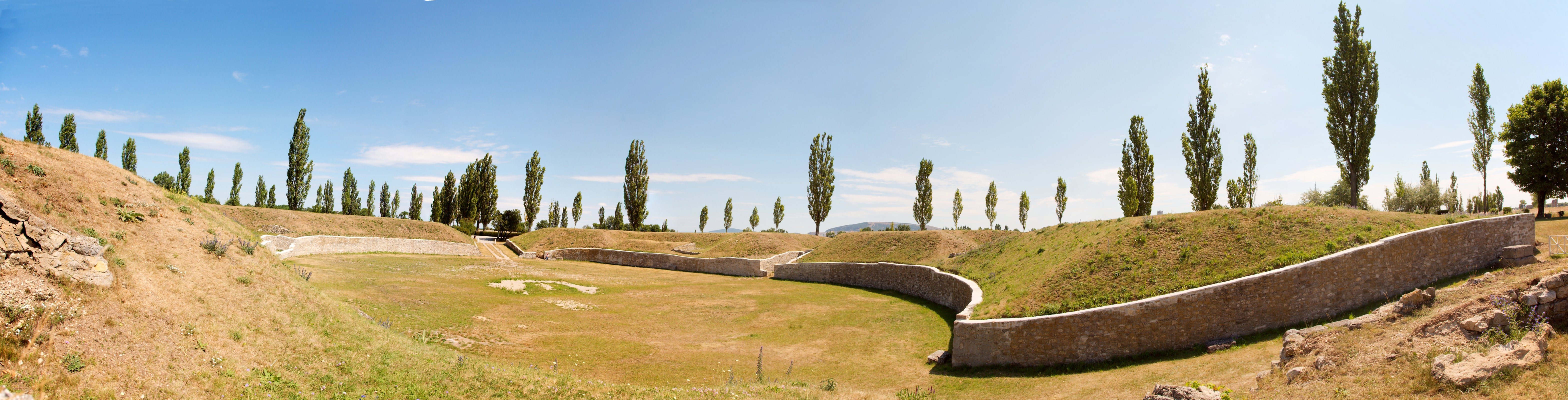
Die Überreste des Amphitheaters II

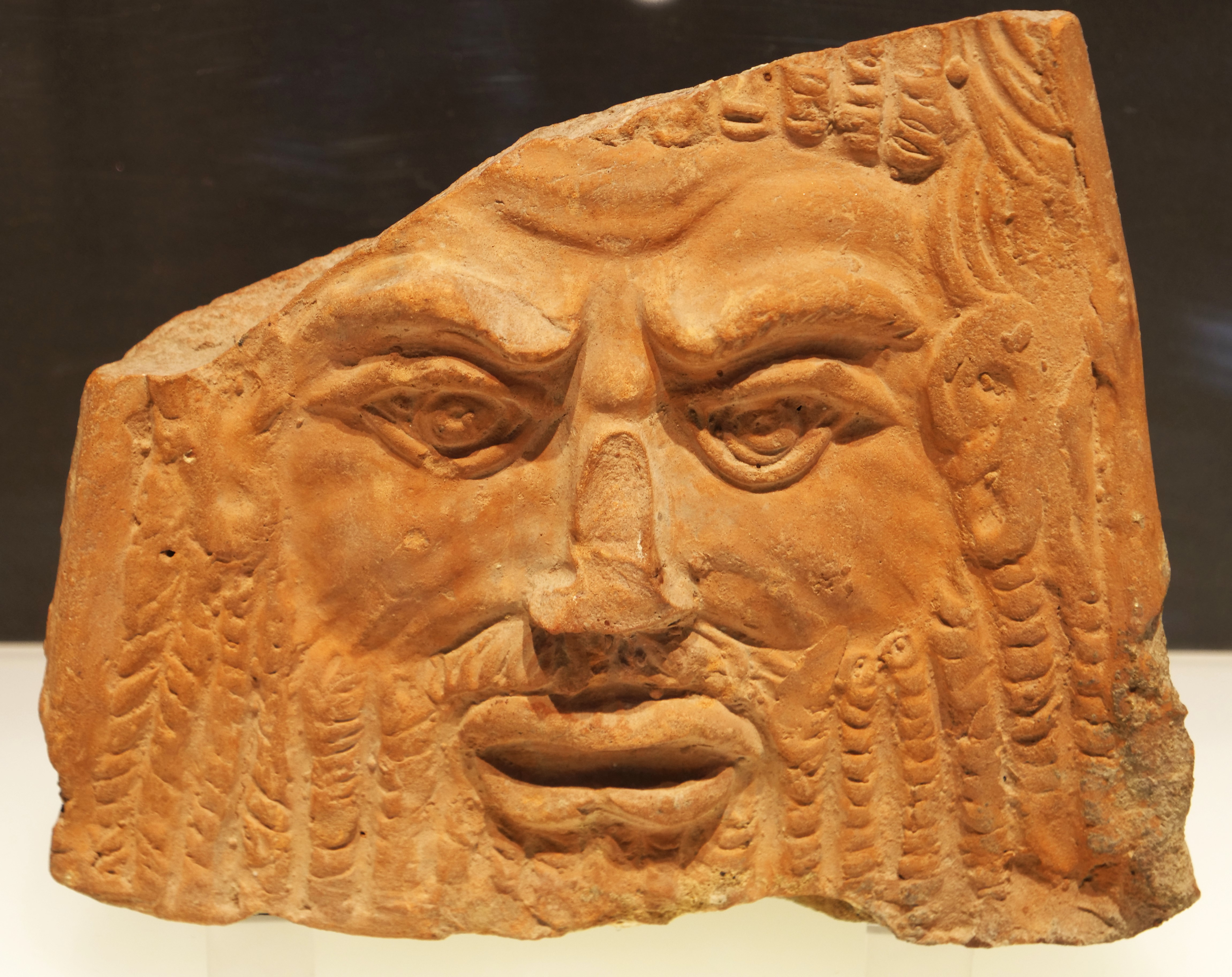
Römische Theatermaske

Wie fast jede größere römische Stadt besaß Carnuntum einen Versammlungsort in Form eines Amphitheaters (Amphitheater II). Es konnte erst Anfang des 20. Jahrhunderts lokalisiert werden, bis dahin wurde es als Wildschonung (sogenannte Grüblremise) genutzt. Anhand eines dort aufgefundenen Inschriftenquaders konnte es zweifelsfrei als das Amphitheater der Zivilstadt identifiziert werden. Da über der Humusschicht, die sich seit der Römerzeit angesammelt hatte, noch eine weitere Schuttschicht lag, vermutete man, dass es im 18. Jahrhundert durch Steinraub für den Bau des traunschen Schüttkastens und der Mauer des Tiergartens schwer beschädigt worden war. Es fasste bis zu 13.000 Zuschauer und konnte für Gladiatorenkämpfe, Tierhatzen und Bürgerversammlungen verwendet werden. Es wurde im 2. Jahrhundert fast zur Gänze in Stein erbaut und lag südlich der Zivilstadt, nur knapp 300 Meter von der Stadtmauer entfernt, in einem dicht bebauten Vorort. Stifter war ein gewisser Gaius Domitius Zmaragdus aus Antiochia am Orontes, dessen Bauinschrift lange Zeit mit dem Amphitheater I in der Lagervorstadt Carnuntums in Verbindung gebracht wurde, mittlerweile aber als Teil des Amphitheaters II erwiesen werden konnte. Wahrscheinlich wurde dieses im 3. Jahrhundert noch einmal umgebaut oder repariert, wie die Verwendung von Spolien in der Ostmauer annehmen lässt.
Das etwa 127,5 × 111 Meter große Gebäude hatte die Form einer von Norden nach Süden ausgerichteten, unregelmäßigen Ellipse. Entweder hatte der Architekt versucht, das Theater weitgehend an die natürliche Mulde anzupassen oder man hatte gleichzeitig an beiden Enden zu bauen begonnen. Man konnte es von Norden und Süden aus durch zwei lange Korridore, die durch zwei Pfeilerreihen in drei Quergänge gegliedert und mit den sieben Meter breiten Toranlagen verbunden waren, betreten. Das leicht zur Donau abfallende Nordtor war 22 Meter lang. Dort fand man eine massive Steinschwelle, auf der wohl einst die beiden hölzernen Torflügel lagen. Östlich des Nordtores lag der Eingang zu einer Totenkammer (spoliarium), in der während der Spiele Verletzte und Tote abgelegt wurden. Das Südtor war ähnlich konstruiert. Vor beiden Toren lag ein trichterförmiger Hof, am Nordtor schloss sich noch ein zweiräumiges, rechteckiges Gebäude an, vielleicht das Nemeseum des Amphitheaters. Letzteres könnte sich aber auch in einem Raum mit Wandmalereien hinter dem Westzwinger befunden haben. Der Boden der Arena (caeva) bestand aus einer festgestampften Kiesschicht auf Lehmuntergrund und senkte sich zur Mitte hin etwas ab (Gefälle 40 cm). Dort befand sich ein steingefasstes, zweieinhalb Meter tiefes Wasserbecken. Im Westen und Osten der Arenamauer stieß man noch auf zwei weitere Eingänge, die zu den Tierzwingern (carceres) führten. Der westliche Zwinger hatte zwei Räume. An der Rückwand befand sich ein kleines Fenster, von ihm aus konnte man mit Spießen und Fackeln die Tiere in die Arena treiben. Im Süden der Arena stieß man auf einen zwei Meter langen Steinblock, an dessen Oberseite ein Eisenring befestigt war. Wahrscheinlich wurden dort während der Spiele Tiere oder Gefangene angekettet.
Die stufenförmig emporsteigenden Zuschauertribünen (bis zu zwölf Reihen) umgaben die 68 × 52 Meter große Arena und erreichten vermutlich eine Höhe von 18 Metern. Die Sitzflächen bestanden aus Holz. Die 4 Meter hohe Arenamauer war anfangs gelb, später rot bemalt. Sie war durch speichenförmig angeordnete Stützmauern, die die Substruktionen, nach außen hin ansteigende Gewölbe, der 25 Meter tiefen Zuschauertribüne trugen, mit der Außenmauer verbunden. Sie war teilweise mit Marmor verkleidet, an ihrer Unterseite wohl mit Strebepfeilern und Bogenarkaden gegliedert und von einem umlaufenden gepflasterten Weg begleitet, der zu den Zuschauereingängen führte. Einige sind noch an der Westseite sichtbar. Hinter der Arenamauer standen im Abstand von zwei und sechs Metern noch zwei weitere Ringmauern. An der Ostseite befanden sich drei repräsentative Logen für Ehrengäste (Stadtrat, Offizierskorps, Statthalter). Über den Zuschauerrängen waren steinerne Platztafeln angebracht. Zwei davon, eine für die Bürger des Landbezirks Aelenus (loca Aeleni pagi) und eine für das Priesterkollegium der Augustalen (loca Augustalium m[unicipii] A[elii] K[arnunti]) konnten bei den Ausgrabungen geborgen werden.

### Weihealtäre

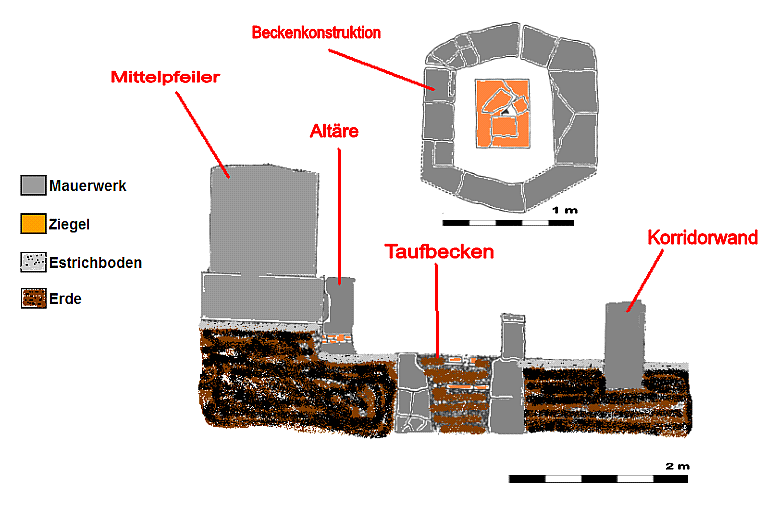
Befundskizze des mutmaßlichen Baptisteriums im Südtor

Im nachträglich abgemauerten westlichen Quergang des Südtores wurden in der Spätantike (4. Jahrhundert?) zwei Weihealtäre für Nemesis, Fortuna Karnuntina und eine Merkurstatue zu einer Art sechseckigen, ca. 50 cm tiefen, beckenartigen Behälter mit einem Abfluss aus Ziegelplatten zusammengestellt. Ob es sich dabei um ein frühchristliches Baptisterium mit Taufbecken (piscina) handelte, ist in der Forschung umstritten, da dort keine weiteren christlichen Kultutensilien geborgen werden konnten. Zur Abdeckung der Piscina hatte wohl ein Grabstein gedient, dessen drei Fragmente um das Becken herum verstreut waren. Im Südteil des Querganges standen drei weitere Weihealtäre (für Nemesis und Fortuna), deren Inschriftenseite zur Wand gerichtet war. Die Zwischenräume und Altaraufsätze waren mit Mörtel aufgefüllt, sodass sie als Tisch oder Altar verwendet werden konnten. Sie waren mit ziemlicher Sicherheit aus dem Nemesisheiligtum des Amphitheaters dorthin verschleppt worden. 325 untersagte Konstantin der Große die Gladiatorenspiele, vielleicht wurde zu dieser Zeit das Baptisterium eingebaut.

### Gladiatorenschule

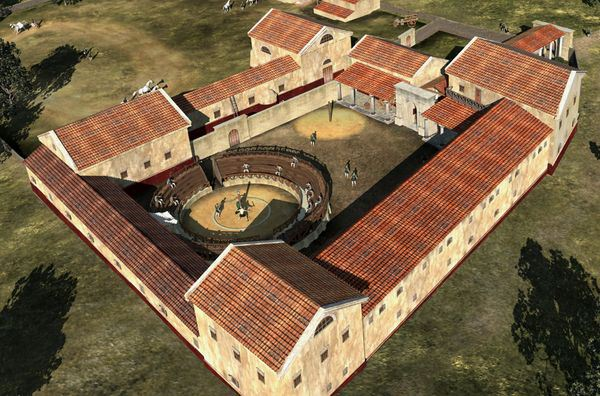
Digitale Rekonstruktion der Gladiatorenschule beim Amphitheater II

Bei Bodenradarmessungen im Jahr 1996 entdeckten Geophysiker in unmittelbarer Nähe des Amphitheaters II die ersten Mauerstrukturen dieses Gebäudekomplexes. Im Jahr 2011 ermittelten Mitarbeiter des Ludwig-Boltzmann-Instituts für Archäologie durch Luftaufnahmen und Bodenradarmessungen den vollen Umfang der um 200 errichteten Gladiatorenschule (ludus). Sie war mit jener neben dem Kolosseum in Rom vergleichbar. Die bis zu 11.000 Quadratmeter große ummauerte Anlage konnte anhand der Befunde virtuell nachgebildet werden. Im gesamten Römischen Reich sind insgesamt etwa hundert solcher Schulen bekannt. Das in Carnuntum entdeckte Gebäude ist die bisher viertgrößte derartige Anlage. Sie bestand aus einem repräsentativen Eingangsportal, den Unterkünften in zwei länglichen, L-förmigen Gebäudetrakten, etwa fünf Quadratmeter große Wohnstuben für die Gladiatoren, Verwaltungsräumen, einer Arena im Innenhof als Übungsplatz, überdachte Wandelhallen, einer größeren Badeanlage und einem Garten. Die Schule dürfte insgesamt 40 bis 60 Kämpfern Platz geboten haben. Im Zentrum der Arena stand ein Holzpfahl für den Schwertkampf, dessen Fundamentgrube den Radarmessungen zufolge noch sehr gut erhalten ist. In den kalten Jahreszeiten konnte das Training in eine beheizbare Halle verlegt werden. Südlich des Gebäudekomplexes befand sich ein Gräberfeld für die im Kampf getöteten Gladiatoren. Im Nordwesten schloss ein Stadtviertel mit Weinkellern und Großbäckereien an. Von hier aus wurden wohl die Besucher des Amphitheaters versorgt. Diese Entdeckung wurde unter anderem vom Archaeological Institute of America in die Liste der zehn bedeutendsten Entdeckungen des Jahres 2011 aufgenommen.
Die Ausgrabung gestaltet sich schwierig, da ein Großteil des Geländes in Privatbesitz ist. 2014 wurden Teile der Gladiatorenschule freigelegt und untersucht; seit 2015 existiert eine Holzrekonstruktion der Trainingsarena an ihrem ursprünglichen Standort zu Anschauungszwecken. In unmittelbarer Nähe konnte auch das Gräberfeld der Gladiatoren mit teils aufwendig gestalteten Grabbauten gefunden werden.

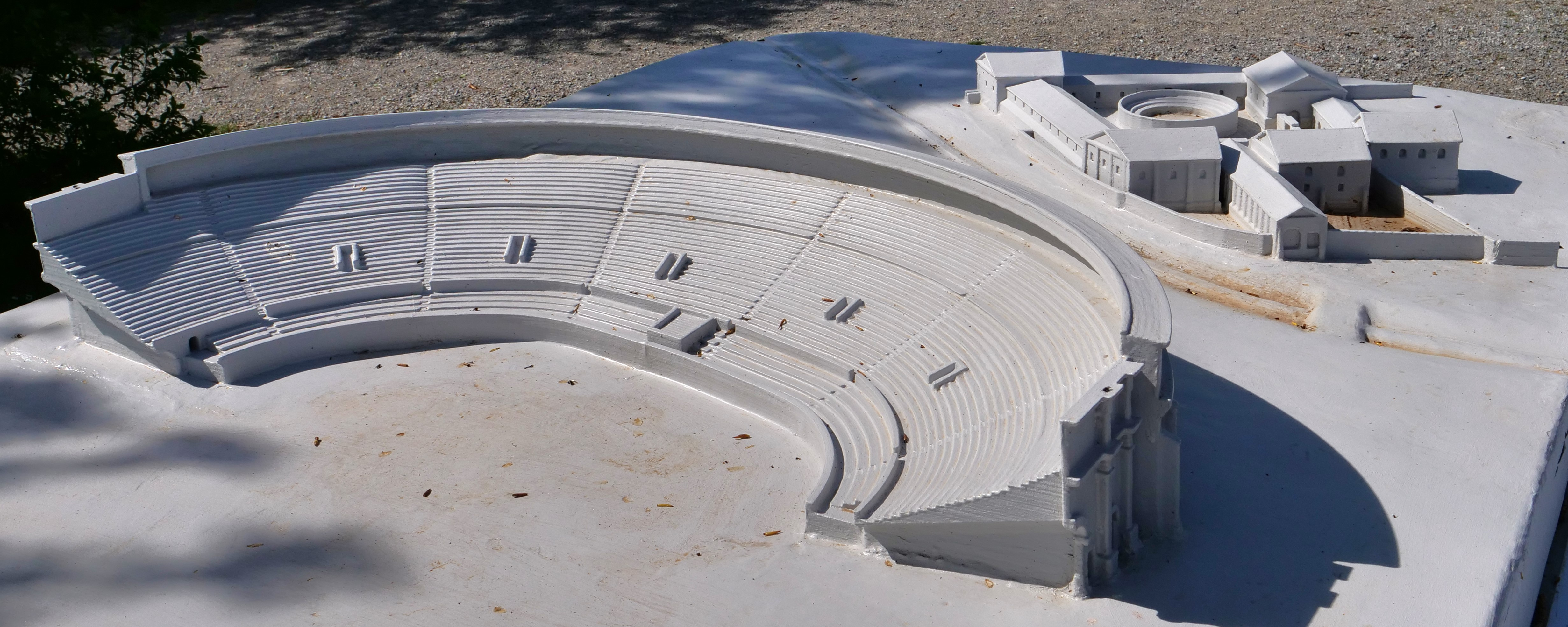
Amphitheater-Halbrund und Gladiatorenschule Carnuntum im Freilichtmodell
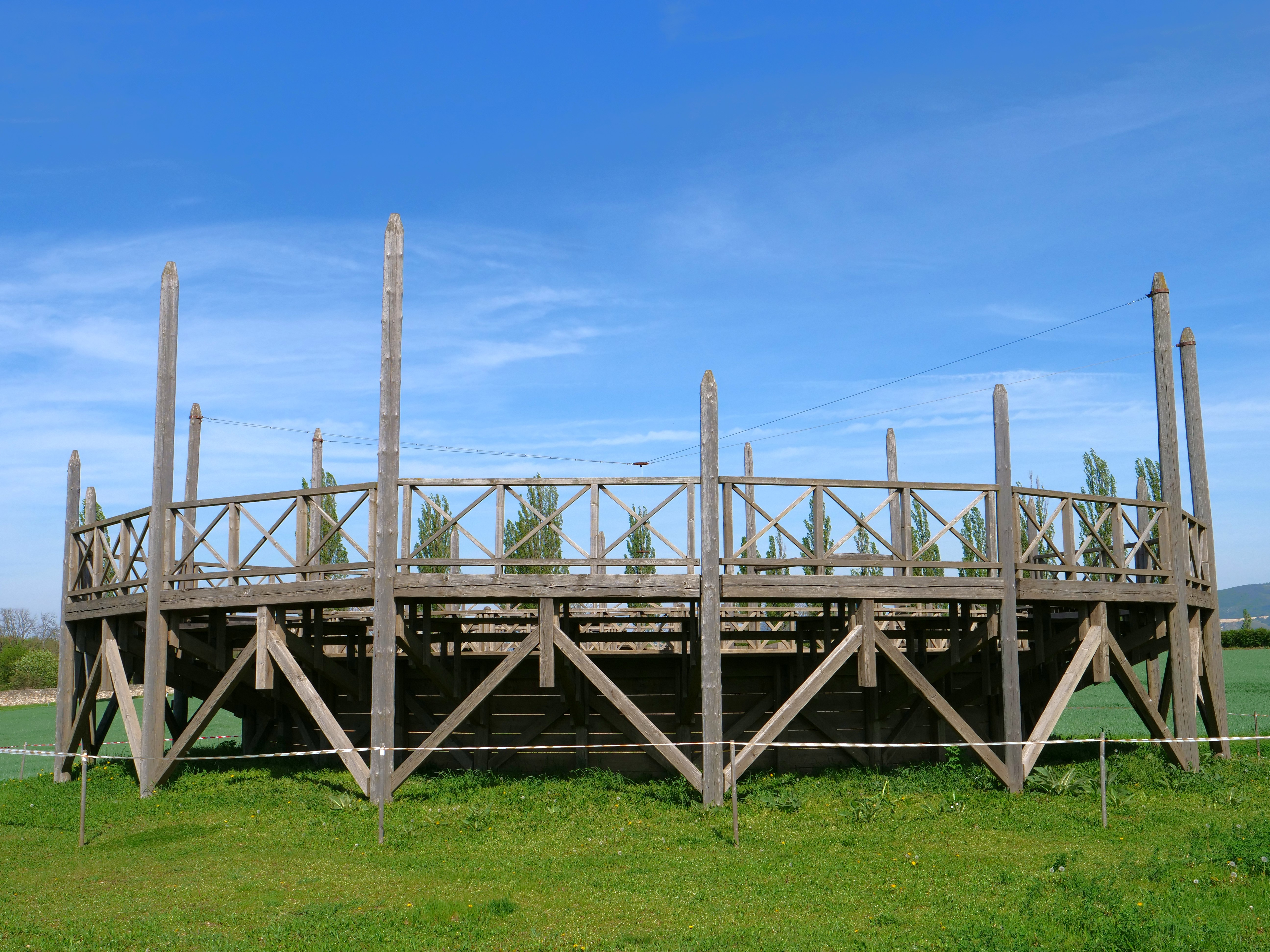
Gladiatorenschule Freilichtrekonstruktion
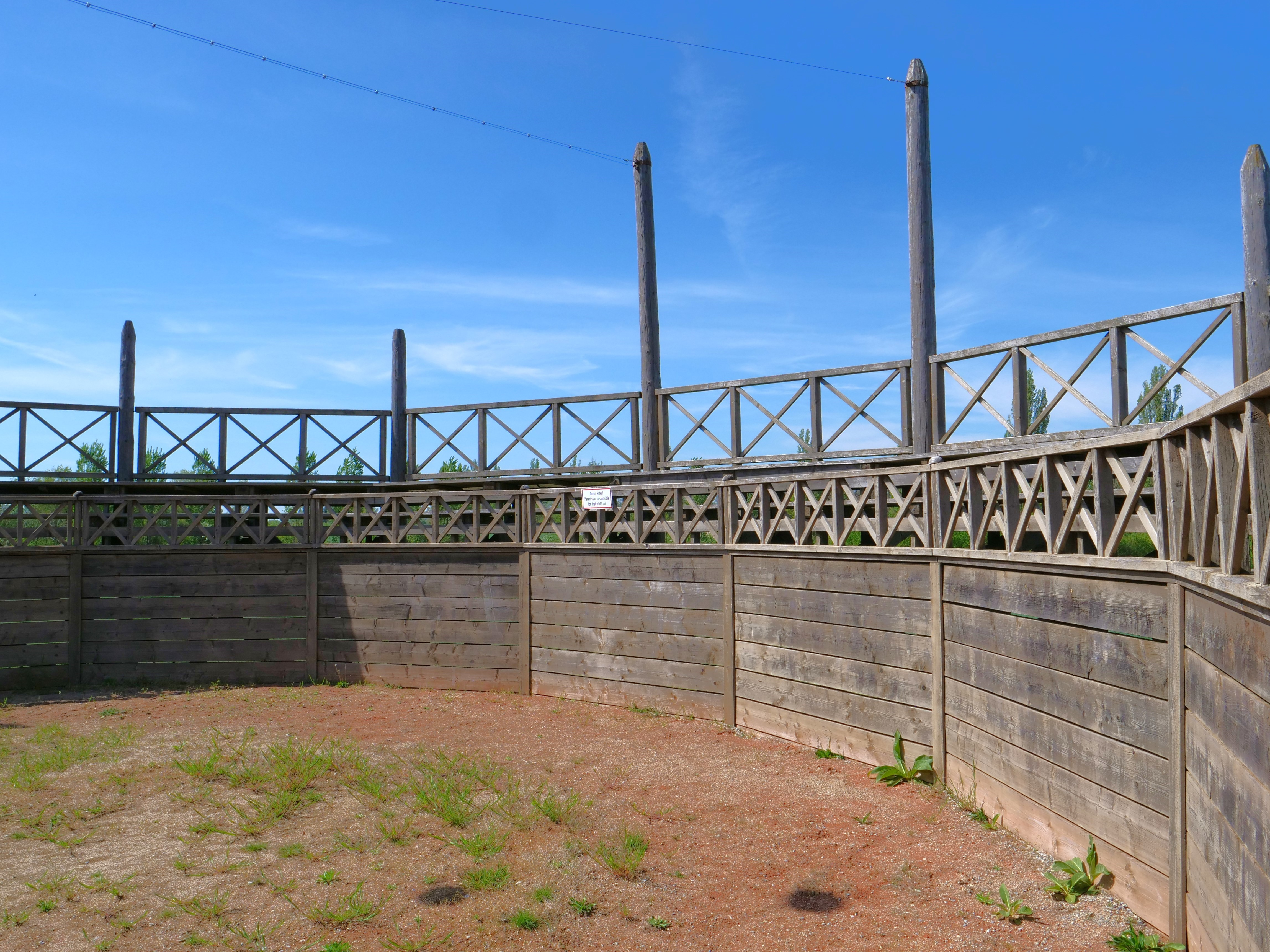
Arena-Rekonstruktion der Gladiatorenschule

## Bevölkerung
Die Kenntnisse über die boische und germanische Besiedlung wurden durch die Ergebnisse jüngster Notgrabungen im Zuge der Errichtung von wichtigen Straßenverbindungen (frühgermanische Funde an der neuen Autobahntrasse „Spange Kittsee“ als Verbindung zwischen der A 4-Ostautobahn und der Anbindung an Bratislava) in die Slowakei erweitert. Die keltische Bevölkerung Carnuntums scheint nach ihrer vollständigen Eingliederung ihrer Heimat in das Römische Reich offensichtlich weitere gewaltsame Auseinandersetzungen mit den römischen Besatzungstruppen vermieden zu haben. Sie passte sich wohl sehr bald an die Vorzüge der römischen Zivilisation an und übernahm die lateinische Sprache als verbindendes Glied zwischen beiden Volksgruppen. Die allmähliche Verschmelzung lokaler Traditionen mit römischen Kulturelementen zeigt sich an vielen Steindenkmälern aus dem 1. Jahrhundert n. Chr. Grabsteine wurden zwar nach römischem Vorbild angefertigt, wiesen aber daneben auch noch keltische Elemente auf. Ein gutes Beispiel dafür ist der Grabstein eines gewissen Atpomarus. Der Verstorbene gehörte nach seinem Namen, ebenso wie sein Vater und sein Bruder, der indigenen Bevölkerungsgruppe an. Die Spuren der vorrömischen Bevölkerung im Raum östlich von Wien konnten auch noch lange nach der römischen Eroberung in einem ziemlich großen Gebiet, das sich vom nördlichen Burgenland über das Leithagebirge bis in das Wiener Becken und in die Gegend von Győr (Arrabona) erstreckt, verfolgt werden. Besonders in Carnuntum selbst befanden sich viele archäologische Zeugnisse für das Weiterbestehen der einheimischen Traditionen auch noch lange nach der römischen Eroberung. Erst im Lauf der Jahrhunderte kam es auch dort zu einer vollständigen Assimilierung und Verschmelzung der verschiedenen Bevölkerungselemente (einheimische Bevölkerung, Soldaten, Händler aus Italien und aus anderen Teilen des Imperiums, Germanen), die schließlich im neuen Volk der Romanen aufgingen.

## Wasserversorgung
Von Süden, Westen und offenbar auch von Osten führten unterschiedliche Leitungssysteme zu den Zivilsiedlungen Carnuntums. Neben bekannten Wasserversorgungseinrichtungen wie der Solafeld-Leitung oder der römischen Wasserleitung in den westlichen Canabae sind zwei weitere Versorgungsstränge wahrscheinlich: eine vom Westhang des Pfaffenberges kommende Leitung, die über eine Aquäduktbrücke in Richtung Canabae geführt wurde, sowie eine von Süden auf das Reiterkastell hinlaufende. Die Versorgung der Zivilstadt mit Frischwasser erfolgte durch Ziehbrunnen oder gemauerte und teilweise begehbare, unterirdisch angelegte Wasserleitungen. Zwei von ihnen sind noch funktionsfähig. Eine davon ist als sogenanntes Pfaffenbründl bekannt. Seine überkuppelte Ausmündung befindet sich am Donauabbruch östlich einer Kirche. Sie ist der Endpunkt einer 1,80 Meter hohen und 0,80 Meter breiten Leitung, die bei der Kanalisierung der Langen Gasse entdeckt wurde. Die Hauptwasserleitungen sammelten das Wasser von Quellen, die weit außerhalb im Westen und Süden des Stadtgebietes von Carnuntum lagen. Die aus Stein gemauerten Leitungen waren unterirdisch verlegt (rivus subterranus) und an der Oberseite entweder dachförmig mit großen Ziegelplatten oder durch Gewölbebögen abgeschlossen. Ein 300 Meter langer Abschnitt einer solchen Leitung wurde auf der Gstettenbreite in einer Tiefe von 5,50 Metern entdeckt. Sie war ca. 1,20 Meter hoch, 0,60 Meter breit und wohl in regelmäßigen Abständen mit Zugangsschächten für das Wartungspersonal versehen. Der Fischteich im Tiergarten des Schlosses wird noch immer durch eine römische Wasserleitung gespeist. Die Handwerker für den Bau und später für die Wartung und Pflege der Wasserversorgungseinrichtungen (aquarii) wurden vermutlich von der Legion gestellt.

## Wirtschaft
Die enorme und rasche Entwicklung Carnuntums hing vor allem mit den günstigen wirtschaftlichen Rahmenbedingungen in dieser Region zusammen. Plinius erwähnt in seinen Schriften das Haupthandelsobjekt in dieser Region: „… das pannonische Carnuntum …[, das] nur ungefähr 900 Kilometer von der Küste jenes Teiles von Germanien entfernt liegt, von wo der Bernstein eingeführt wird …“. Die Kontrolle dieser wichtigsten europäischen Nord-Süd-Verbindung der damaligen Zeit, verbunden mit der Überwachung des bedeutenden Handelsweges entlang der Donau, erklärt den Aufstieg Carnuntums zur Wirtschaftsmetropole des mittleren Donaulimes und zum bevorzugten Ausgangspunkt und Umschlagplatz des Handels mit den nördlichen Völkern. Importiert wurden unter anderem Tiere und Tierprodukte sowie der in der römischen Kaiserzeit sehr begehrte (baltische) Bernstein. Im Zuge der Stadtentwicklung kam es auch zu einer Differenzierung des Handwerks und Gewerbes. Die meisten Produkte wurden von Kleinbetrieben erzeugt. Der Großteil der Handwerker waren liberti (Freigelassene). Sie erreichten durch ihren wirtschaftlichen Erfolg einen raschen sozialen Aufstieg. Oft gehörten die Handwerker und Gewerbetreibenden zunftähnlichen Berufsvereinigungen, sogenannten collegii, an. Werkstätten wie Schmieden, Glashütten, Ziegeleien und Töpfereien waren üblicherweise wegen der akuten Brandgefahr immer außerhalb der städtischen Wohnbereiche angesiedelt. Ein Teil des Händlerviertels der Zivilstadt, es handelte sich dabei hauptsächlich um Reste von Wohnhäusern und Werkstätten, konnte im Spaziergarten des Schlosses freigelegt werden. Ein besonders wichtiger Geschäftszweig war die Töpferei in Carnuntum. Anfangs noch von den dort stationierten Legionen und Hilfstruppen ausgeübt, wurde sie ab dem 2. Jahrhundert zu einer der wichtigsten Erwerbsquellen für die lokale Zivilbevölkerung. Hauptsächlich wurden italische Gefäßformen mit durchschnittlicher Qualität nachgeahmt und Imitationen von Terra sigillata hergestellt. Aber auch Baumaterial wie Dachziegel wurde vor Ort produziert. Die Lebensmittelproduktion des Großraums Carnuntum wurde vor allem durch kleinere Gehöfte und Gutshöfe, die meist von Veteranen betrieben wurden, besorgt. Sie konnten entlang des Donauufers, an der Bernstraße, an der Leitha, im Westen in Arbesthal, Göttlesbrunn, Regelsbrunn, am Rohrauer Wald, Maria Ellend und bei Fischamend nachgewiesen werden. Östlich von Carnuntum wurden solche Villae rusticae in Hundsheim und Edelsthal entdeckt. Die größten Gutshöfe standen rund um den Neusiedler See, bei Eisenstadt (Flur Gölbesäcker), Sankt Georgen am Leithagebirge, Wulkaprodersdorf, Königshof und Marz. Überregional bekannt wurde die repräsentative Villa von Parndorf bei Bruck an der Leitha, die einst ebenfalls Bestandteil eines landwirtschaftlichen Großbetriebes war und durch die Archäologen vollständig freigelegt wurde.

### Kollegien und Zünfte

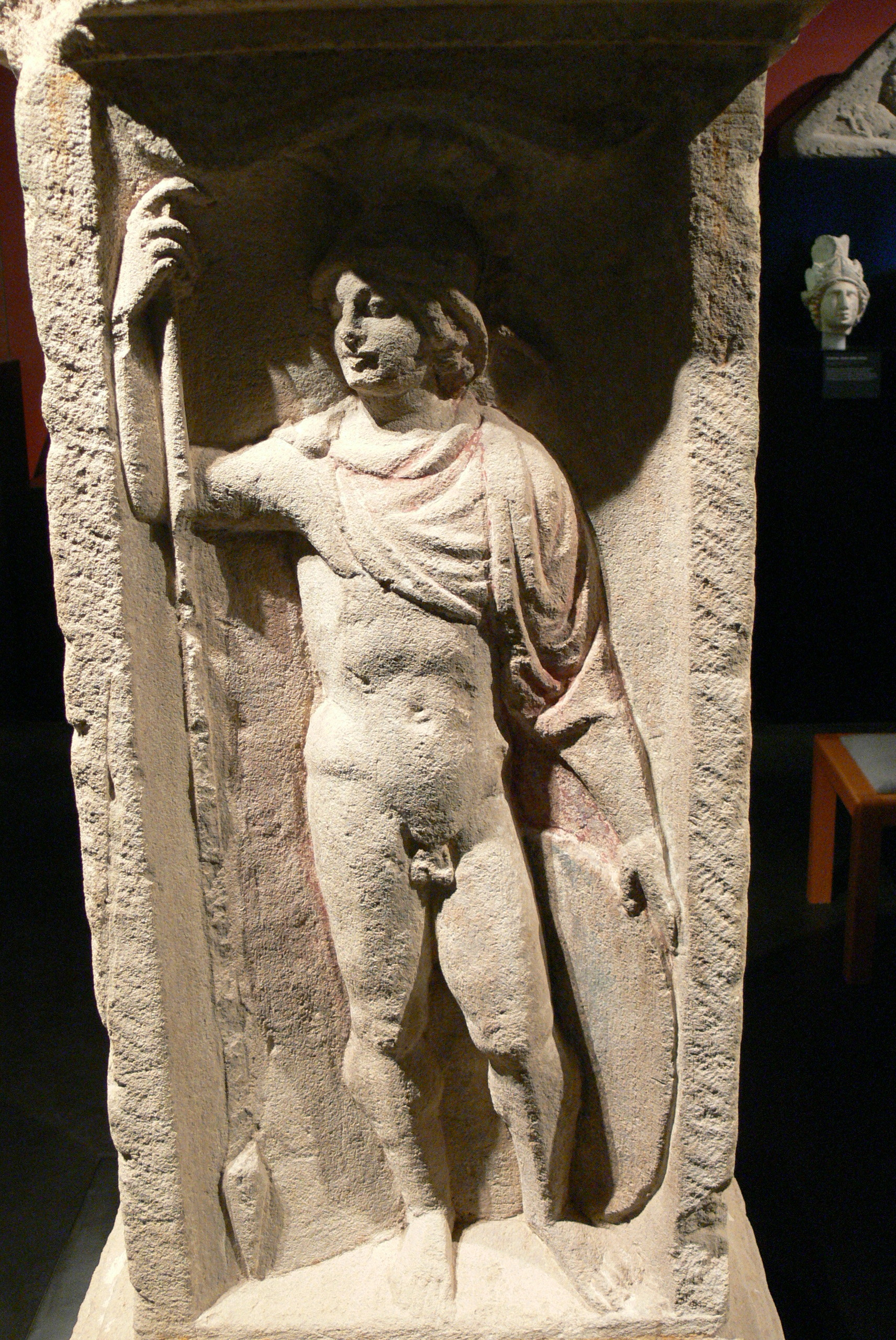
Relief des Mars auf dem Weihemonument des collegium veteranorum centonariorum, gefunden in den Forumsthermen (Museum Carnuntinum)

Ein unverzichtbarer Bestandteil des römischen Stadtlebens waren die beruflichen und religiösen Interessensverbände (collegia). Für Carnuntum sind einige durch Inschriften bekannt geworden:
- ein collegium veteranorum centonariorum, das sich der Brandbekämpfung widmete,
- ein collegium conveteranorum, der Verband der Kriegsveteranen,
- ein collegium fabrum, die Vereinigung der Handwerker und
- ein iuventus (Jugendbund) der sich besonders bei der Ausübung des Iupiter-Dolichenus-Kultes engagierte.[54]

Ein im Bereich der Großen Therme ergrabenes Weihemonument des Lucius Octavius Faustinianus war dem Carnuntiner Brandschutz-Kollegium, eine Art städtische Feuerwehr (collegium veteranorum centonariorum), gewidmet. Es stammt aus dem Beginn des 3. nachchristlichen Jahrhundert, genauer vom 23. August 219.
Seine Basis trägt Inschriften sowohl auf der auf Vorder- als auch auf der Rückseite; daneben sind auch Reliefdarstellungen zu sehen. Links sind die Göttin Victoria mit Kranz und Palmzweig, rechts der Gott Mars mit Lanze, Helm und Schild dargestellt. Die Inschrift bezieht sich auf die Weihung einer Geniusstatuette. Faustinianus war Angehöriger des Ritterstands, die Inschrift zählt seine Ämterlaufbahn im cursus honorum auf. Er war Mitglied (Decurio) des Stadtrates in Savaria und Carnuntum und ist auch aus einer Inschrift in Savaria bekannt. Das Carnuntiner Monument wurde am Tag der Volcanalien geweiht, einem Feiertag, der für das collegium fabrum, zuständig auch für die Brandbekämpfung, sehr wichtig war. Das Monument war ursprünglich wahrscheinlich im Versammlungsraum dieses Kollegiums, nahe der Thermen aufgestellt. Die Inschriften lautet übersetzt wie folgt:
Vorderseite: „Diese Geniusstatue hat zum Wohl des Imperators Caesar Marcus Aurelius Antoninus Pius Felix Augustus, Lucius Octavius Faustinianus, Sohn des Marcus, Decurio der colonia Claudia Augusta Savaria und der colonia Septima Aurelia Antoniniana Karnuntum, römischer Ritter, ehemaliger Priester der Provinz Oberpannonien, Tribun der Legio XIII gemina Antoniniana, Tribun der berittenen Cohors II Mattiacorum mit einer Sollstärke von 1000 Mann, dem Feuerwehrverein in Carnuntum zum Geschenk gemacht.“
Rückseite: „Geweiht unter dem Imperator Antoninus Augustus, zum 2. Mal Konsul, und Sacerdos, ebenfalls zum 2. Mal, am 10. Tag vor den Kalenden des September. Als Präfekt amtierte Titus Aelius Constantinus, Magistri des Collegiums waren Aelius Herculanus und Ulpius Marcellinus.“

### Hafen
Vom Schloss Petronell gelangt man zur nordöstlich gelegenen Schlossau. Dort führt ein Fahrweg hinunter zur Donau. Wahrscheinlich verlief hier in der Antike der Hauptstrang des Flusses. Man vermutet, dass sich dort der Hafen von Carnuntum befunden hat. Es handelte sich wohl nicht um ein künstliches Hafenbecken, sondern eher um eine Lände mit Kaimauern, Magazine, Werftanlagen und die Unterkünfte für die Marinesoldaten der Donauflotte. 1823 soll der Kustos Wachter die Reste des Hafens an der Ostseite von Petronell – nahe dem Pfaffenbründl entdeckt haben. Weitere Einzelheiten darüber hat er jedoch nicht schriftlich festgehalten.

## Pagane Kulte

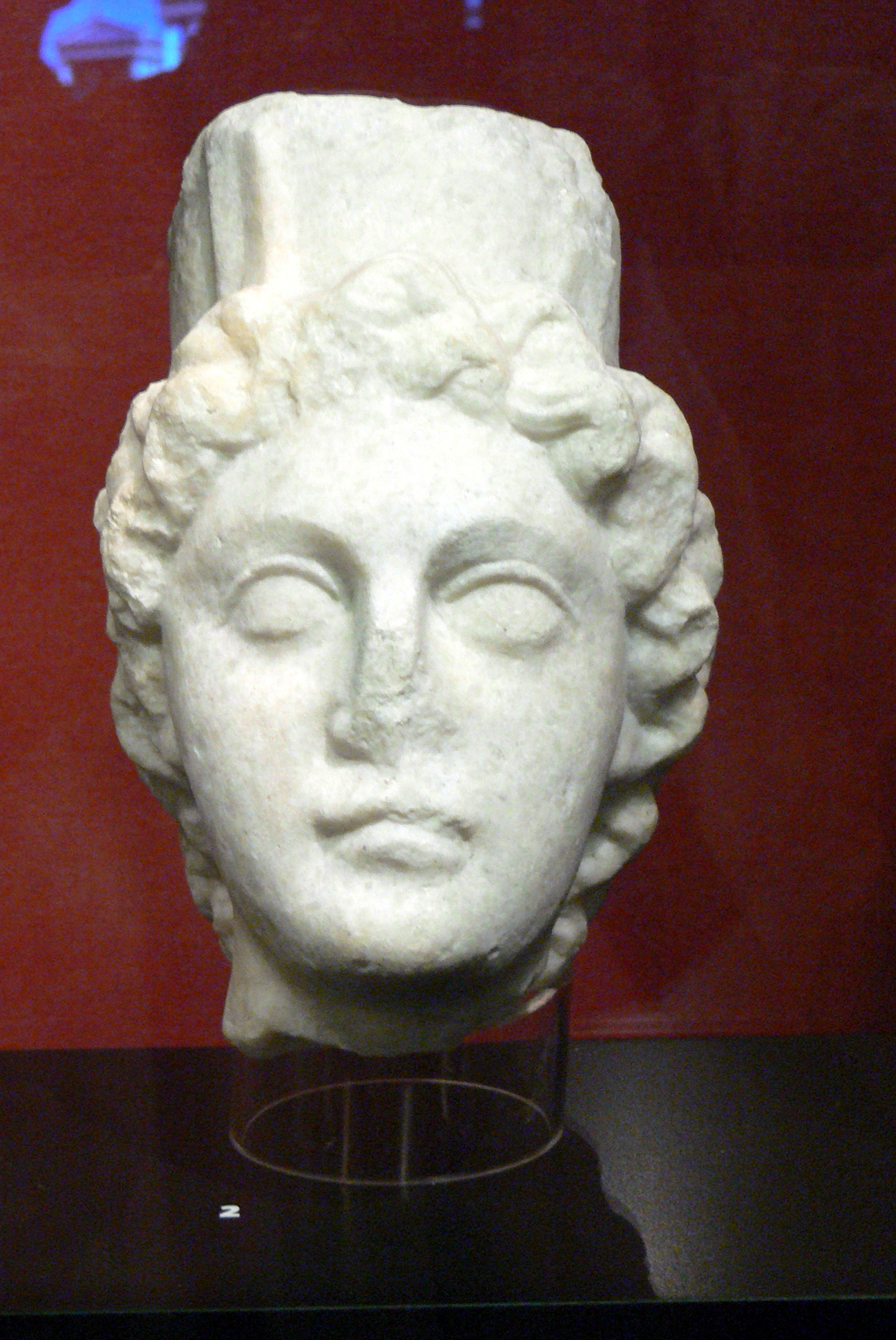
Römischer Stadt- oder Lagergenius (Museum Carnuntinum)

Die wichtigste religiöse Pflicht der Bürger und Soldaten war die Teilnahme an den Kulthandlungen der römischen Staatsreligion, weil damit auch die Loyalität zum regierenden Kaiserhaus zum Ausdruck gebracht werden sollte. Besonders heimkehrende Soldaten führten aber auch andere Kulte und Religionen in Carnuntum ein, was archäologisch nachgewiesen werden konnte. Meist verschmolzen sie dabei ihren obersten Reichsgott Iuppiter einfach mit jenen Göttern, mit deren Kulten sie bei ihren Kriegszügen in Berührung gekommen waren (Synkretismus). Darunter waren Iupiter Dolichenus, Iupiter Heliopolitanus, Iuppiter Tavianus und Iuppiter Casius. Besonders Mithras und Silvanus genossen in Carnuntum große Verehrung, wie mehrere nachgewiesene Kultstätten dieses ursprünglich aus Persien stammenden Gottes belegen. Daneben gab es auch Funde von syrischen und ägyptischen Gottheiten (Isis, Serapis). Die Stadtbürger verehrten ihre Götter wie Fortuna, Genius, Nemesis-Diana, Herkules, Dionysos/Liber Pater, Libera und die Hausgötter (Penaten, Laren) wohl auch in zahlreichen Hauskapellen bzw. Nischen.
Im westlichen Vorfeld der Stadtmauer wurde 2012 ein kleiner rechteckiger Tempelbau mit Umfassungsmauer freigelegt, ein schon von Herma Stiglitz in den 1980er Jahren entdecktes Heiligtum. Nördlich davon befand sich eine weitere, gemauerte Einfriedung, vielleicht ein Grabbau. In der Nähe des Schlosses standen die Mithräen II und III. Aus dem ummauerten Bereich der Zivilstadt liegen bis dato keine gesicherten Befunde zu öffentlichen Tempelanlagen vor. Ein nach Osten orientierter Podiumstempel stand wahrscheinlich an der Südseite des Forums. Außerdem sind in den Wohnvierteln kleine Straßenheiligtümer für Silvanus und verschiedene orientalische Gottheiten bekannt, die meist in Vereinshäuser integriert waren und hauptsächlich den Anwohnern als Versammlungs- und Kultstätten dienten. Ihre Form reicht von einfachen Einraumbauten bis zu Gebäudekomplexen mit Antentempel, Versammlungssaal mit Liegepodien und mehreren Nebengebäuden in einem Hof- oder Gartenareal, wie im Fall des Dolichenusheiligtums auf der Paffenbrunnwiese.

### Dolichenum auf der Pfaffenbrunnwiese

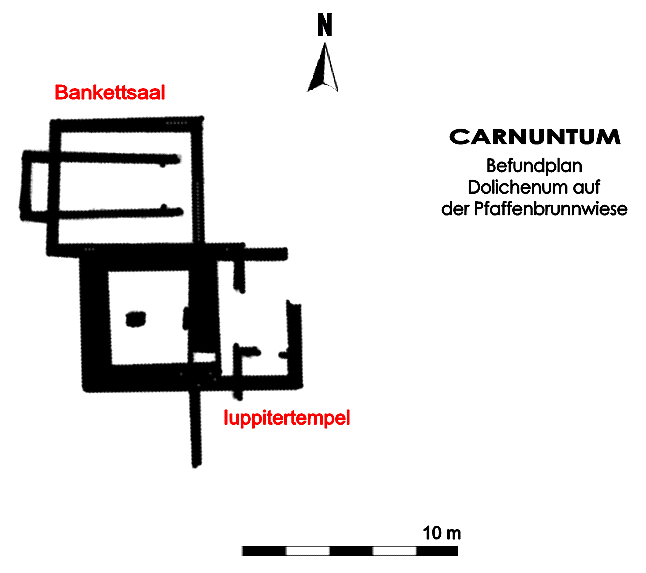
Befundskizze Dolichenum Pfaffenbrunnwiese, Stand 1891

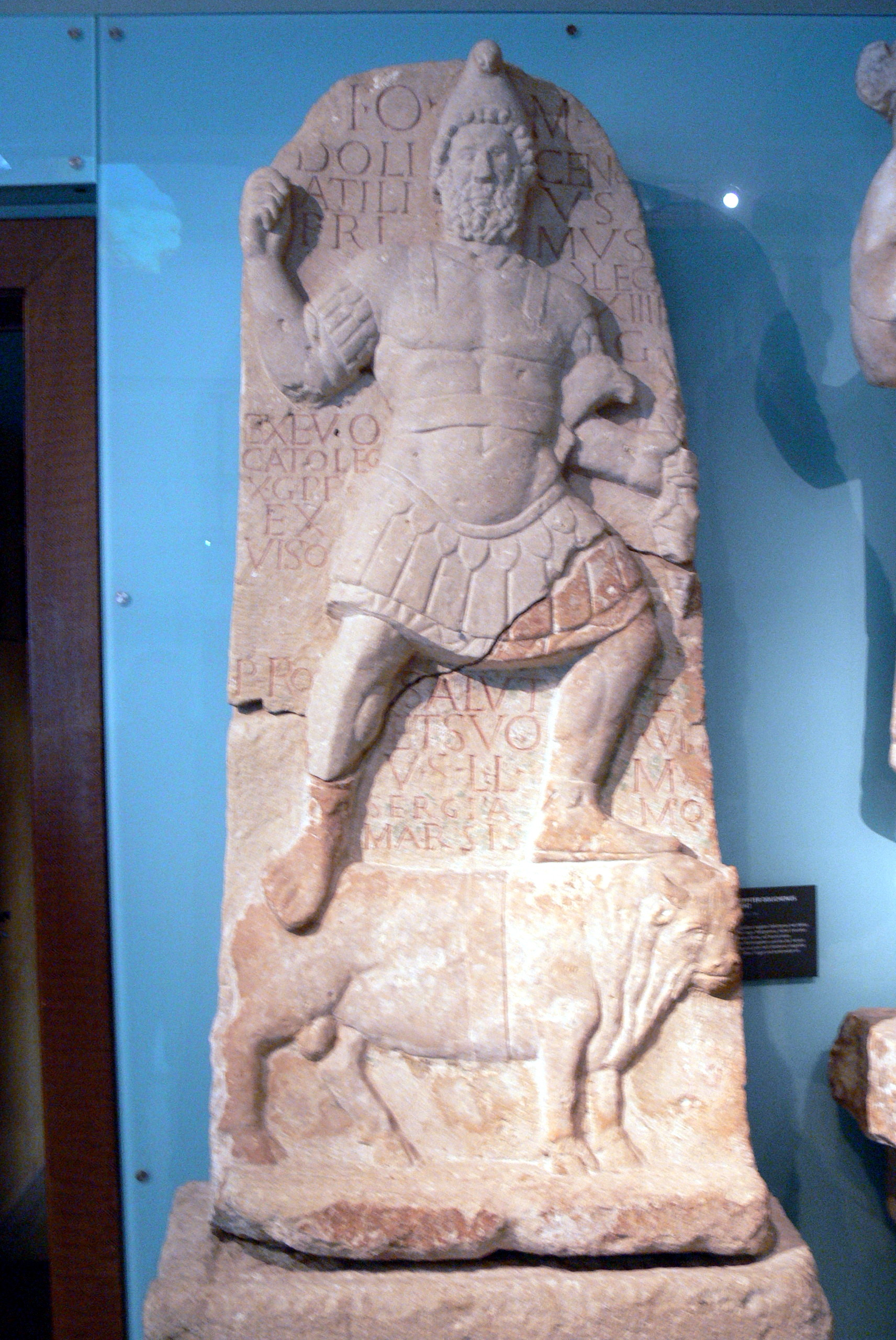
Votivrelief für Iupiter Dolichenus aus dem Dolichenum an der Pfaffenbrunnwiese, gestiftet von Attilius Primus, Zenturio der Legio XIV (2. Jahrhundert)

1891 entdeckte Josef Dell in Petronell zwischen der Bundesstraße 9 und den Abhängen zur Schlossau, Flurname Pfaffenbrunnwiese, einen weiteren Iuppitertempel samt Nebengebäude. Er befand sich nahe dem Reiterlager am östlichen Rand der Zivilstadt und war wohl ein Teil eines noch größeren Kultbezirks. Das Areal ist heute komplett von den Wohnhäusern der Friedenssiedlung überbaut. Der Tempelbezirk war vermutlich vollständig von einer Mauer umgeben. In den Grabungsschnitten kamen außer den beiden Gebäuden noch eine Reihe von anderen Mauerzügen ans Tageslicht, die aber nicht näher untersucht werden konnten. Das Hallengebäude mit dreiteiliger Unterteilung des Innenraums wurde von Dell als Mithräum angesehen (sogenanntes Mithräum II). Die einschlägigen Forschungen in den vergangenen Jahrzehnten haben aber gezeigt, dass nicht alle Kulträume mit der charakteristischen Dreiteilung dem Kult des Mithras zuzuweisen sind. Es konnten dort auch keine Inschriften oder Bildwerke gefunden werden, die sich auf diesen Gott beziehen.
Tempel
Der im Grundriss quadratische, 9 × 9 Meter messende Iuppitertempel schloss sich unmittelbar nordöstlich an die Halle an. Die nordöstliche Vorhalle (pronaos oder vestibulum) des Gebäudes war 2 Meter breit. Seine Außenwände bestanden aus massiven, 1,30 Meter starken Bruchsteinmauern. Der Tempel dürfte also ursprünglich viel höher gewesen sein. Vielleicht wurde er durch das Erdbeben im 4. Jahrhundert zerstört. Der Boden hatte einen Belag aus Ziegelwürfeln, die Wände waren verputzt und einst auch bemalt. Ein Mittelpfeiler stützte die Dachkonstruktion und das Obergeschoss. Die Weihegaben waren vermutlich im Obergeschoss aufgestellt. Im Zerstörungsschutt konnten die Ausgräber unter anderem drei Altäre für Iupiter Dolichenus, Fragmente einer Alphabettafel aus Marmor und ein Kalksteinrelief samt Postament des Iuppiter, das ihn in Offiziersrüstung darstellt, freilegen. Einer dieser Altäre war von zwei Tempelpflegern und einem Schreiber gestiftet worden (curatores und scriba). In weiterer Folge konnte man noch eine Marmorstatue des Gottes und einen abgewinkelten Bronzearm mit einem Blitzbündel in der Hand bergen. Am Blitzbündel befanden sich noch Spuren von Silberblech. Die Denkmäler waren alle in der Regierungszeit des Commodus (180–192) gestiftet worden.
Halle
Der quadratische Kultraum des Hallengebäudes hatte eine Länge von 12,50 und eine Breite von 7,50 Metern. Von seinem Eingang führten Stufen ins Innere, die vermuten lassen, dass er etwas tiefer als das äußere Bodenniveau lag. An beiden Seiten befanden sich 1,25 Meter lange Sitzbänke für die Kultgemeinde. Sie waren einen halben Meter vom Eingang aufgestellt und reichten bis zur Rückwand des Hauptraumes. In einer Nische (Tiefe ca. 1 Meter) wurde die Basis eines Altars gefunden. Vom hölzernen Deckengewölbe waren noch einige Fragmente der Stuckdecke erhalten. Im Westen wurde er von einer rechteckigen Apsis abgeschlossen. Der Innenraum wurde durch zwei Mauern, welche die Fluchten der Seitenwände der Apsis aufnahmen, dreigeteilt. Solche, durch seitliche Podien gekennzeichnete Bankettraume (triclinia oder cenatoria), sowie weitere Räume, von denen einer annähernd quadratisch ist und als eine Art Sakristei, vielleicht auch ein zur rituellen Reinigung dienender Vorraum, sind auch von anderen Dolichenusheiligtümern bekannt (zum Beispiel das Iuppiterheiligtum auf dem Aventin in Rom). In weiterer Folge entdeckte man außerhalb der westlichen Umfassungsmauer des Tempelbezirks eine Abfallgrube mit einer großen Menge an Tierknochen, die ausnahmslos von Haustieren stammten.

## Christentum
Der Durchbruch für die sukzessive Ausbreitung des Christentums war die Mailänder Vereinbarung von 313. Durch sie avancierte das Christentum wie alle anderen Religionen des Imperiums zu einer religio licita, das heißt, man musste seinen Glauben nach dem Inkrafttreten dieses Ediktes nicht mehr verbergen. Zwar fehlen in Carnuntum eindeutige Beweise auf Kirchenbauten oder Versammlungsstätten, die auf die Existenz einer christlichen Gemeinde in der Stadt schließen lassen, doch bezeugen zumindest einige Gebrauchsgegenstände des Alltags mit eindeutig christlichem Symbolschmuck auch dort eine schrittweise Durchdringung der antiken Kultur mit christlichen Ideen und Inhalten. Funde, die sich zweifelsfrei einer Christengemeinde in Carnuntum zuordnen lassen, kamen dort nur vereinzelt zu Tage (zum Beispiel diverse Gebrauchsgegenstände mit Christusmonogramm). Diesbezügliche Inschriften, Grabsteine und Gräber konnten nicht nachgewiesen werden oder wurden nicht erkannt. Auch Hinweise darauf, dass Carnuntum Sitz eines Bischofs war, fehlen völlig, was darauf zurückzuführen sein könnte, dass dieser Ort im späten 4. Jahrhundert schon weitgehend verlassen war. Bemerkenswerterweise sind auch keine Märtyrerlegenden oder Ähnliches mit Bezug zu Carnuntum überliefert worden. 1885 entdeckte man in einem Gräberfeld das Fragment einer Marmorschranke mit der Inschrift (übersetzt) „...wiederhergestellte Schranke des Allerheiligsten...“, die aber ebenfalls nicht mit Sicherheit einer frühchristlichen Kirche zugeordnet werden konnte. Eine solche wird südlich des Amphitheaters II vermutet, wie man auf Luftbildern zu erkennen glaubte.

## Heidentor

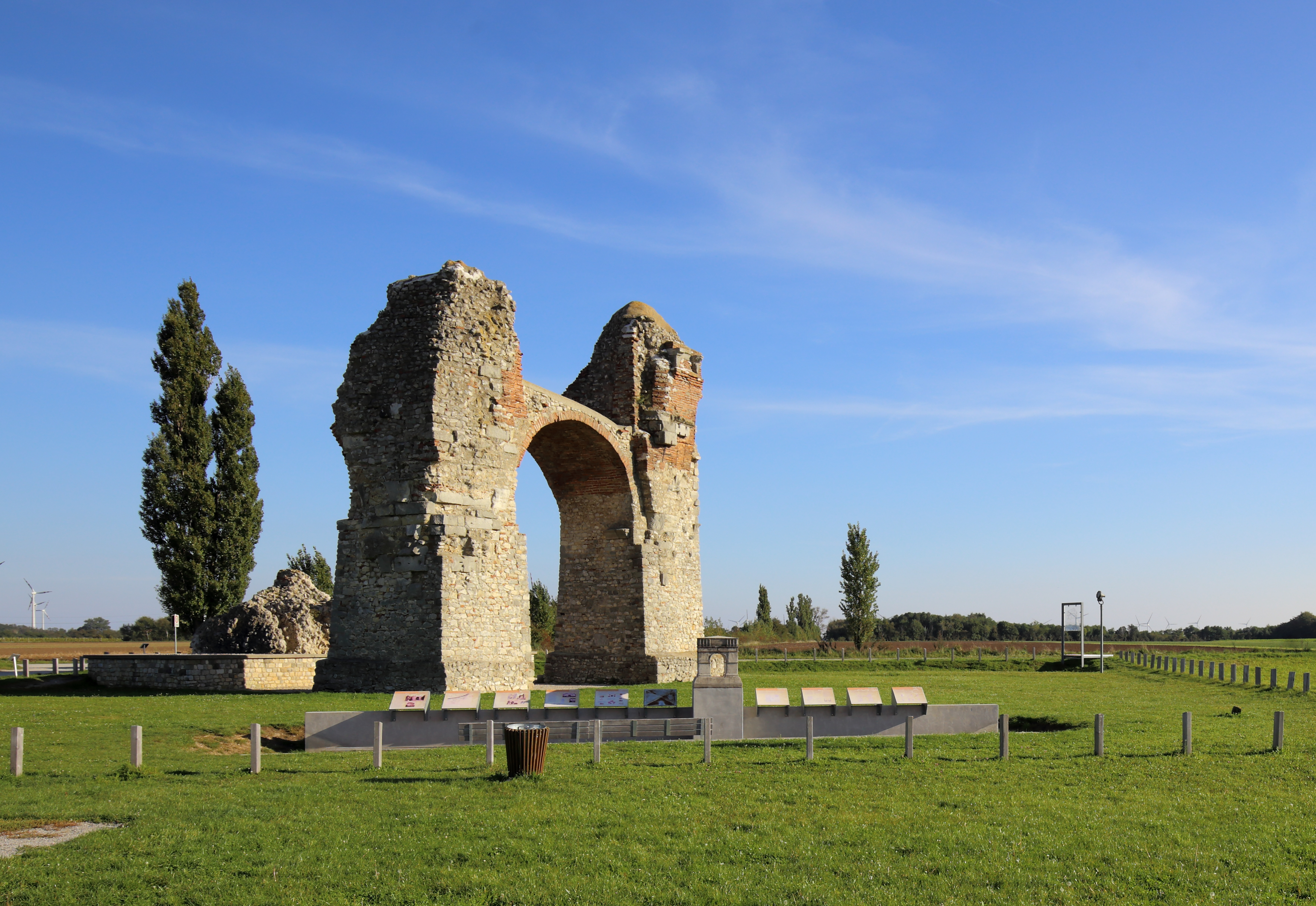
Heidentor

Knapp 900 Meter südlich der Zivilstadt sind auf einem Schaugelände die Überreste des sogenannten Heidentors zu sehen, heute das Wahrzeichen der archäologischen Region Carnuntum und Symbol für das römische Österreich. Die in der Forschung lang umstrittene Funktion des einstigen Vierbogenbaues (Quadrifrons) ist heute geklärt. Es konnte bei seiner Generalsanierung zwischen 1998 und 2001 nachgewiesen werden, dass das Tor in der Regierungszeit von Constantius II. als Triumphmonument zur Verherrlichung seiner Siege in den Abwehrkämpfen gegen die Germanen errichtet wurde.

## Gräberfelder
In der Umgebung der Zivilstadt sind mehrere größere Gräberfelder bekannt:
- das Gräberfeld Zivilstadt-Süd zwischen dem Amphitheater II und der Johanneskapelle
- das Gräberfeld Zivilstadt-Ost an der Pfarrkirche von Petronell bzw. der Volksschule (Pfaffenbrunnwiese),
- das Gräberfeld Zivilstadt-West südlich und westlich des Tiergartens[63]

Auch auf dem Gelände südlich des Amphitheaters II bis zum Heidentor stieß man immer wieder auf antike Gräber.
Das Gräberfeld Zivilstadt-Süd, bestehend aus Bestattungen in Ziegelgräbern und Sarkophagen, wurde vermutlich vom 1. bis ins 2. Jahrhundert verwendet. Grabsteine von ihm befanden sich auch im Mauerwerk des Amphitheaters II. Die Grabsteine von den anderen Gräberfeldern stammen aus dem 2. bis 3. Jahrhundert n. Chr. bzw. aus der Spätantike. Die prominenteste Grablege war die des Hyacinthus. Er diente der Gattin des Kaiser Commodus, Chrispina, als Kämmerer (cubicularius). 1891 wurden dort auch die Fundamente eines 4 × 4 Meter großen Gebäudes mit reicher Fassadendekoration freigelegt. Es handelte sich vermutlich um einen Antentempel mit zwei Frontsäulen, der von einer Mauer umgeben war. Die Säulen waren mit Blattkranzkapitellen versehen und stützten einen mit Delphinen und Meeresfabelwesen geschmückten Architrav. Vor dem Grabtempel waren zwei Steinlöwen zur Dämonenabwehr aufgestellt worden.
Das Gräberfeld Zivilstadt-West war vom 2. bis ins späte 4. Jahrhundert belegt. Die Verstorbenen wurden dort in Brandgräbern, Urnen, Sarkophagen und Ziegelkistengräbern beigesetzt. Die meisten Gräber waren entweder schon in der Antike oder in der Neuzeit geplündert worden. Dennoch konnten auch einige ungestörte Bestattungen freigelegt werden. Der bemerkenswerteste Befund ist das Grab einer Frau mit reichen Beigaben. Der Toten war eine große Glasflasche und eine Münze ins Grab mitgegeben worden; bekleidet war sie unter anderem mit einem golddurchwirkten Schal. Die Textilie war zwar schon vergangen, die Goldfäden lagen jedoch noch auf dem Boden des Sarkophags. Das Grab eines Kindes aus einer vermögenden Familie enthielt ebenfalls umfangreiche Beigaben, eine Lampe, einen Krug, ein gläsernes Balsamar und eine Messerklinge. Zur Abdeckung einer dort vorbeiführenden Wasserleitung dienten Sandsteinplatten, die offensichtlich aus Grabmonumenten des Gräberfeldes entnommen worden waren.
Mehrere Inschriftenblöcke lieferten interessante Einblicke in die Demographie Carnuntums. Bei Grabungen 2009 wurden beispielsweise gleich zwei Grabsteine freigelegt, die für die jeweiligen Verstorbenen die Herkunftsangabe „domo Iudaeus“, die wohl rein geographisch als Hinweis auf die Herkunft aus der Region Judäa zu verstehen ist. Ein marmorner Grabstein nennt einen germanischen König („rex Germanorum“) namens Septimius Aistomodius sowie dessen Brüder Philippus und Heliodorus, die also griechische Namen trugen. Ein weiterer Steinblock stammt aus dem Grabmonument des Lucius Varius Verecundus, eines Veteranen der Legio XV. Er erreichte das auch heute noch bemerkenswerte Alter von 108 Jahren. Seine mit ihm bestattete Freigelassene und vermutlich auch Lebenspartnerin Varia starb im Alter von 80 Jahren.

## Denkmalschutz
Die Anlagen sind Bodendenkmäler im Sinne des Österreichischen Denkmalschutzgesetzes. Nachforschungen und gezieltes Sammeln von Funden ohne Genehmigung des Bundesdenkmalamtes stellen eine strafbare Handlung dar. Zufällige Funde archäologischer Objekte (Keramik, Metall, Knochen etc.) sowie alle in den Boden eingreifenden Maßnahmen sind dem Bundesdenkmalamt (Abteilung für Bodendenkmale) zu melden.

## Museen
Das Museum Carnuntinum befindet sich in Bad Deutsch-Altenburg. Im von 1901 bis 1904 von Friedrich Ohmann im Stil einer antiken Landhausvilla erbauten Museumsgebäude, dem größten Römermuseum in Österreich, werden die wertvollsten Funde (zum Beispiel Bernsteinbestände) aus den zahlreichen Grabungen der Öffentlichkeit präsentiert. Es wurde im Jahr 1904 von Kaiser Franz Joseph I. persönlich eröffnet. Vom Bestand der archäologischen Funde aus Carnuntum kann derzeit lediglich ein Bruchteil im Museum gezeigt werden (etwa 4000 Exemplare). Der Rest wurde in diversen Depots zwischengelagert.
Neben dem Museum Carnuntinum sind der Spaziergarten in Petronell (Wohnviertel der Zivilstadt) mit einem Stadtmodell im Maßstab 1:300 neben dem neuen Besucherzentrum, das spätantike Heidentor und die beiden Amphitheater I und II zu besichtigen. Die Grundmauern der großen Therme der Zivilstadt wurden konserviert und sind für Besucher zugänglich. Das im 20. Jahrhundert großteils ausgegrabene Legionslager wurde wieder zugeschüttet, seine Mauern sind nur noch als Geländeerhebung erkennbar. In Petronell befindet sich außerdem das privat geführte Museum des Vereins Auxiliarkastell Carnuntum, in dessen Keller eine Kreuzung der Fernwasserleitung mit dem Abwasserkanal des Kastells konserviert wurde; auch Wechselausstellungen finden dort statt.

## Naturschutz
Am Amphitheater II gibt es ein Vorkommen des Ziesels. Zum Ziesel-Schutz wird aus Naturschutzsicht empfohlen, an der vorbei führenden Landesstraße  und an der Landesstraße  Warnschilder mit Tempolimits und Hinweis auf die dort lebenden Ziesel aufzustellen. Veranstaltungen im Amphitheater mit extra aufgebauten Großgerüsten für Besucher-Sitzbänke sollten zukünftig unterbleiben. Zum Schutz der Ziesel wird eine Leinenpflicht für geführte Hunde empfohlen, da es bereits Ziesel-Tötungen durch freilaufende Hunde gab. Weiters wird eine Informationstafel über das Ziesel-Vorkommen empfohlen.